# Danh sách tập phim One Piece (Mùa 15 – nay)
Đây là danh sách tập của loạt anime One Piece được chuyển thể từ manga cùng tên của họa sĩ Oda Eiichiro. Được sản xuất bởi Toei Animation, đạo diễn bởi Uda Konosuke và
Sakai Munehisa, được phát sóng trên kênh Fuji TV tại Nhật Bản  từ 20 tháng 10 năm 1999 đến nay . Còn tại Việt Nam, 312 tập phim đầu được phát sóng trên kênh HTV3 từ ngày 29 tháng 10 năm 2015 đến ngày 12 tháng 4 năm 2017. Từ ngày 12 tháng 12 năm 2017 đến nay loạt phim được POPS Anime mua bản quyền, và bắt đầu phát hành nối tiếp từ tập 313 trở đi từ ngày 4 tháng 6 năm 2019 trên YouTube và ứng dụng POPS. Trong phiên bản lồng tiếng Việt: Từ tập 1 đến tập 312 được lồng tiếng bởi Công ty Cổ phần Truyền thông Thanh Thiếu Nhi (TTN Media) và từ tập 313 trở đi được lồng tiếng bởi Công Ty TNHH Ace Media.

## Tổng quan
| Tên | Tên | Tên                  | Số tập | Ngày phát sóng gốc                   | Ngày phát sóng tiếng Việt           |
| --- | --- | -------------------- | ------ | ------------------------------------ | ----------------------------------- |
|     | 15  | Đảo Người Cá         | 62     | 2 tháng 10, 2011 – 23 tháng 12, 2012 | 1 tháng 7, 2020 – 28 tháng 8, 2020  |
|     | 16  | Đảo Punk Hazard      | 50     | 6 tháng 1, 2013 – 12 tháng 1, 2014   | 29 tháng 8, 2020 – 27 tháng 3, 2021 |
|     | 17  | Vương quốc Dressrosa | 118    | 19 tháng 1, 2014 – 19 tháng 6, 2016  | 28 tháng 3, 2021 – 23 tháng 7, 2021 |
|     | 18  | Đảo Zou              | 36     | 26 tháng 6, 2016 – 2 tháng 4, 2017   | 24 tháng 7, 2021 – 28 tháng 8, 2021 |
|     | 19  | Đảo Bánh Ngọt        | 109    | 9 tháng 4, 2017 – 30 tháng 6, 2019   | 29 tháng 8, 2021 – 21 tháng 1, 2022 |
|     | 20  | Wano Quốc            | 197    | 7 tháng 7, 2019 – 17 tháng 12, 2023  | 8 tháng 7, 2019 – TBA               |
|     | 21  | Đảo Egghead          | 52+    | 7 tháng 1, 2024 – TBA                | TBA                                 |

## Danh sách tập
| Lưu ý | Lưu ý | Lưu ý | Lưu ý | Lưu ý | Lưu ý |
| --- | ----- | ----- | ----- | ----- | ----- |
| Ngày phát sóng tiếng Việt tại Việt Nam chỉ tính ngày ra mắt lần đầu các tập phim One Piece bản lồng tiếng Việt trên ứng dụng POPS vì đây là nền tảng mua bản quyền hợp pháp (Riêng các tập từ 313 đến 516, 892 đến 917 và từ 1018 trở đi tính theo ngày ra mắt lần đầu trên kênh Youtube POPS Anime vì các tập phim được ra mắt lần đầu tại đây.). Các tập từ 748 đến 797 và từ 892 đến 917 trong lần đầu phát hành POPS đã sử dụng bản phụ đề tiếng Việt. Về sau các tập này được POPS tái phát hành bằng hình thức lồng tiếng Việt. |       |       |       |       |       |

Phần trước: Danh sách tập phim One Piece (Mùa 1 – 14)

### Mùa 15: Đảo Người Cá (517 - 578)
| Arc Trở Lại Sabaody                      | |                      |                     |
| 517                                      | "Một chương mới bắt đầu! Ngày tái ngộ của Băng hải tặc Mũ Rơm!" "Shinshō Kaimaku - Saishūketsu! Mugiwara no Ichimi" (新章開幕 再集結! 麦わらの一味)           | 2 tháng 10 năm 2011  | 1 tháng 7 năm 2020  |
| 518                                      | "Ngàn cân treo sợi tóc! Luffy đấu với Luffy giả!" "Isshoku Sokuhatsu! Luffy tai Nise-Rufi" (一触即発! ルフィVSニセルフィ)                                     | 9 tháng 10 năm 2011  | 2 tháng 7 năm 2020  |
| 519                                      | "Hải quân đã tới! Mục tiêu là Băng Mũ Rơm!" "Kaigun Shutsudō - Nerawareta Mugiwara no Ichimi" (海軍出動 狙われた麦わらの一味)                                 | 16 tháng 10 năm 2011 | 3 tháng 7 năm 2020  |
| 520                                      | "Nhân vật lớn tụ họp! Uy thế của Băng hải tặc Mũ Rơm giả mạo!" "Ōmono Shūketsu - Nise Mugiwara Ichimi no Kyōi" (大物集結 ニセ麦わら一味の脅威)                | 23 tháng 10 năm 2011 | 4 tháng 7 năm 2020  |
| 521                                      | "Trận chiến bắt đầu! Thành quả của việc luyện tập!" "Sentō kaishi! Misero shugyō no seika!" (戦闘開始！見せろ修行の成果!)                                     | 30 tháng 10 năm 2011 | 5 tháng 7 năm 2020  |
| 522                                      | "Toàn bộ thành viên tập hợp! Luffy giong buồm tiến về Tân Thế Giới!" "Zen'in Shūgō - Rufi Shin Sekai e no Funade" (全員集合 ルフィ新世界への船出)             | 6 tháng 11 năm 2011  | 6 tháng 7 năm 2020  |
| Arc Đảo Người Cá                         | |                      |                     |
| 523                                      | "Bí mật kinh hoàng! Người bảo vệ tàu Sunny!" "Kyōgaku no Shinjitsu - Sanī-gō o Mamotta Otoko" (驚愕の真実 サニー号を守った男)                                 | 13 tháng 11 năm 2011 | 7 tháng 7 năm 2020  |
| 524                                      | "Cuộc chiến sống còn! Quái vật dưới biển sâu!" "Kaichū no Shitō - Arawareta Ōunabara no Akuma" (海中の死闘 現れた大海原の悪魔)                                | 20 tháng 11 năm 2011 | 8 tháng 7 năm 2020  |
| 525                                      | "Mắc nạn dưới đáy biển! Băng hải tặc Mũ Rơm lạc nhau!" "Shinkai de Sōnan - Hagureta Mugiwara no Ichimi" (深海で遭難 逸れた麦わらの一味)                       | 27 tháng 11 năm 2011 | 9 tháng 7 năm 2020  |
| 526                                      | "Núi lửa phun trào! Trôi tới đảo Người Cá!" "Kaitei Kazan Funka! Nagasarete Gyojin-tō" (海底火山噴火! 流されて魚人島)                                         | 4 tháng 12 năm 2011  | 10 tháng 7 năm 2020 |
| 527                                      | "Đặt chân tới đảo Người Cá! Những nàng mỹ nhân ngư xinh đẹp!" "Gyojin-tō Jōriku - Uruwashiki Ningyo-tachi" (魚人島上陸 うるわしき人魚たち)                    | 11 tháng 12 năm 2011 | 11 tháng 7 năm 2020 |
| 528                                      | "Cơn hưng phấn bộc phát đỉnh điểm! Tính mạng Sanji gặp nguy!" "Kōfun Bakuhatsu! Sanji Seimei no Kiki!" (興奮爆発! サンジ生命の危機!)                          | 18 tháng 12 năm 2011 | 12 tháng 7 năm 2020 |
| 529                                      | "Sự diệt vong của đảo Người Cá!? Lời tiên tri của Shyarly!" "Gyojin-tō Metsubō!? Shārī no Yogen" (魚人島滅亡!? シャーリーの予言)                              | 25 tháng 12 năm 2011 | 13 tháng 7 năm 2020 |
| 530                                      | "Vị vua của đảo Người Cá! Hải Thần Neptune!" "Gyojin-tō no Ō - Kaishin Nepuchūn!" (魚人島の王海神ネプチューン!)                                               | 8 tháng 1 năm 2012   | 14 tháng 7 năm 2020 |
| 531                                      | "Long Cung Thành! Theo chân chú cá mập hôm ấy chúng ta đã cứu!" "Ryūgū-jō! Tasuketa Same ni Tsurerarete" (竜宮城! 助けた鮫に連れられて)                       | 15 tháng 1 năm 2012  | 15 tháng 7 năm 2020 |
| 532                                      | "Nhút nhát hay khóc nhè! Công chúa nhân ngư trong Tháp Vỏ Cứng!" "Yowamushi de Nakimushi! Kōkakutō no Ningyo-hime" (弱虫で泣き虫! 硬殻塔の人魚姫)             | 22 tháng 1 năm 2012  | 16 tháng 7 năm 2020 |
| 533                                      | "Phát sinh tình huống khẩn cấp! Long Cung Thành bị chiếm đóng!" "Kinkyū Jitai Hassei - Senkyo Sareta Ryūgū-jō" (緊急事態発生 占拠された竜宮城)                | 29 tháng 1 năm 2012  | 17 tháng 7 năm 2020 |
| 534                                      | "Long Cung Thành rung chuyển! Vụ bắt cóc công chúa Shirahoshi!" "Ryūgū-Jō Gekishin! Shirahoshi Yūkai Jiken" (竜宮城激震! しらほし誘拐事件)                    | 5 tháng 2 năm 2012   | 18 tháng 7 năm 2020 |
| 535                                      | "Hody xuất hiện! Kế hoạch trả thù chính thức khởi động!" "Hōdi Shūrai - Fukushū Keikaku no Hajimari" (ホーディ襲来 復讐計画の始まり)                          | 12 tháng 2 năm 2012  | 19 tháng 7 năm 2020 |
| 536                                      | "Quyết chiến tại Long Cung Thành! Zoro đấu với Hody!" "Ryūgū-jō no Kessen! Zoro tai Hōdi" (竜宮城の決戦! ゾロVSホーディ)                                      | 19 tháng 2 năm 2012  | 20 tháng 7 năm 2020 |
| 537                                      | "Bảo vệ Shirahoshi! Cuộc bám đuổi của Decken!" "Shirahoshi o Mamore - Dekken no Tsuigeki" (しらほしを守れ デッケンの追撃)                                     | 26 tháng 2 năm 2012  | 21 tháng 7 năm 2020 |
| 538                                      | "Băng Mũ Rơm có bị đánh bại không!? Hody chiếm giữ Long Cung Thành!" "Ichimi Haiboku!? Hōdi Ryūgū-jō Seiatsu" (一味敗北!? ホーディ竜宮城制圧)                 | 4 tháng 3 năm 2012   | 22 tháng 7 năm 2020 |
| 539                                      | "Nỗi đau sống dậy! Nami và Băng hải tặc Người Cá!" "Yomigaeru In'nen! Nami to Gyojin kaizoku-dan" (蘇る因縁! ナミと魚人海賊団)                                | 18 tháng 3 năm 2012  | 23 tháng 7 năm 2020 |
| 540                                      | "Anh hùng giải phóng nô lệ! Hải tặc Fisher Tiger!" "Dorei Kaihō no Eiyū - Bōkenka Taigā" (奴隷解放の英雄 冒険家タイガー)                                      | 25 tháng 3 năm 2012  | 24 tháng 7 năm 2020 |
| 541                                      | "Kizaru xuất hiện! Cạm bẫy nhằm vào Tiger!" "Kizaru Tōjō! Taigā o Nerau Wana!" (黄猿登場! タイガーを狙う罠!)                                                  | 1 tháng 4 năm 2012   | 25 tháng 7 năm 2020 |
| Toriko x One Piece Collaboration Special | |                      |                     |
| 542                                      | "Tập đặc biệt! Cuộc hội ngộ của Toriko và Luffy! Tìm kiếm Hải Quả chữa bệnh cho Chopper!" "Chīmu Kessei! Choppā o Sukue" (チーム結成!チョッパーを救え)        | 8 tháng 4 năm 2012   | Không phát sóng     |
| Arc Đảo Người Cá                         | |                      |                     |
| 543                                      | "Thời khắc cuối cùng của vị anh hùng - Sự thật chấn động của Tiger" "Eiyū no Saigo - Taigā Shōgeki no Shinjitsu" (英雄の最期 タイガー衝撃の真実)              | 15 tháng 4 năm 2012  | 26 tháng 7 năm 2020 |
| 544                                      | "Băng hải tặc Mặt Trời tan rã! Jinbe đấu với Arlong" "Kaizokudan Bunretsu - Jinbē tai Āron" (海賊団分裂 ジンベエVSアーロン)                                   | 22 tháng 4 năm 2012  | 27 tháng 7 năm 2020 |
| 545                                      | "Đảo Người Cá chấn động! Thiên Long Nhân trôi dạt đến!" "Yureru Gyojin-tō! Hyōchakushita Tenryūbito" (揺れる魚人島! 漂着した天竜人)                           | 29 tháng 4 năm 2012  | 26 tháng 8 năm 2020 |
| 546                                      | "Bi kịch bất ngờ! Phát súng đóng chặt tương lai!" "Totsuzen no Higeki! Mirai o Tozasu Kyōdan" (突然の悲劇! 未来を閉ざす凶弾)                                  | 6 tháng 5 năm 2012   | 27 tháng 8 năm 2020 |
| 547                                      | "Quay trở lại hiện tại! Hody bắt đầu hành động!" "Futatabi Genzai e! Ugokidasu Hōdi" (再び現在へ! 動き出すホーディ)                                           | 13 tháng 5 năm 2012  | 28 tháng 7 năm 2020 |
| 548                                      | "Vương quốc kinh hoàng! Mệnh lệnh hành quyết Neptune!" "Ōkoku Gekishin - Nepuchūn Shokei Shirei" (王国激震 ネプチューン処刑指令)                              | 20 tháng 5 năm 2012  | 29 tháng 7 năm 2020 |
| 549                                      | "Mối giao tình rạn nứt! Luffy đấu với Jinbe!" "Shōjita Kiretsu! Rufi tai Jinbē" (生じた亀裂! ル フィVSジンベエ)                                               | 27 tháng 5 năm 2012  | 30 tháng 7 năm 2020 |
| 550                                      | "Hody biến dị! Uy lực thật sự của loại thuốc ma quỷ!" "Hōdi no Ihen! Kyōyaku no Shin no Chikara" (ホーディの異変! 凶薬の真の力)                               | 3 tháng 6 năm 2012   | 31 tháng 7 năm 2020 |
| 551                                      | "Cuộc quyết chiến bắt đầu tại quảng trường Gyoncorde!" "Kessen Hajimaru - Gyonkorudo Hiroba" (決戦始まる ギョンコルド広場)                                    | 10 tháng 6 năm 2012  | 1 tháng 8 năm 2020  |
| 552                                      | "Lời thú tội gây chấn động! Sự thật đằng sau vụ ám sát Otohime!" "Shōgeki no Kokuhaku - Otohime Ansatsu no Shinjitsu" (衝撃の告白 オトヒメ暗殺の真実)         | 17 tháng 6 năm 2012  | 2 tháng 8 năm 2020  |
| 553                                      | "Nước mắt của Shirahoshi! Luffy cuối cùng cũng xuất hiện!" "Shirahoshi no Namida! Rufi Tsuini Tōjō" (しらほしの涙! ルフィ遂に登場)                            | 24 tháng 6 năm 2012  | 3 tháng 8 năm 2020  |
| 554                                      | "Đại hỗn chiến! Băng Mũ Rơm đấu với 100 ngàn kẻ địch!" "Dai Gekitotsu! Mugiwara Ichimi tai Jūman no Teki" (大激突! 麦わら一味VS10万の敵)                      | 1 tháng 7 năm 2012   | 4 tháng 8 năm 2020  |
| 555                                      | "Tấn công dồn dập! Zoro và Sanji nhập cuộc!" "Ōwaza Sakuretsu! Zoro Sanji Shutsugeki!" (大技炸裂! ゾロ・サンジ出撃!)                                          | 8 tháng 7 năm 2012   | 5 tháng 8 năm 2020  |
| 556                                      | "Lần đầu ra mắt! Vũ khí bí mật của tàu Sunny!" "Hatsu Hirō! Sanī-gō no Himitsu Heiki!" (初披露!サニー号の秘密兵器!)                                           | 15 tháng 7 năm 2012  | 6 tháng 8 năm 2020  |
| 557                                      | "Hải tặc thép! Đại tướng quân Franky xuất trận!" "Aian Pairētsu! Furankī Shōgun Tōjō" (鉄の海賊! フランキー将軍登場)                                          | 29 tháng 7 năm 2012  | 7 tháng 8 năm 2020  |
| 558                                      | "Tàu Noah tiến đến! Đảo Người Cá đối mặt với thảm hoạ diệt vong!" ""Noa Sekkin! Gyojin-tō Kaimetsu no Kiki!" (ノア接近! 魚人島壊滅の危機!)                    | 5 tháng 8 năm 2012   | 8 tháng 8 năm 2020  |
| 559                                      | "Nhanh lên Luffy! Shirahoshi trong tình thế ngặt nghèo!" "Isoge Rufi! Shirahoshi Zettai Zetsumei" (急げルフィ! しらほし絶対絶命)                              | 12 tháng 8 năm 2012  | 9 tháng 8 năm 2020  |
| 560                                      | "Trận chiến khốc liệt bắt đầu! Luffy đấu với Hody!" "Sentō Kaishi! Rufi tai Hōdi!" (戦闘開始! ルフィVSホーディ!)                                              | 19 tháng 8 năm 2012  | 10 tháng 8 năm 2020 |
| 561                                      | "Đại quyết chiến! Toàn thành viên đấu với băng hải tặc Người Cá Mới!" "Dai-ransen! Ichimi tai Shin Gyojin Kaizokudan!" (大乱戦! 一味VS新魚人海賊団!)          | 26 tháng 8 năm 2012  | 11 tháng 8 năm 2020 |
| 562                                      | "Luffy thua cuộc!? Thời khắc Hody trả thù!" "Rufi Haiboku!? Hōdi Fukushū no Toki" (ルフィ敗北!? ホーディ復讐の時)                                             | 2 tháng 9 năm 2012   | 12 tháng 8 năm 2020 |
| 563                                      | "Sự thật gây sửng sốt! Chân tướng của Hody!" "Shōgeki no Jijitsu! Hōdi no Shōtai!" (衝撃の事実! ホーディの正体!)                                              | 9 tháng 9 năm 2012   | 13 tháng 8 năm 2020 |
| 564                                      | "Trở về thuở sơ khai! Nguyện ước cháy bỏng gửi đến Luffy!" "Zero ni! Rufi e no Atsuki Negai!" (ゼロに! ルフィ への熱き願い!)                                  | 16 tháng 9 năm 2012  | 14 tháng 8 năm 2020 |
| 565                                      | "Luffy xả thân tung đòn chí mạng! Red Hawk bùng cháy mãnh liệt!" "Rufi Konshin no Ichigeki! Reddo Hōku Sakuretsu" (ルフィ渾身の一撃! 火拳銃炸裂)              | 23 tháng 9 năm 2012  | 15 tháng 8 năm 2020 |
| 566                                      | "Đi đến hồi kết! Trận chiến quyết định đánh bại Hody!" "Tsui ni Ketchaku! Hōdi Saishū Kessen" (ついに決着! ホーディ最終決戦)                                  | 30 tháng 9 năm 2012  | 16 tháng 8 năm 2020 |
| 567                                      | "Dừng lại Noah! Elephant Gatling Gun trong tuyệt vọng!" "Tomare Noa! Kesshi no Erefanto Gatoringu!" (止まれノア! 決死の象銃乱打!)                             | 7 tháng 10 năm 2012  | 17 tháng 8 năm 2020 |
| 568                                      | "Hướng về tương lai! Con đường dẫn đến nơi mặt trời chiếu rọi!" "Mirai e! Taiyō e to Tsuzuku Michi!" (未来へ! タイヨウへと続く道!)                            | 14 tháng 10 năm 2012 | 18 tháng 8 năm 2020 |
| 569                                      | "Bí mật được tiết lộ! Sự thật về Vũ Khí Cổ Đại!" "Akasareta Himitsu - Kodai Heiki no Shinjitsu" (明かされた秘密 古代兵器の真実)                               | 21 tháng 10 năm 2012 | 19 tháng 8 năm 2020 |
| 570                                      | "Băng Mũ Rơm kinh ngạc! Thủy sư Đô đốc Hải quân tân nhiệm!" "Ichimi Kyōgaku! Aratanaru Kaigun Gensui!" (一味驚愕! 新たなる海軍元帥!)                          | 28 tháng 10 năm 2012 | 20 tháng 8 năm 2020 |
| 571                                      | "Kẻ hảo ngọt! Tứ hoàng Big Mom!" "Okashi-zuki! Yonkō Biggu Mamu" (お菓子好き! 四 皇ビッグマム)                                                                | 4 tháng 11 năm 2012  | 21 tháng 8 năm 2020 |
| 572                                      | "Tương lai gian khó! Cạm bẫy chực chờ ở Tân Thế Giới!" "Zento Tanan - Shin Sekai ni Machiukeru Wana" (前途多難 新世界に待ち受ける罠)                          | 11 tháng 11 năm 2012 | 22 tháng 8 năm 2020 |
| 573                                      | "Thời khắc ra khơi! Tạm biệt Đảo Người Cá!" "Tsui ni Shukkō! Sayonara Gyojin-tō" (ついに出航! さよなら魚人島)                                                 | 18 tháng 11 năm 2012 | 23 tháng 8 năm 2020 |
| 574                                      | "Đến Tân Thế Giới! Hướng về vùng biển vĩ đại nhất thế giới!" "Shin Sekai e! Saikyō no Umi o Mezashite" (新世界へ! 最強の海をめざして)                         | 25 tháng 11 năm 2012 | 24 tháng 8 năm 2020 |
| Arc Z's Ambition                         | |                      |                     |
| 575                                      | "Chương tham vọng của Z! Người khổng lồ tí hon Lily!" "Zetto no Yabō Hen - Chiisana Kyojin Rirī!" (Zの野望編 小さな巨人リリー!)                               | 2 tháng 12 năm 2012  | 25 tháng 8 năm 2020 |
| 576                                      | "Chương tham vọng của Z! Binh đoàn hùng mạnh bí ẩn xuất hiện!" "Zetto no Yabō Hen - Nazo no Saikyō Gundan Tōjō!" (Zの野望編 謎の最強軍団登場!)                | 9 tháng 12 năm 2012  | 26 tháng 8 năm 2020 |
| 577                                      | "Chương tham vọng của Z! Sách lược tẩu thoát giữa muôn trùng hiểm nguy!" "Zetto no Yabō Hen - Kesshi no Dai Dasshutsu Sakusen!" (Zの野望編 決死の大脱出作戦!) | 16 tháng 12 năm 2012 | 27 tháng 8 năm 2020 |
| 578                                      | "Chương tham vọng của Z! Luffy đấu với Shuzo!" "Zetto no Yabō Hen - Rufi tai Shūzo!" (Zの野望編ルフィVSシューゾ!)                                             | 23 tháng 12 năm 2012 | 28 tháng 8 năm 2020 |

### Mùa 16: Đảo Punk Hazard (579 - 628)
| Arc Punk Hazard                                          | |                      |                      |
| 579                                                      | "Đã đến rồi! Hòn đảo rực lửa Punk Hazard!" "Jōriku! Moeru Shima Panku Hazādo" (上陸! 燃え る島パンクハザード)                                             | 6 tháng 1 năm 2013   | 29 tháng 8 năm 2020  |
| 580                                                      | "Trận chiến rực cháy! Luffy đấu với rồng khổng lồ!" "Shakunetsu" (灼熱の戦い! ルフィVS巨大竜!)                                                            | 13 tháng 1 năm 2013  | 30 tháng 8 năm 2020  |
| 581                                                      | "Băng Mũ Rơm sửng sốt! Sự xuất hiện gây sốc của Samurai không đầu!" "Ichimi Sōzen! Shōgeki no Kubi dake Samurai Tōjō!" (一味騒然! 衝撃の首だけ侍登場!)    | 20 tháng 1 năm 2013  | 31 tháng 8 năm 2020  |
| 582                                                      | "Kinh ngạc! Bí mật của hòn đảo cuối cùng cũng được tiết lộ!" "Kyōgaku! Tsui ni Akasareru Shima no Himitsu" (驚愕! 遂に明かされる島の秘密)                 | 27 tháng 1 năm 2013  | 1 tháng 9 năm 2020   |
| 583                                                      | "Cứu lấy bọn trẻ! Băng Mũ Rơm vào cuộc!" "Kodomo-tachi o Sukue! Ichimi Sentō Kaishi" (子供達を救え! 一味戦闘開始)                                         | 3 tháng 2 năm 2013   | 2 tháng 9 năm 2020   |
| 584                                                      | "Đọ kiếm pháp! Brook đấu với thân trên bí ẩn của Samurai!" "Kenjutsu Shōbu - Burukku tai Nazo no Dōtai Samurai" (剣術勝負 ブルックVS謎の胴体侍)           | 10 tháng 2 năm 2013  | 3 tháng 9 năm 2020   |
| 585                                                      | "Thất Vũ Hải! Trafalgar Law!" "Shichibukai! Torafarugā Rō" (七武海! トラファルガー・ロー)                                                                 | 17 tháng 2 năm 2013  | 4 tháng 9 năm 2020   |
| 586                                                      | "Gay go thực sự! Luffy chìm xuống hồ băng giá! " "Dai Pinchi - Rufi Gokkan no Mizuumi ni Shizumu" (大ピンチ ルフィ極寒の湖に沈む)                         | 3 tháng 3 năm 2013   | 5 tháng 9 năm 2020   |
| 587                                                      | "Chạm trán! Law đối đầu với Phó Đô đốc Smoker! " "Gekitotsu! Rō tai Sumōkā Chūjō" (激突! ローVSス モーカー中将)                                           | 17 tháng 3 năm 2013  | 6 tháng 9 năm 2020   |
| 588                                                      | "Cuộc hội ngộ sau 2 năm! Luffy và Law!" "Ninen buri no Saikai! Rufi to Rō" (2年ぶりの再会! ルフィとロー)                                                  | 24 tháng 3 năm 2013  | 7 tháng 9 năm 2020   |
| 589                                                      | "Xấu xa nhất thế giới! Nhà khoa học đáng sợ Caesar!" "Sekai Saiaku - Kyōfu no Kagakusha Shīzā" (世界最悪 恐怖の科学者シーザー)                            | 31 tháng 3 năm 2013  | 8 tháng 9 năm 2020   |
| Toriko x One Piece x Dragon Ball Z Collaboration Special | |                      |                      |
| 590                                                      | "One Piece x Toriko & Dragon Ball Z Crossover - Siêu kết hợp đặc biệt!" "Shijō Saikyō Korabo tai Umi no Taishokukan" (史上最強コラボVS海の大食漢)         | 7 tháng 4 năm 2013   | Không phát sóng      |
| Arc Punk Hazard                                          | |                      |                      |
| 591                                                      | "Chopper nổi giận! Master và những thí nghiệm phi nhân tính!" "Choppā Gekido - Masutā Hidōnaru Jikken" (チョッパー激怒 M非道なる実験)                     | 14 tháng 4 năm 2013  | 9 tháng 9 năm 2020   |
| 592                                                      | "Lệnh tiêu diệt băng Mũ Rơm! Bộ đôi sát thủ trong truyền thuyết tiến công!" "chimi Massatsu! Densetsu no Koroshiya Raishū!" (一味抹殺! 伝説の殺し屋来襲!) | 21 tháng 4 năm 2013  | 10 tháng 9 năm 2020  |
| 593                                                      | "Giải cứu Nami! Trận chiến trên núi tuyết của Luffy!" "Nami o Sukue! Rufi Yukiyama no Tatakai" (ナミを救え! ルフィ雪山の戦い)                             | 28 tháng 4 năm 2013  | 11 tháng 9 năm 2020  |
| 594                                                      | "Thành lập! Liên minh hải tặc Luffy và Law!" "Kessei! Rufi Rō Kaizoku Dōmei!" (結成! ルフィ・ ロー海賊同盟!)                                              | 5 tháng 5 năm 2013   | 12 tháng 9 năm 2020  |
| 595                                                      | "Bắt giữ tên Master! Liên minh hải tặc hành động!" "Masutā o Toraero - Kaizoku Dōmei Sakusen Kaishi!" (Mを捉えろ 海賊同盟作戦開始!)                       | 12 tháng 5 năm 2013  | 13 tháng 9 năm 2020  |
| 596                                                      | "Bên bờ vực diệt vong! Quái vật tử thần xâm lăng!" "Zenmetsu no Kiki - Shi no Monsutā Hirai" (全滅の危機 死のモンスター飛来)                              | 19 tháng 5 năm 2013  | 14 tháng 9 năm 2020  |
| 597                                                      | "Trận chiến ác liệt! Caesar thi triển năng lực thực sự của mình!" "Dai-Gekisen - Shīzā Shin no Nōryoku Hatsudō!" (大激戦 シーザー真の能力発動)            | 26 tháng 5 năm 2013  | 15 tháng 9 năm 2020  |
| 598                                                      | "Samurai chém đứt cả lửa! Hoả Hồ Ly Kin'emon!" "Honoo Kirisaku Samurai! Kitsunebi no Kin'emon!" (炎切り裂く侍! 狐火の錦えもん!)                           | 2 tháng 6 năm 2013   | 16 tháng 9 năm 2020  |
| 599                                                      | "Sửng sốt! Chân tướng của Vergo người đàn ông bí ẩn!" "Shōgeki! Nazo no Otoko Verugo no Shōtai!" (衝撃! 謎の男ヴェルゴの正体!)                            | 9 tháng 6 năm 2013   | 17 tháng 9 năm 2020  |
| 600                                                      | "Bảo vệ những đứa trẻ vô tội! Bàn tay ác ma của Master truy sát!" "Kodomo-tachi o Mamore! Semaru Masutā no Ma no Te" (子供達を守れ! 迫るMの魔の手)        | 16 tháng 6 năm 2013  | 18 tháng 9 năm 2020  |
| 601                                                      | "Tân Thế Giới chấn động! Caesar bắt đầu thí nghiệm ác mộng!" "Shin Sekai Gekishin - Shīzā Akumu no Jikken" (新世界激震 シーザー悪夢の実験)                | 23 tháng 6 năm 2013  | 19 tháng 9 năm 2020  |
| 602                                                      | "Vũ khí nguy hiểm nhất lịch sử! Shinokuni!" "Shijō Saiaku no Satsuriku Heiki!Shinokuni" (史上最悪の殺戮兵器! シノクニ)                                    | 30 tháng 6 năm 2013  | 20 tháng 9 năm 2020  |
| 603                                                      | "Tiến hành phản công! Luffy và Law đào thoát ngoạn mục!" "Hangeki Kaishi! Rufi Rō Dai-Dasshutsu" (反撃開始! ルフィ·ロー大脱出)                            | 7 tháng 7 năm 2013   | 21 tháng 9 năm 2020  |
| 604                                                      | "Tiến vào khu A! Bước tiến của liên minh hải tặc!" "Mezase Āru-tō! Kaizoku Dōmei Kai-Shingeki!" (めざせR棟! 海賊同盟快進撃!)                              | 14 tháng 7 năm 2013  | 22 tháng 9 năm 2020  |
| 605                                                      | "Nước mắt của Tashigi! Kế hoạch bứt phá tuyệt vọng của G-5!" "Tashigi no Namida - Jī-Faibu Kesshi no Toppa Sakusen" (たしぎの涙 G5決死の突破作戦)         | 21 tháng 7 năm 2013  | 23 tháng 9 năm 2020  |
| 606                                                      | "Phó Đô đốc phản bội! Quỷ Trúc Vergo!" "Uragiri no Chūjō! Kichiku no Verugo" (裏切りの中将! 鬼竹のヴェルゴ)                                               | 28 tháng 7 năm 2013  | 24 tháng 9 năm 2020  |
| 607                                                      | "Trận chiến khốc liệt! Luffy đấu với Caesar!" "Hakunetsu no Gekisen - Rufi tai Shīzā" (白熱の激戦 ルフィVSシーザー)                                       | 11 tháng 8 năm 2013  | 25 tháng 9 năm 2020  |
| 608                                                      | "Kẻ giật dây trong bóng tối! Doflamingo hành động! " "Yami no Kuromaku! Dofuramingo Ugoku!" (闇の黒幕! ドフラミンゴ動く!)                                 | 18 tháng 8 năm 2013  | 26 tháng 9 năm 2020  |
| 609                                                      | "Luffy gặp chuyện!? Nữ chúa tuyết đáng sợ Monet!" "Rufi Tōshi!? Kyōfu no Yuki-On'na Mone!" (ルフィ凍死!? 恐怖の雪女モネ!)                                 | 25 tháng 8 năm 2013  | 27 tháng 9 năm 2020  |
| 610                                                      | "Xung đột của nắm đấm! Trận đấu giữa hai phó đô đốc hải quân!" "Butsukaru Kobushi! Futari no Chūjō no Tatakai" (ぶつかる拳! 二人の中将の戦い)             | 1 tháng 9 năm 2013   | 28 tháng 9 năm 2020  |
| 611                                                      | "Chú rồng bé nhỏ! Momonosuke xuất hiện!" "Chiisana Doragon! Momonosuke Arawaru" (小さなドラゴン! モモの助現る)                                            | 8 tháng 9 năm 2013   | 29 tháng 9 năm 2020  |
| 612                                                      | "Quyết chiến trong bão tuyết! Băng Mũ Rơm đấu với tuyết nữ!" "Fubuki no Shitō - Mugiwara no Ichimi tai Yuki-On'na" (吹雪の死闘 麦わらの一味VS雪女)        | 15 tháng 9 năm 2013  | 30 tháng 9 năm 2020  |
| 613                                                      | "Bí kĩ bùng nổ! Nhất kiếm phái mạnh nhất của Zoro!!" "Ōgi Sakuretsu! Zoro Saikyō no Ittō-ryū!" (奥義炸裂! ゾロ最強の一刀流!)                              | 22 tháng 9 năm 2013  | 1 tháng 10 năm 2020  |
| 614                                                      | "Bảo vệ các bạn! Mocha liều mạng trốn chạy!" "Tomodachi o Mamoru! Mocha Inochi-gake no Tōsō" (友達を守る! モチャ命がけの逃走)                             | 29 tháng 9 năm 2013  | 2 tháng 10 năm 2020  |
| 615                                                      | "Nỗi đau của Râu Nâu! Luffy bộc phát cơn cuồng nộ!" "Chahige Hitsū! Rufi Ikari no Ichige" (茶ひげ悲痛! ルフィ怒りの一撃)                                  | 6 tháng 10 năm 2013  | 3 tháng 10 năm 2020  |
| 616                                                      | "Kết cục bất ngờ! Smoker đối đầu Vergo!" "Shōgeki no Ketchaku! Sumōkā tai Verugo!" (衝撃の決着! 白猟VSヴェルゴ!)                                          | 13 tháng 10 năm 2013 | 4 tháng 10 năm 2020  |
| 617                                                      | "Caesar bị đánh bại! Uy lực kinh hồn của Grizzly Magnum!" "Shīzā Gekiha! Saikyō no Gurizurī Magunamu" (シーザー撃破! 最強の灰熊銃)                        | 20 tháng 10 năm 2013 | 5 tháng 10 năm 2020  |
| 618                                                      | "Tập kích! Sát thủ đến từ Dressrosa!" "Shūrai! Doresurōza kara no Shikaku" (襲来! ドレスローザからの刺客)                                                 | 27 tháng 10 năm 2013 | 6 tháng 10 năm 2020  |
| 619                                                      | "Đại náo loạn! Tướng quân Franky bất khả chiến bại!" "Ō-abare! Muteki no Furankī Shōgun" (大暴れ! 無敵のフランキー将軍)                                   | 3 tháng 11 năm 2013  | 7 tháng 10 năm 2020  |
| 620                                                      | "Tình thế nguy cấp! Vụ nổ chấn động Punk Hazard!" "Zettai Zetsumei! Panku Hazādo Dai-bakuhatsu" (絶体絶命! パンクハザード大爆発)                          | 10 tháng 11 năm 2013 | 8 tháng 10 năm 2020  |
| 621                                                      | "Bắt giữ Caesar! Đại pháo tướng quân bùng nổ!" "Shīzā o Hokaku-seyo - Jeneraru Kyanon Sakuretsu" (シーザーを捕獲せよ 将軍砲（ジェネラルキャノン）炸裂)    | 17 tháng 11 năm 2013 | 9 tháng 10 năm 2020  |
| 622                                                      | "Cuộc hội ngộ đầy cảm động! Momonosuke và Kin'emon!" "Kandō no Saikai! Momonosuke to Kin'emon" (感動の再会! モモの助と錦えもん)                           | 24 tháng 11 năm 2013 | 10 tháng 10 năm 2020 |
| 623                                                      | "Thời khắc từ biệt! Rời khỏi Punk Hazard!" "Sekibetsu no Toki - Panku Hazādo Shukkō!" (惜別の時 パンクハザード出航!)                                      | 1 tháng 12 năm 2013  | 11 tháng 10 năm 2020 |
| 624                                                      | "Xóa sổ G-5! Doflamingo bất ngờ tấn công!" "Jī-Faibu Kaimetsu! Dofuramingo Kyūshū!" (G5壊滅! ドフラミンゴ急襲!)                                           | 8 tháng 12 năm 2013  | 12 tháng 10 năm 2020 |
| 625                                                      | "Kịch tính! Aokiji chạm trán Doflamingo!" "Kinpaku! Aokiji tai Dofuramingo" (緊迫! 青キジVS ドフラミンゴ)                                                 | 15 tháng 12 năm 2013 | 13 tháng 10 năm 2020 |
| Arc Caesar Retrieval                                     | |                      |                      |
| 626                                                      | "Caesar biến mất! Liên minh hải tặc xuất kích!" "Kieta Shīzā! Kaizoku Dōmei Shutsugeki" (消えたシーザー! 海賊同盟出撃)                                    | 22 tháng 12 năm 2013 | 25 tháng 3 năm 2021  |
| 627                                                      | "Luffy chìm vào biển sâu!? Liên minh hải tặc sụp đổ!" "Rufi Umi ni Shisu!? Kaizoku Dōmei Hōkai" (ルフィ海に死す!? 海賊同盟崩壊)                           | 5 tháng 1 năm 2014   | 26 tháng 3 năm 2021  |
| 628                                                      | "Đảo ngược tình thế! Bùng nổ Luffy tung cú đấm phẫn nộ!" "Dai-gyakuten! Sakuretsu Rufi Ikari no Tekken" (大逆転! 炸裂ルフィ怒りの鉄拳)                    | 12 tháng 1 năm 2014  | 27 tháng 3 năm 2021  |

### Mùa 17: Vương quốc Dressrosa (629 - 746)
| #   | Tên tập phim | Ngày phát sóng gốc   | Ngày phát sóng tiếng Việt |
| --- | --- | -------------------- | ------------------------- |
| 629 | "Chấn động! Tin tức lớn làm rung chuyển Tân Thế Giới!" "Gekishin! Shin Sekai Ugokasu Dai-nyūsu" (激震!新世界動かす大ニュース)                                    | 19 tháng 1 năm 2014  | 28 tháng 3 năm 2021       |
| 630 | "Mạo hiểm! Quốc đảo của ái tình và đam mê - Dressrosa!" "Bōken! Ai to Jōnetsu no Kuni Doresurōza" (冒険!愛と情熱の国ドレスローザ)                                | 26 tháng 1 năm 2014  | 29 tháng 3 năm 2021       |
| 631 | "Vòng xoáy điên cuồng - Đại hí trường Corrida!" "Nekkyō Uzumaku - Korīda Koroshiamu" (熱狂渦巻く コリーダコロシアム)                                             | 2 tháng 2 năm 2014   | 30 tháng 3 năm 2021       |
| 632 | "Tình yêu nguy hiểm! Vũ nữ Violet!" "Kiken na Koi - Odoriko Vaioretto" (危険な恋 踊り 娘ヴァイオレット)                                                          | 9 tháng 2 năm 2014   | 31 tháng 3 năm 2021       |
| 633 | "Đệ nhất chiến binh vô danh! Lucy trình diện!" "Saikyō no Mumei Senshi! Rūshī Tōjō" (最強の無名戦士! ルーシー登場)                                               | 16 tháng 2 năm 2014  | 1 tháng 4 năm 2021        |
| 634 | "Hải tặc Quý Công Tử - Cavendish!" "Kaizoku Kikōshi Kyabendisshu" (海賊貴公子 キャ ベンディッシュ)                                                               | 23 tháng 2 năm 2014  | 2 tháng 4 năm 2021        |
| 635 | "Cuộc tái ngộ định mệnh! Bellamy Linh Cẩu!" "Unmei no Saikai - Haiena no Beramī" (運命の再会ハイエナのベラミー)                                                  | 2 tháng 3 năm 2014   | 3 tháng 4 năm 2021        |
| 636 | "Siêu tân tinh! 'Kẻ Ăn Thịt Người' Bartolomeo!" "Chōshinsei! Hitokui no Barutoromeo" (超新星！人食いのバルトロメオ)                                              | 16 tháng 3 năm 2014  | 4 tháng 4 năm 2021        |
| 637 | "Quần hùng tranh bá! Bảng B rực lửa!" "Gun'yū-kakkyo! Hakunetsu no Bī Burokku!" (群雄割拠! 白熱のBブロック!)                                                     | 23 tháng 3 năm 2014  | 5 tháng 4 năm 2021        |
| 638 | "Nhất kích tất sát! Punch King kinh hoàng!" "Ichigeki-hissatsu! Kyōi no Kingu Panchi" (一撃必殺! 驚異のキング・パンチ)                                           | 30 tháng 3 năm 2014  | 6 tháng 4 năm 2021        |
| 639 | "Đối đầu với đấu ngư! Băng qua cầu thép tử thần!" "Tōgyo Shūrai! Shi no Tekkyō o Toppa Seyo" (闘魚襲来! 死の鉄橋を突破せよ)                                      | 6 tháng 4 năm 2014   | 7 tháng 4 năm 2021        |
| 640 | "Thám hiểm! Hòn đảo của yêu tinh - Green Bit!" "Bōken! Yōsei no Shima Gurīn Bitto" (冒険! 妖精の島グリーンビット)                                                | 13 tháng 4 năm 2014  | 8 tháng 4 năm 2021        |
| 641 | "Thế giới chưa biết! Vương quốc Tontatta!" "Shirarezaru Sekai - Tontatta Ōkoku" (知られざる世界 トンタッタ王国)                                                  | 20 tháng 4 năm 2014  | 9 tháng 4 năm 2021        |
| 642 | "Âm mưu thế kỷ! Doflamingo hành động!" "Seiki no Bōryaku - Dofuramingo Ugoku" (世紀の謀略 ドフラミンゴ動く)                                                      | 27 tháng 4 năm 2014  | 10 tháng 4 năm 2021       |
| 643 | "Long trời lở đất! Thực lực của đô đốc Fujitora!" "Tenchi Yurugasu! Taishō Fujitora no Jitsuryoku" (天地ゆるがす! 大将藤虎の実力)                                | 4 tháng 5 năm 2014   | 11 tháng 4 năm 2021       |
| 644 | "Cú đánh cuồng nộ! Người khổng lồ và Lucy!" "Ikari no Ichigeki! Kyojin tai Rūshī" (怒りの一撃! 巨人VSルーシー)                                                   | 11 tháng 5 năm 2014  | 12 tháng 4 năm 2021       |
| 645 | "Đại pháo hủy diệt bùng cháy! Lucy ngàn cân treo sợi tóc!" "Hakai-hō Sakuretsu! Rūshī Kiki-ippatsu" (破壊砲炸裂! ルーシー危機一髪)                               | 18 tháng 5 năm 2014  | 13 tháng 4 năm 2021       |
| 646 | "Nhân vật hải tặc huyền thoại - Don Chinjao!" "Densetsu no Kaizoku - Don Chinjao!" (伝説の海賊首領・チンジャオ!)                                                 | 25 tháng 5 năm 2014  | 14 tháng 4 năm 2021       |
| 647 | "Ánh sáng và bóng tối! Bóng đen ẩn khuất tại Dressrosa!" "Hikari to Kage - Doresurōza ni Hisomu Yami!" (光と影 ドレスローザに潜む闇!)                            | 1 tháng 6 năm 2014   | 15 tháng 4 năm 2021       |
| 648 | "Xuất kích! Anh hùng huyền thoại Usoland!" "Shutsugeki - Densetsu no Hīrō Usorando" (出撃伝説のヒーローウソランド)                                               | 8 tháng 6 năm 2014   | 16 tháng 4 năm 2021       |
| 649 | "Trận kịch chiến ngã ngũ! Lucy đấu với Chinjao!" "Gekisen Ketchaku - Rūshī tai Chinjao" (激戦決着 ルーシーVSチンジャオ)                                          | 15 tháng 6 năm 2014  | 17 tháng 4 năm 2021       |
| 650 | "Luffy và đấu sĩ định mệnh Rebecca" "Rufi to Shukumei no Ken Tōshi Rebekka" (ルフィと宿命の剣闘士レベッカ)                                                       | 22 tháng 6 năm 2014  | 18 tháng 4 năm 2021       |
| 651 | "Sẽ bảo vệ con đến cùng! Rebecca và Ông Lính Chì!" "Mamorinuku! Rebekka to Omocha no Heitai" (守り抜く！レベッカとおもちゃの兵隊)                                | 29 tháng 6 năm 2014  | 19 tháng 4 năm 2021       |
| 652 | "Vòng đấu cuối cùng! Trận chiến bảng D bắt đầu!" "Saigo no Chō Gekisen Ku D Burokku Kaisen" (最後の超激戦区 Dブロック開戦)                                       | 6 tháng 7 năm 2014   | 20 tháng 4 năm 2021       |
| 653 | "Quyết đấu! Giolla nghênh chiến băng Mũ Rơm!" "Kessen! Jōra VS Mugiwara no Ichimi" (決戦！ジョーラVS麦わらの一味)                                                | 13 tháng 7 năm 2014  | 21 tháng 4 năm 2021       |
| 654 | "Mỹ Kiếm! Uy lực của bạch mã Cavendish! " "Biken! Hakuba no Kyabendisshu" (美剣! 白馬の キャベンディッシュ)                                                      | 20 tháng 7 năm 2014  | 22 tháng 4 năm 2021       |
| 655 | "Đại xung đột! Sanji đại chiến Doflamingo!" "Dai-gekitotsu! Sanji tai Dofuramingo" (大激突! サンジVSドフラミンゴ)                                                | 3 tháng 8 năm 2014   | 23 tháng 4 năm 2021       |
| 656 | "Đường kiếm chí mạng của Rebecca! Bố Thủy Kiếm Vũ!" "Rebekka Hissatsu Ken! Haisui no Kenbu" (レベッカ必殺剣! 背水の剣舞)                                         | 10 tháng 8 năm 2014  | 24 tháng 4 năm 2021       |
| 657 | "Đấu sĩ tàn nhẫn nhất! Logan và Rebecca!" "Saikyō no Senshi! Rōgan tai Rebekka" (最凶の戦士! ローガンVSレベッカ)                                                 | 17 tháng 8 năm 2014  | 25 tháng 4 năm 2021       |
| 658 | "Điều bất ngờ! Danh tính thật sự của Lính Đồ Chơi!" "Shōgeki! Omocha no Heitai no Shōtai!" (衝撃! おもちゃの兵隊の正体!)                                         | 24 tháng 8 năm 2014  | 26 tháng 4 năm 2021       |
| 659 | "Quá khứ kinh hoàng! Bí mật đằng sau Dressrosa! " "Senritsu no Kako! Doresurōza no Himitsu" (戦慄の過去! ドレスローザの秘密)                                     | 31 tháng 8 năm 2014  | 27 tháng 4 năm 2021       |
| 660 | "Cơn ác mộng! Một đêm tàn khốc ở Dressrosa!" "Akumu! Doresurōza Higeki no Ichiya" (悪夢! ドレスローザ悲劇の一夜)                                                 | 7 tháng 9 năm 2014   | 28 tháng 4 năm 2021       |
| 661 | "Thất vũ hải đại chiến! Law và Doflamingo!" "Shichibukai Taiketsu! Rō tai Dofuramingo" (七武海対決！ ローVSドフラミンゴ)                                         | 14 tháng 9 năm 2014  | 29 tháng 4 năm 2021       |
| 662 | "Tương ngộ kỳ phùng địch thủ! Luffy Mũ Rơm và Thiên Dạ Xoa! " "Ryōyū Aimamieru! Mugiwara to Ten Yasha" (両雄相まみえる! 麦わらと天夜叉)                          | 21 tháng 9 năm 2014  | 30 tháng 4 năm 2021       |
| 663 | "Luffy bất ngờ! Người kế thừa ý chí của Ace!" "Rufi Kyōgaku - Ēsu no Ishi o Tsugu Otoko" (ルフィ驚愕 エースの意志を継ぐ男)                                       | 28 tháng 9 năm 2014  | 1 tháng 5 năm 2021        |
| 664 | "Bắt đầu chiến dịch SOP! Tiến lên Usoland!" "Esu-Ō-Pī Sakusen Kaishi - Usorando Totsugeki" (SOP作戦開始 ウソランド突撃)                                          | 5 tháng 10 năm 2014  | 2 tháng 5 năm 2021        |
| 665 | "Cảm xúc cháy bỏng! Rebecca đối đầu Suleiman!" "Atsuki Omoi - Rebekka tai Sureiman" (熱き思いレベッカVSスレイマン)                                               | 12 tháng 10 năm 2014 | 3 tháng 5 năm 2021        |
| 666 | "Người thắng cuộc lộ diện!? Kết quả bất ngờ của cuộc kịch chiến bảng D!" "Shōsha Kettei!? Dī-Burokku Shōgeki no Ketsumatsu" (勝者決定!? Dブロック衝撃の結末)     | 19 tháng 10 năm 2014 | 4 tháng 5 năm 2021        |
| 667 | "Quyết định của vị Đô đốc! Fujitora đối đầu Doflamingo! " "Taishō no Ketsudan - Fujitora tai Dofuramingo" (大将の決断 藤虎VSドフラミンゴ)                        | 26 tháng 10 năm 2014 | 5 tháng 5 năm 2021        |
| 668 | "Trận chung kết bắt đầu! Vị anh hùng Diamante lên sàn đấu!" "Kesshō Kaishi - Eiyū Diamante Tōjō" (決勝開始英雄ディアマンテ登場)                                  | 2 tháng 11 năm 2014  | 6 tháng 5 năm 2021        |
| 669 | "Lâu đài di động! Cán bộ mạnh nhất Pica xuất hiện!" "Ugoku Shiro! Saikō Kanbu Pīka Shutsugen" (動く城! 最高幹部ピーカ出現)                                       | 9 tháng 11 năm 2014  | 7 tháng 5 năm 2021        |
| 670 | "Vuốt rồng bộc phá oanh liệt! Lucy tung đòn tấn công kinh hồn! " "Ryū no Tsume Sakuretsu! Rūshī Kyōi no Ichigeki!" (竜の爪炸裂! ルーシー脅威の一撃!)             | 16 tháng 11 năm 2014 | 8 tháng 5 năm 2021        |
| 671 | "Đánh bại Sugar! Biệt đội người tí hon xuất kích!" "Datō Shugā - Kobito no Heitai Totsugeki!" (打倒シュガー 小人の兵隊突撃!)                                     | 23 tháng 11 năm 2014 | 9 tháng 5 năm 2021        |
| 672 | "Tia hi vọng cuối cùng! Bí mật về vị đội trưởng!" "Saigo no Hikari - Warera ga Taichō no Himitsu!" (最後の光 我らが隊長の秘密!)                                  | 30 tháng 11 năm 2014 | 10 tháng 5 năm 2021       |
| 673 | " Người Phát Nổ! Gladius kích nổ kinh hoàng!" "Panku Ningen - Guradiusu Dai Bakuhatsu!" (破裂（パンク）人間 グラディウス大爆発!)                                 | 7 tháng 12 năm 2014  | 11 tháng 5 năm 2021       |
| 674 | "Anh chàng khoác lác Usoland! Tìm đường thoát thân!" "Usotsuki Usorando Tōsō-Chū!" (ウソつきウソランド逃走中！)                                                  | 14 tháng 12 năm 2014 | 12 tháng 5 năm 2021       |
| 675 | "Cuộc gặp gỡ định mệnh! Kyros và quốc vương Riku! " "Unmei no Deai - Kyurosu to Riku Ō" (運命の出会い キュロスとリク王)                                          | 21 tháng 12 năm 2014 | 13 tháng 5 năm 2021       |
| 676 | "Chiến dịch thất bại! Vị anh hùng Usoland tử chiến! " "Sakusen Shippai! Eiyū Usorando Shisu!?" (作戦失敗! 英雄ウソランド死す!?)                                  | 28 tháng 12 năm 2014 | 14 tháng 5 năm 2021       |
| 677 | "Anh hùng huyền thoại sống lại! Kyros tung đòn tấn công tổng lực!" "Densetsu Fukkatsu! Kyurosu Konshin no Ichigeki" (伝説復活！キュロス渾身の一撃)               | 11 tháng 1 năm 2015  | 15 tháng 5 năm 2021       |
| 678 | "Hỏa Quyền oanh tặc! Phục sinh năng lực trái Mera Mera!" "Hiken Sakuretsu! Fukkatsu Mera Mera no Mi no Chikara" (火拳炸裂! 復活メラメラの実の力)                 | 18 tháng 1 năm 2015  | 16 tháng 5 năm 2021       |
| 679 | "Màn chào sân hoành tráng! Tổng Tham mưu của Quân Cách Mạng - Sabo!" "Sassō Tōjō - Kakumei-gun Sanbō Sōchō Sabo!" (颯爽登場 革命軍参謀総長サボ!)                 | 25 tháng 1 năm 2015  | 17 tháng 5 năm 2021       |
| 680 | "Cạm bẫy của ác ma! Kế hoạch thảm sát vương quốc Dressrosa!" "Akuma no Wana - Doresurōza Senmetsu Sakusen" (悪魔の罠 ドレスローザ殲滅作戦)                       | 1 tháng 2 năm 2015   | 18 tháng 5 năm 2021       |
| 681 | "Người được theo thưởng 500 triệu! Mục tiêu truy nã là Usoland!" "Go Oku no Kubi - Nerawareta Usorando!" (五億の首 狙われたウソランド！)                         | 8 tháng 2 năm 2015   | 19 tháng 5 năm 2021       |
| 682 | "Bứt phá vòng vây kẻ địch! Luffy và Zoro bắt đầu phản công!" "Tekijin Toppa - Rufi Zoro Hangeki Kaishi!" (敵陣突破 ルフィ・ゾロ反撃開始!)                        | 15 tháng 2 năm 2015  | 20 tháng 5 năm 2021       |
| 683 | "Mặt đất vang rền! Thần huỷ diệt Pica khổng lồ giáng lâm!" "Daichi Meidō - Hakai-shin Kyodai Pīka Kōrin" (大地鳴動 破壊神巨大ピーカ降臨)                         | 1 tháng 3 năm 2015   | 21 tháng 5 năm 2021       |
| 684 | "Đại tập kết! Luffy Mũ Rơm và quân đoàn chiến binh hung bạo!" "Dai Shūketsu! Rufi to Kyōaku Senshi Gundan" (大集結！ルフィと凶悪戦士軍団)                        | 15 tháng 3 năm 2015  | 22 tháng 5 năm 2021       |
| 685 | "Tấn công chớp nhoáng! Quân đoàn Luffy đối đầu Pica!" "Kai Shingeki! Rufi Gundan tai Pīka!" (快進撃！ルフィ軍団VSピーカ！)                                       | 22 tháng 3 năm 2015  | 23 tháng 5 năm 2021       |
| 686 | "Lời thú nhận gây sửng sốt! Law và lời thề từ trái tim cháy bỏng! " "Shōgeki Kokuhaku! Rō Atsuki Tamashī no Chikai!" (衝撃告白！ロー熱き魂の誓い！)              | 29 tháng 3 năm 2015  | 24 tháng 5 năm 2021       |
| 687 | "Đại đột kích! Tổng tham mưu trưởng Sabo chạm trán đô đốc Fujitora!" "Dai-Gekitotsu! Sanbō Sōchō Sabo tai Taishō Fujitora" (大激突！参謀総長サボVS大将藤虎)      | 5 tháng 4 năm 2015   | 25 tháng 5 năm 2021       |
| 688 | "Tình thế khó khăn! Luffy không may rơi vào bẫy! " "Zettai Zetsumei - Wana ni Kakatta Rufi!" (絶体絶命 罠にかかったルフィ！)                                     | 12 tháng 4 năm 2015  | 26 tháng 5 năm 2021       |
| 689 | "Tẩu thoát ngoạn mục! Luffy tung Elephant Gun đảo ngược tình thế!" "Dai Dasshutsu! Rufi Kishikaisei no Zōjū" (大脱出！ルフィ起死回生の像銃)                      | 19 tháng 4 năm 2015  | 27 tháng 5 năm 2021       |
| 690 | "Đội quân Liên Minh Đấu Sĩ! Mở đường cho chiến thắng của Luffy! " "Kyōdō Sensen - Rufi Shōri e no Toppakō" (共同戦線 ルフィ勝利への突破口)                       | 26 tháng 4 năm 2015  | 28 tháng 5 năm 2021       |
| 691 | "Samurai thứ hai! Tịch Lập Kanjuro xuất hiện!" "Futarime no Samurai - Yūdachi Kanjūrō Tōjō" (二人目の侍 夕立ちカン十郎登場)                                      | 3 tháng 5 năm 2015   | 29 tháng 5 năm 2021       |
| 692 | "Trận chiến lớn với Pica! Đòn tấn công chí mạng của Zoro!" "Gekitō Pīka Sen - Zoro Hissatsu no Ichigeki!" (激闘ピーカ戦 ゾロ必殺の一撃!)                         | 10 tháng 5 năm 2015  | 30 tháng 5 năm 2021       |
| 693 | "Công chúa người tí hon! Mansherry bị giam cầm!" "Kobito no Hime - Toraware no Mansherī" (小人の姫 囚われたのマンシェリー)                                       | 17 tháng 5 năm 2015  | 31 tháng 5 năm 2021       |
| 694 | "Bất khả chiến bại! Đội quân đồ chơi Head-Cracker bất khả chiến bại!" "Fujimi! Kyōfu no Atamawari Ningyō Gundan" (不死身！恐怖の頭割り人形軍団)                  | 24 tháng 5 năm 2015  | 1 tháng 6 năm 2021        |
| 695 | "Đánh cược bằng mạng sống! Luffy là át chủ bài để thắng lợi!" "Inochi Kakete! Rufi wa Shōri no Kirifuda" (命かけて！ルフィは勝利の切り札)                        | 31 tháng 5 năm 2015  | 2 tháng 6 năm 2021        |
| 696 | "Cuộc hội ngộ đẫm nước mắt! Rebecca và Kyros!" "Namida no Saikai Rebekka to Kyurosu" (涙の再会レベッカとキュロス)                                                | 7 tháng 6 năm 2015   | 3 tháng 6 năm 2021        |
| 697 | "Bách phát bách trúng! Người cứu lấy Dressrosa!" "Ichigeki-hissatsu! Doresurōza o Sukuu Otoko" (一撃必殺！ ドレスローザを救う男)                                 | 14 tháng 6 năm 2015  | 4 tháng 6 năm 2021        |
| 698 | "Bùng nổ! Sách lược đấu chiến của Luffy và Law!" "Ikari Bakuhatsu - Rufi Rō Saikyō no Hisaku" (怒り爆発 ルフィ・ロー最強の秘策)                                  | 21 tháng 6 năm 2015  | 5 tháng 6 năm 2021        |
| 699 | "Gia đình quý tộc! Danh tính thật sự của Doflamingo!" "Kedakaki Ichizoku - Dofuramingo no Shōtai!" (気高き一族 ドフラミンゴの正体!)                              | 28 tháng 6 năm 2015  | 6 tháng 6 năm 2021        |
| 700 | "Năng lực tối thượng! Bí mật về sức mạnh trái Ope Ope!" "Kyūkyoku no Chikara - Ope Ope no Mi no Himitsu!" (究極の力 オペオペの実の秘密!)                         | 5 tháng 7 năm 2015   | 7 tháng 6 năm 2021        |
| 701 | "Kí ức nhuộm màu đau thương! Thiếu niên của thành phố trắng Law!" "Kanashiki Kioku Shiroi Machi no Shōnen Rō!" (悲しき記憶 白い町の少年ロー！)                   | 12 tháng 7 năm 2015  | 8 tháng 6 năm 2021        |
| 702 | "Thiên Long Nhân! Ngược thời gian về thời bi tráng của Doffy!" "Tenryūbito! Dofi no Sōzetsunaru Kako" (天竜人！ドフィの壮絶なる過去)                             | 19 tháng 7 năm 2015  | 9 tháng 6 năm 2021        |
| 703 | "Con đường trắc trở! Cuộc hành trình của Law và Corazon!" "Kunan no Michi - Rō to Korason Inochi no Tabi" (苦難の道 ローとコラソン命の旅)                        | 2 tháng 8 năm 2015   | 10 tháng 6 năm 2021       |
| 704 | "Chạy đua với thời gian! Đoạt lấy trái Ope Ope!" "Toki Semaru - Ope Ope no Mi o Ubae!" (時迫るオペオペの実を奪え！)                                              | 9 tháng 8 năm 2015   | 11 tháng 6 năm 2021       |
| 705 | "Thời khắc giác ngộ! Corazon nở nụ cười vĩnh biệt!" "Kakugo no Toki - Korason Wakare no Egao!" (覚悟の時 コラソン別れの笑顔！)                                   | 16 tháng 8 năm 2015  | 12 tháng 6 năm 2021       |
| 706 | "Tiến lên Law! Trận chiến cuối cùng của người đàn ông hiền lành!" "Ike Rō - Yasashiki Otoko Saigo no Tatakai!" (行けロー 優しき男最期の戦い！)                   | 23 tháng 8 năm 2015  | 13 tháng 6 năm 2021       |
| 707 | "Quyền tự do! Law bùng cháy với Injection Shot!" "Jiyū e! Rō Injekushon Shotto Sakuretsu" (自由へ！ロー注射ショット炸裂)                                         | 30 tháng 8 năm 2015  | 14 tháng 6 năm 2021       |
| 708 | "Trận chiến nảy lửa! Law đấu với Doflamingo!" "Atsuki Tatakai Rō tai Dofuramingo" (熱き闘いローVSドフラミンゴ)                                                   | 6 tháng 9 năm 2015   | 15 tháng 6 năm 2021       |
| 709 | "Quyết chiến với quản lí gia tộc! Hajrudin đầy kiêu hãnh!" "Kanbu Kessen - Hokori Takaki Hairudin" (幹部決戦 誇り高きハイルディン)                               | 13 tháng 9 năm 2015  | 16 tháng 6 năm 2021       |
| 710 | "Trận chiến của tình yêu! Tân thủ lĩnh Sai và Baby 5!" "Ai no Kessen - Shin Tōryō Sai tai Bebī 5" (愛の決戦 新棟梁サイVSベビー5)                                 | 20 tháng 9 năm 2015  | 17 tháng 6 năm 2021       |
| 711 | "Niềm kiêu hãnh! Đòn tấn công cuối cùng của Bellamy! " "Otoko no Iji - Beramī Saigo no Totsugeki!" (男の意地 ベラミー最期の突撃!)                                | 27 tháng 9 năm 2015  | 18 tháng 6 năm 2021       |
| 712 | "Đại chiến! Hakuba đấu với Delinger!" "Shippūdotō - Hakuba tai Derinjā" (疾風怒濤 ハク バVSデリンジャー)                                                         | 4 tháng 10 năm 2015  | 19 tháng 6 năm 2021       |
| 713 | "Barrier Barrier! Phát động thần quyền tôn kính!" "Bari Bari - Omāju Shinken Hatsudō!" (バリバリ オマージュ神拳発動！)                                           | 11 tháng 10 năm 2015 | 20 tháng 6 năm 2021       |
| 714 | "Công chúa trị liệu! Giải cứu Mansherry!" "Iyashi no Hime - Mansherī o Sukue!" (癒しの姫 マンシェリーを救え！)                                                   | 18 tháng 10 năm 2015 | 21 tháng 6 năm 2021       |
| 715 | "Trận quyết đấu của nam nhi! Senor ngân vang khúc bi ca!" "Otoko no Kettō - Senyūru Ai no Banka" (男の決闘セニュール愛の挽歌)                                    | 25 tháng 10 năm 2015 | 22 tháng 6 năm 2021       |
| 716 | "Bụi sao tử thần! Diamante tung bão công kích!" "Desu Enhanbure - Diamante Mōkō no Arashi" (死の星屑（デス・エンハンブレ） ディアマンテ猛攻の嵐)                 | 1 tháng 11 năm 2015  | 23 tháng 6 năm 2021       |
| 717 | "Phá hoại lôi kiếm! Đòn tấn công cuồng nộ của Kyros! " "Turueno Basutādo! Kyurosu Ikari no Ichigeki!" (雷の破壊剣（トゥルエノバスタード）！キュロス怒りの一撃！) | 8 tháng 11 năm 2015  | 24 tháng 6 năm 2021       |
| 718 | "Tấn công bất ngờ! Âm mưu của người đá khổng lồ Pica!" "Daichi Ōdan - Kyozō Pīka Kishū Sakusen!" (大地横断 巨像ピーカ奇襲作戦!)                                  | 15 tháng 11 năm 2015 | 25 tháng 6 năm 2021       |
| 719 | "Quyết chiến trên không! Tất sát chiêu thức mới Zoro oanh tạc!" "Kūchū Kessen - Zoro Shin Hissatsu Ōgi Sakuretsu!" (空中決戦 ゾロ新必殺奥義炸裂！)               | 22 tháng 11 năm 2015 | 26 tháng 6 năm 2021       |
| 720 | "Cáo từ! Bellamy tung đòn từ biệt!" "Abayo! Beramī Wakare no Ichigeki!" (あばよ！ベラミー別れの一撃！)                                                           | 29 tháng 11 năm 2015 | 27 tháng 6 năm 2021       |
| 721 | "Law hi sinh! Luffy điên cuồng tấn công trong phẫn nộ!" "Rō Shisu - Rufi Fundo no Mōkōgeki!" (ロー死す ルフィ憤怒の猛攻撃！)                                     | 6 tháng 12 năm 2015  | 28 tháng 6 năm 2021       |
| 722 | "Đòn tấn công dứt khoát! Gamma Knife phản công!" "Shūnen no Ha - Gyakushū no Ganma Naifu!" (執念の刃 逆襲のガンマナイフ！)                                       | 13 tháng 12 năm 2015 | 29 tháng 6 năm 2021       |
| 723 | "Haki đối chiến! Luffy đối đầu Doflamingo!" "Haki Gekitotsu - Rufi VS Dofuramingo" (覇気激突 ルフィVSドフラミンゴ)                                               | 20 tháng 12 năm 2015 | 30 tháng 6 năm 2021       |
| 724 | "Bất khả xâm phạm! Trebol tiết lộ gây chấn động!" "Kōgeki Funō - Torēboru Shōgeki no Himitsu" (攻撃不能 トレーボル衝撃の秘密)                                    | 27 tháng 12 năm 2015 | 1 tháng 7 năm 2021        |
| 725 | "Cơn thịnh nộ bộc phát! Ta sẽ gánh trách nhiệm hạ gục ngươi!" "Ikari Bakuhatsu - Ore ga Zenbu Hikiukeru" (怒り爆発 おれが全部引き受ける)                         | 10 tháng 1 năm 2016  | 2 tháng 7 năm 2021        |
| 726 | "Gear 4! Bounce Man dị thường!" "Gia 4! Kyōi no Baundoman" (ギア4！ 驚異のバウンドマン！)                                                                        | 17 tháng 1 năm 2016  | 3 tháng 7 năm 2021        |
| 727 | "Đại phản công! Doflamingo thức tỉnh!" "Dai Gyakushū! Dofuramingo no Kakusei!" (大逆襲！ ドフラミンゴの覚醒！)                                                   | 24 tháng 1 năm 2016  | 4 tháng 7 năm 2021        |
| 728 | "Luffy! Dốc toàn lực vào đòn Leo Bazooka! " "Rufi! Konshin no Shishi Bazūka!" (ルフィ！ 渾身 の獅子バズーカ！)                                                   | 31 tháng 1 năm 2016  | 5 tháng 7 năm 2021        |
| 729 | "Hỏa Diễm Long Vương! Bảo vệ tính mạng của Luffy!" "Kaen Ryūō - Rufi no Inochi o Mamorinuke" (火炎竜王 ルフィの命を守りぬけ)                                     | 14 tháng 2 năm 2016  | 6 tháng 7 năm 2021        |
| 730 | "Những giọt nước mắt thần kỳ! Trận chiến của công chúa Mansherry!" "Kiseki no Namida - Mansherī no Tatakai!" (奇跡の涙 マンシェリーの戦い!)                      | 21 tháng 2 năm 2016  | 7 tháng 7 năm 2021        |
| 731 | "Nỗ lực giành sự sống! Chặn đứng sự thu hẹp của lồng chim!" "Inochi no Kagiri - Shi no Tori Kago o Tomero!" (命の限り 死の鳥カゴを止めろ！)                      | 28 tháng 2 năm 2016  | 8 tháng 7 năm 2021        |
| 732 | "Sống hay chết!? Đếm lùi tới thời khắc định mệnh!" "Seika Shika - Unmei no Kauntodaun" (生か死か運命のカウントダウン)                                            | 6 tháng 3 năm 2016   | 9 tháng 7 năm 2021        |
| 733 | "Đòn đánh giáng thế! King Kong Gun cuồng nộ của Luffy!!" "Ten o Utsu - Rufi Ikari no Kingu Kongu Gan" (天を討つ ルフィ怒りの大猿王銃 キングコングガン)           | 20 tháng 3 năm 2016  | 10 tháng 7 năm 2021       |
| 734 | "Tự do! Niềm hân hoan của cả Dressrosa!" "Jiyū e! Yorokobi no Doresurōza!" (自由へ！喜びの ドレスローザ！)                                                       | 27 tháng 3 năm 2016  | 11 tháng 7 năm 2021       |
| 735 | "Vô tiền khoáng hậu! Quyết định gây sửng sốt của đô đốc Fujitora!" "Zendaimimon Taishō - Fujitora Shōgeki no Ketsudan!" (前代未聞大将藤虎衝撃の決断！)           | 3 tháng 4 năm 2016   | 12 tháng 7 năm 2021       |
| 736 | "Chấn động lan toả! Thế Hệ Tồi Tệ Nhất bắt đầu hành động!" "Gekishin Hashiru - Ugokidasu Saiaku no Sedai!" (激震走る動き出す最悪の世代！)                        | 10 tháng 4 năm 2016  | 13 tháng 7 năm 2021       |
| 737 | "Huyền thoại ra đời! Chiến sỹ quân cách mạng Sabo phiêu lưu ký!" "Densetsu Tanjō - Kakumei Senshi Sabo no Bōken!" (伝説誕生、革命戦士サボの冒険！)               | 17 tháng 4 năm 2016  | 14 tháng 7 năm 2021       |
| 738 | "Liên kết huynh đệ! Trước ngày Luffy và Sabo tương phùng" "Kyōdai no Kizuna - Rufi Sabo Saikai Hiwa" (兄弟の絆ルフィ・サボ再会秘話)                              | 24 tháng 4 năm 2016  | 15 tháng 7 năm 2021       |
| 739 | "Sinh vật hùng mạnh nhất! Tứ Hoàng Kaido Bách Thú!" "Saikyō no Seibutsu - Yonkō Hyakujū no Kaidō" (最強の生物 四皇・百獣のカイドウ)                              | 1 tháng 5 năm 2016   | 16 tháng 7 năm 2021       |
| 740 | "Fujitora hành động! Băng Mũ Rơm trong vòng vây của kẻ địch!" "Fujitora Ugoku - Mugiwara no Ichimi Kanzen Hōimō" (藤虎動く麦わら一味完全包囲網)                  | 8 tháng 5 năm 2016   | 17 tháng 7 năm 2021       |
| 741 | "Tình thế khẩn cấp! Rebecca bị bắt cóc!" "Hijou Jitai Sarawareta Rebekka!" (非常事態 さら われたレベッカ！)                                                      | 15 tháng 5 năm 2016  | 18 tháng 7 năm 2021       |
| 742 | "Tình phụ tử! Kyros và Rebecca!" "Oyako no Kizuna - Kyurosu to Rebekka!" (父娘の絆キュロスとレベッカ！)                                                          | 22 tháng 5 năm 2016  | 19 tháng 7 năm 2021       |
| 743 | "Niềm kiêu hãnh của nam nhi! Luffy đối đầu trực diện với Fujitora! " "Otoko no Iji - Rufi tai Fujitora Makkō Shōbu" (男の意地ルフィVS藤虎真向勝負!)              | 29 tháng 5 năm 2016  | 20 tháng 7 năm 2021       |
| 744 | "Không lối thoát! Sự truy bắt gắt gao của đô đốc Fujitora!" "Mōkō Fujitora - Ten o Ōu Zetsubō no Gareki!" (猛攻藤虎天を覆う絶望の瓦礫！)                         | 5 tháng 6 năm 2016   | 21 tháng 7 năm 2021       |
| 745 | "Cùng cạn chén con! Kết thành! Quân đoàn Mũ Rơm thành lập!" "Kobun no Sakazuki Kessei! Mugiwara Dai Sendan!" (子分の盃 結成！ 麦わら大船団！)                    | 12 tháng 6 năm 2016  | 22 tháng 7 năm 2021       |
| 746 | "Quần hùng cát cứ! Quái vật điên cuồng ở Tân Thế Giới!" "Gun'yūkakkyo arekuruu shin sekai no kaibutsu-tachi" (群雄割拠荒れ狂う新世界の怪物達)                    | 19 tháng 6 năm 2016  | 23 tháng 7 năm 2021       |

### Mùa 18: Đảo Zou (747 - 782)
| Arc Silver Mine   | |                      |                               |
| 747               | "Pháo đài bạc! Cuộc phiêu lưu thú vị của Luffy và Barto!" "Gin no yōsai rufi to Baruto dai bōken" (銀の要塞 ルフィとバルト大冒険)                                     | 26 tháng 6 năm 2016  | 24 tháng 7 năm 2021           |
| 748               | "Mê cung ngầm! Luffy đấu với người xe lửa!" "Chika meikyū rufi tai torokko ningen" (地下迷宮 ルフィ対トロッコ人間)                                                    | 3 tháng 7 năm 2016   | 25 tháng 7 năm 2021 (Vietsub) |
| 749               | "Đường kiếm toả khói trắng! Law và Zoro cuối cùng cũng tham chiến!" "Kengi Hakunetsu Law Zoro Tsui ni Kenzan!" (剣技白熱 ロー・ゾロ遂に見参！)                        | 10 tháng 7 năm 2016  | 26 tháng 7 năm 2021 (Vietsub) |
| 750               | "Tình thế hiểm nghèo! Luffy lao vào trận chiến trong lửa bỏng!" "Zettai Zetsumei - Rufi Kyokugen no Shakunetsu Sensen" (絶対絶命 ルフィ極限の灼熱決戦)                | 17 tháng 7 năm 2016  | 27 tháng 7 năm 2021 (Vietsub) |
| Arc Đảo Zou       | |                      |                               |
| 751               | "Vén màn cuộc phiêu lưu! Đảo Zou huyền ảo hiện ra trước mắt!" "Bōken Kaimaku - Maboroshi no Shima "Zō" Tōchaku!" (冒険開幕 幻の島「ゾウ」到着!)                       | 31 tháng 7 năm 2016  | 28 tháng 7 năm 2021 (Vietsub) |
| 752               | "Thất Vũ Hải tân nhiệm! Lộ diện con trai của huyền thoại Râu Trắng!" "Shin Shichibukai Densetsu - Shirohige no Musuko Tōjō" (新七武海 伝説・白ひげの息子登場)         | 7 tháng 8 năm 2016   | 29 tháng 7 năm 2021 (Vietsub) |
| 753               | "Đường lên đỉnh gian nan! Mạo hiểm lên lưng chú voi khổng lồ!" "Kesshi no Tozō - Kyozō no Se no Dai-bōken!" (決死の登象 巨象の背の大冒険!)                            | 21 tháng 8 năm 2016  | 30 tháng 7 năm 2021 (Vietsub) |
| 754               | "Bắt đầu cuộc chiến! Luffy đối đầu Tộc Mink!" "Sentō Kaishi - Rufi tai Minku-zoku!" (戦闘開始 ルフィvsミンク族!)                                                      | 28 tháng 8 năm 2016  | 31 tháng 7 năm 2021 (Vietsub) |
| 755               | "Garchu! Băng hải tặc Mũ Rơm bắt đầu tập kết!" "Garuchū! Mugiwara no Ichimi Sai Shūketsu" (ガルチュー！麦わらの一味再集結)                                            | 4 tháng 9 năm 2016   | 1 tháng 8 năm 2021 (Vietsub)  |
| 756               | "Bắt đầu phản công! Băng hải tặc Mũ Xoay thoát hiểm ngoạn mục!" "Hangeki Kaishi - Guruwara no Ichimi Dai-katsuyaku!" (反撃開始 ぐるわらの一味大活躍！)                | 11 tháng 9 năm 2016  | 2 tháng 8 năm 2021 (Vietsub)  |
| 757               | "Nguy hiểm bủa vây! Băng hải tặc Bách Thú, Jack!" "Kyoui Shurai - Hyakujuu Kaizokudan Jakku!" (脅威襲来 百獣海賊団ジャック！)                                         | 25 tháng 9 năm 2016  | 3 tháng 8 năm 2021 (Vietsub)  |
| 758               | "Vị vua của bình minh! Công Tước Inuarashi xuất hiện!" "Hiru No Ou! Inuarashi Koushaku Toujou!" (昼の王 イヌアラシ公爵登場！)                                         | 2 tháng 10 năm 2016  | 4 tháng 8 năm 2021 (Vietsub)  |
| 759               | "Vị vua của hoàng hôn! Lão Đại Nekomamushi xuất hiện! " "Yoru No Ou! Nekomamushi No Danna Kenzan" (夜の王 ネコマムシの旦那見参)                                       | 9 tháng 10 năm 2016  | 5 tháng 8 năm 2021 (Vietsub)  |
| 760               | "Thủ đô thất thủ! Nhóm Mũ Xoay cập bến!" "Shuto Kaimetsu - Guru wara no Ichimi Jōriku" (首都壊滅 ぐるわらの一味上陸!)                                                 | 16 tháng 10 năm 2016 | 6 tháng 8 năm 2021 (Vietsub)  |
| 761               | "Chạy đua với thời gian! Tình bạn giữa tộc Mink và băng Mũ Rơm!" "Kokugen Semaru - Minku Zoku to Ichimi no Kizuna!" (刻限迫る ミンク 族と一味の絆！)                  | 23 tháng 10 năm 2016 | 7 tháng 8 năm 2021 (Vietsub)  |
| 762               | "Nghịch tử trở về! Sát thủ của Tứ Hoàng Big Mom!" "Akudō Kikyō yon - Sumeragi Biggu Mamu no Shikaku" (悪童帰郷 四皇ビッグマムの刺客)                                  | 30 tháng 10 năm 2016 | 8 tháng 8 năm 2021 (Vietsub)  |
| 763               | "Sự thật sau việc mất tích - Sanji nhận được lời mời bất ngờ!" "Shissō no Shinjitsu - Sanji Kyōgaku no Shōtai Jō" (失踪の真実 サンジ驚愕の招待状)                     | 6 tháng 11 năm 2016  | 9 tháng 8 năm 2021 (Vietsub)  |
| 764               | "Gửi các đồng đội - Sanji để lại lời nhắn từ biệt!" "Yarō-domo e - Sanji Wakare no Okitegami" (野郎共へ サンジ別れの置手紙)                                           | 13 tháng 11 năm 2016 | 10 tháng 8 năm 2021 (Vietsub) |
| 765               | "Cùng nhau đi tới lãnh địa của Lão Đại Nekomamushi" "Nekomamushi no Dan'na ni Ai ni Yukō" (ネコマムシの旦那に会いに行こう)                                            | 20 tháng 11 năm 2016 | 11 tháng 8 năm 2021 (Vietsub) |
| 766               | "Luffy hạ quyết tâm! Nguy cơ Sanji tách khỏi băng!" "Rufi Ketsudan - Sanji Dattai no Kiki!" (ルフィ決断 サンジ脱退の危機!)                                            | 27 tháng 11 năm 2016 | 12 tháng 8 năm 2021 (Vietsub) |
| 767               | "Ngàn cân treo sợi tóc! Chó, Mèo và Samurai! " "Isshokusokuhatsu Inu To Neko To Samurai!" (一触即発 イヌとネコと侍！)                                                 | 4 tháng 12 năm 2016  | 13 tháng 8 năm 2021 (Vietsub) |
| 768               | "Người thứ ba! Ninja Raizo Sương Mù xuất hiện!" "Sannin me! Ninja - Kiri no Raizō tōjō" (三人目! 忍者 - 霧の雷ぞう登場)                                               | 11 tháng 12 năm 2016 | 14 tháng 8 năm 2021 (Vietsub) |
| 769               | "Phiến đá đỏ! Manh mối dẫn đường đến kho báu One Piece!" "Akai Ishi! Wan Pīsu e no Michishirube" (赤い石! "ひとつなぎの大秘宝（ワンピース）"への道標)                 | 18 tháng 12 năm 2016 | 15 tháng 8 năm 2021 (Vietsub) |
| 770               | "Bí mật của Wano Quốc! Gia tộc Kozuki và phiến đá Poneglyph!" "Wa no Kuni no Himitsu Kōzuki-ke to Pōnegurifu" (ワノ国の秘密 光月家と歴史の本文 (ポーネグリフ))        | 25 tháng 12 năm 2016 | 16 tháng 8 năm 2021 (Vietsub) |
| 771               | "Lời hứa giữa hai người đàn ông! Luffy và Kozuki Momonosuke!" "Otoko no Chikai Rufi to Kōzuki Momonosuke" (男の誓い ルフィと光月モモの助)                             | 8 tháng 1 năm 2017   | 17 tháng 8 năm 2021 (Vietsub) |
| 772               | "Hành trình huyền thoại! Chó, Mèo và Vua Hải Tặc!" "Densetsu no Kōkai - Inu to Neko to Kaizoku-Ō!" (伝説の航海 イヌとネコと海賊王!)                                   | 15 tháng 1 năm 2017  | 18 tháng 8 năm 2021 (Vietsub) |
| 773               | "Cơn ác mộng trở lại! Cuộc tập kích của Jack bất tử!" "Akumu Futatabi - Fujimi no Jakku Kyōshū" (悪夢再び 不死身のジャック強襲)                                       | 22 tháng 1 năm 2017  | 19 tháng 8 năm 2021 (Vietsub) |
| 774               | "Cuộc chiến bảo vệ Zou! Luffy và Zunesha!" "Zō Bōeisen - Rufi to Zunīsha!" (ゾウ防衛戦 ルフィとズニーシャ!)                                                           | 29 tháng 1 năm 2017  | 20 tháng 8 năm 2021 (Vietsub) |
| 775               | "Giải cứu Zunesha! Chiến dịch cứu nguy của Băng Mũ Rơm!" "Zunīsha o Sukue - Mugiwara Resukyū Dai-sakusen!" (巨象（ズニーシャ）を救え 麦わら救急（レスキュー）大作戦!) | 5 tháng 2 năm 2017   | 21 tháng 8 năm 2021 (Vietsub) |
| 776               | "Từ biệt và xuống voi! Lên đường đi giành lại Sanji!" "Wakare no Gezō - Sanji Dakkan no Funade!" (別れの下象 サンジ奪還の船出!)                                       | 12 tháng 2 năm 2017  | 22 tháng 8 năm 2021 (Vietsub) |
| 777               | "Tiến tới Hội Nghị Levely! Công chúa Vivi và Shirahoshi!" "Reverī e - Ōjo Bibi to Shirahoshi Hime" (世界会議（レヴェリー）へ 王女ビビとしらほし姫)                    | 19 tháng 2 năm 2017  | 23 tháng 8 năm 2021 (Vietsub) |
| 778               | "Tiến tới Hội Nghị Levely! Rebecca và Vương quốc Sakura!" "Reverī e - Rebekka to Sakura Ōkoku" (世界会議（レヴェリー）へ レベッカとサクラ王国)                        | 26 tháng 2 năm 2017  | 24 tháng 8 năm 2021 (Vietsub) |
| 779               | "Kaido tái xuất! Lời răn gửi tới Thế Hệ Tồi Tệ Nhất!" "Kaidō Futatabi - Kyōi Semaru Saiaku no Sedai!" (カイドウ再び 脅威迫る最悪の世代!)                              | 5 tháng 3 năm 2017   | 25 tháng 8 năm 2021 (Vietsub) |
| Arc Marine Rookie | |                      |                               |
| 780               | "Đói lả trên chiến tuyến! Luffy và các tân binh hải quân!" "Harapeko Sensen - Rufi to Kaigun Rūkī!" (空腹（ハラペコ）戦線 ルフィと海軍超新星（ルーキー）!)            | 19 tháng 3 năm 2017  | 26 tháng 8 năm 2021 (Vietsub) |
| 781               | "Bộ ba cố chấp! Cuộc truy bắt băng Mũ Rơm!" "Shūnen no San-Nin – Mugiwara Ichimi Dai Cheisu!" (執念の３人 麦わら一味大追撃戦！)                                       | 26 tháng 3 năm 2017  | 27 tháng 8 năm 2021 (Vietsub) |
| 782               | "Ác ma quyền quyết chiến! Luffy VS Grount! " "Akuma no Kobushi – Kessen! Rufi VS Guranto" (悪魔の拳 決戦！ルフィVSグラント)                                           | 2 tháng 4 năm 2017   | 28 tháng 8 năm 2021 (Vietsub) |

### Mùa 19: Whole Cake Island (Đảo Bánh Ngọt) (783 - 891)
| Arc Đảo Bánh Ngọt               | |                      |                               |
| 783                             | "Sanji hồi hương! Tiến vào lãnh địa của Big Mom!" "Sanji Kikyō – Biggu Mamu no Nawabari e!" (サンジ 帰郷 ビッグ・マムの海域へ！)                                                    | 9 tháng 4 năm 2017   | 29 tháng 8 năm 2021 (Vietsub) |
| 784                             | "0 và 4! Chạm trán với Germa 66! " "Rei to Yon - Sōgū! Jeruma Daburu Shikkusu" (0と4 遭遇！ジェルマ66 (ダブリシックス))                                                             | 16 tháng 4 năm 2017  | 30 tháng 8 năm 2021 (Vietsub) |
| 785                             | "Nguy cơ từ chất độc! Luffy và Reiju!" "Mōdoku no Kiki - Rufi to Reiju!" (猛毒の危機 ルフィとレイジュ！)                                                                            | 23 tháng 4 năm 2017  | 31 tháng 8 năm 2021 (Vietsub) |
| 786                             | "Totto Land! Tứ Hoàng Big Mom xuất hiện! " "Totto Rando! Yonkō Biggu Mamu Tōjō!" (万国！ 四皇ビッグ・マム登場)                                                                      | 30 tháng 4 năm 2017  | 1 tháng 9 năm 2021 (Vietsub)  |
| 787                             | "Con gái của Tứ Hoàng! Vị hôn thê của Sanji - Pudding!" "Yonkō no Musume - Sanji no Fianse Purin" (四皇の娘 サンジの婚約者プリン)                                                   | 7 tháng 5 năm 2017   | 2 tháng 9 năm 2021 (Vietsub)  |
| 788                             | "Đợt tập kích lớn! Big Mom trong cơn đói cồn cào!" "Dai-shingeki! Kui-wazurai no Mamu" (大進撃! 食いわずらいのマム)                                                                 | 14 tháng 5 năm 2017  | 3 tháng 9 năm 2021 (Vietsub)  |
| 789                             | "Thủ đô sụp đổ!? Big Mom và Jinbe! " "Shuto Hōkai!? Biggu Mamu to Jinbē" (首都崩壊！？ ビッグ・マムとジンベエ)                                                                      | 21 tháng 5 năm 2017  | 4 tháng 9 năm 2021 (Vietsub)  |
| 790                             | "Lâu đài của Tứ Hoàng! Đặt chân tới đảo Whole Cake!" "Yonkō no Shiro Hōru Kēki Airando Tōchaku" (四皇の城 ホールケーキアイランド到着)                                               | 28 tháng 5 năm 2017  | 5 tháng 9 năm 2021 (Vietsub)  |
| 791                             | "Khu rừng ngọt ngào bí ẩn! Luffy VS Luffy!" "Okashi na Mori! Rufi tai Rufi" (お菓子な森！ルフィＶＳルフィ)                                                                          | 4 tháng 6 năm 2017   | 6 tháng 9 năm 2021 (Vietsub)  |
| 792                             | "Sát thủ của Mama! Luffy và Khu Rừng Cám Dỗ!" "Mamu no Shikaku - Rufi to Yūwaku no Mori!" (マムの刺客 ルフィと誘惑の森!)                                                            | 11 tháng 6 năm 2017  | 7 tháng 9 năm 2021 (Vietsub)  |
| 793                             | "Vương quốc di động trên biển! Vua của Germa - Judge!" "Kaiyū Kokka - Jeruma no Ō Jajji" (海遊国家 ジェルマの王ジャッジ)                                                            | 18 tháng 6 năm 2017  | 8 tháng 9 năm 2021 (Vietsub)  |
| 794                             | "Trận chiến giữa cha và con! Sanji đối đầu Judge!" "Oyako Taiketsu - Jajji tai Sanji!" (父子対決 ジャッジVSサンジ！)                                                                | 25 tháng 6 năm 2017  | 9 tháng 9 năm 2021 (Vietsub)  |
| 795                             | "Tham vọng khổng lồ! Big Mom và Caesar!" "Kyodai na Yabō - Biggu Mamu to Shīzā" (巨大な野望 ビッグ・マムとシーザー)                                                                 | 2 tháng 7 năm 2017   | 10 tháng 9 năm 2021 (Vietsub) |
| 796                             | "Vùng đất linh hồn! Năng lực đáng sợ của Big Mom!" "Tamashī no Kuni - Mamu no Osorubeki Nōryoku!" (魂の国 マムの恐るべき能力！)                                                     | 9 tháng 7 năm 2017   | 11 tháng 9 năm 2021 (Vietsub) |
| 797                             | "Đại bộ trưởng! Một trong ba chỉ huy bánh ngọt - Cracker xuất hiện!" "Dai Kanbu! San Shōsei Kurakkā Tōjō" (大幹部！三将星クラッカー登場)                                            | 16 tháng 7 năm 2017  | 12 tháng 9 năm 2021 (Vietsub) |
| 798                             | "Đối thủ đáng giá 800 triệu! Luffy đấu với Cracker Ngàn Tay!" "Hachi Oku no Teki Rufi tai Senju no Kurakkā" (8億の敵 ルフィVS千手のクラッカー)                                      | 23 tháng 7 năm 2017  | 19 tháng 10 năm 2021          |
| 799                             | "Trận chiến tổng lực! Gear 4 đối đầu năng lực trái Bisu Bisu!" "Zenryoku Shōbu Gia Fōsu tai Bisu Bisu no Chikara" (全力勝負 ギア 4VSビスビスの能力)                                 | 30 tháng 7 năm 2017  | 20 tháng 10 năm 2021          |
| 800                             | "1 và 2! Tập kết! Nhà Vinsmoke!" "Ichi to Ni Shūketsu! Vinsumōku-ke" (1と2 集結！ヴィンスモーク家)                                                                                  | 6 tháng 8 năm 2017   | 21 tháng 10 năm 2021          |
| 801                             | "Tính mạng của ân nhân! Sanji và ông chủ Zeff!" "Onjin no Inochi Sanji to Ōnā Zefu" (恩人の命 サンジと料理長 (オーナー)ゼフ)                                                        | 13 tháng 8 năm 2017  | 22 tháng 10 năm 2021          |
| 802                             | "Sanji nổi giận! Bí mật của Germa 66!" "Ikari no Sanji Jeruma Daburu Shikkusu no Himitsu" (怒りのサンジ ジェルマ66 (ダブルシックス)の秘密)                                          | 20 tháng 8 năm 2017  | 23 tháng 10 năm 2021          |
| 803                             | "Quá khứ bị vứt bỏ - Vinsmoke Sanji!" "Suteta Kako - Vinsumōku Sanji" (捨てた過去 ヴィンスモーク・サンジ)                                                                           | 27 tháng 8 năm 2017  | 24 tháng 10 năm 2021          |
| 804                             | "Hướng về East Blue! Sanji quyết tâm vượt trùng khơi!" "Īsuto Burū e Sanji Ketsui no Funade" (東の海 (イースト･ブルー)へ サンジ決意の船出)                                          | 3 tháng 9 năm 2017   | 25 tháng 10 năm 2021          |
| 805                             | "Khiêu chiến giới hạn! Luffy và quân đoàn bánh quy vô tận!" "Genkai Shōbu - Rufi to Mugen Bisuketto" (限界勝負 ルフィと無限ビスケット)                                              | 17 tháng 9 năm 2017  | 26 tháng 10 năm 2021          |
| 806                             | "Sức mạnh của sự no nê! Gear 4 mới - Tank Man!" "Manpuku no Chikara - Shin Gia Fōsu Tankuman" (満腹の力 新ギア４タンクマン！)                                                       | 24 tháng 9 năm 2017  | 27 tháng 10 năm 2021          |
| 807                             | "Trận chiến không mong muốn! Luffy đấu với Sanji! (Phần 1)" "Kanashiki Kettō - Rufi VS Sanji" (哀しき決闘 ルフィVSサンジ)                                                           | 1 tháng 10 năm 2017  | 28 tháng 10 năm 2021          |
| 808                             | "Trận chiến không mong muốn! Luffy đấu với Sanji! (Phần 2)" "Kanashiki Kettō - Rufi VS Sanji" (哀しき決闘 ルフィVSサンジ)                                                           | 1 tháng 10 năm 2017  | 29 tháng 10 năm 2021          |
| 809                             | "Cuộc bão báo thù! Binh đoàn thịnh nộ đổ bộ!" "Fukushū no Arashi! Ikari no Gundan Shūrai!" (復讐の嵐 怒りの軍団襲来！)                                                              | 15 tháng 10 năm 2017 | 30 tháng 10 năm 2021          |
| 810                             | "Hành trình kết thúc! Lời cầu hôn đầy quyết tâm của Sanji!" "Bōken no Owari - Sanji Ketsui no Puropōzu" (冒険の終わり サンジ決意のプロポーズ)                                       | 22 tháng 10 năm 2017 | 31 tháng 10 năm 2021          |
| 811                             | "Tôi sẽ đợi ở đây! Luffy và quân đoàn thịnh nộ!" "Koko de Matsu - Rufi tai Ikari no Gundan" (ここで待つ ルフィVS怒りの軍団 b)                                                       | 29 tháng 10 năm 2017 | 1 tháng 11 năm 2021           |
| 812                             | "Xâm nhập lâu đài! Đoạt lấy Poneglyph Dẫn Đường!" "Shadō sen'nyũ - Ubae! Rōdo Pōnegurifu" (城内 (シャドー)潜入 奪え！ ロード歴史の本文 (ポーネグリフ))                              | 5 tháng 11 năm 2017  | 2 tháng 11 năm 2021           |
| 813                             | "Cuộc đối đầu định mệnh! Luffy và Big Mom!" "Innen no Taimen - Rufi to Biggu Mamu!" (因縁の対面 ルフィとビッグ・マム！)                                                             | 12 tháng 11 năm 2017 | 3 tháng 11 năm 2021           |
| 814                             | "Tiếng gào thét của Linh Hồn! Brook và Pedro hành động chớp nhoáng!" "Tamashī no Sakebi - Burukku & Pedoro Dengeki Sakusen" (魂の叫び ブルック＆ペドロ電撃作戦)                     | 19 tháng 11 năm 2017 | 4 tháng 11 năm 2021           |
| 815                             | "Tạm biệt! Pudding quyết tâm trong nước mắt!" "Sayonara - Purin Namida no Ketsui" (さよなら プリン涙の決意)                                                                         | 26 tháng 11 năm 2017 | 5 tháng 11 năm 2021           |
| 816                             | "Ân oán trên mắt trái! Pedro và Nam Tước Tamago!" "Hidarime no Innen - Pedoro VS Tamago Danshaku" (左眼の因縁 ペドロVSタマゴ男爵)                                                   | 3 tháng 12 năm 2017  | 6 tháng 11 năm 2021           |
| 817                             | "Điếu thuốc ẩm! Đêm trước ngày cưới của Sanji!" "Shikemoku - Sanji no Kekkon Zenya" (シケモク サンジの結婚前夜)                                                                     | 10 tháng 12 năm 2017 | 7 tháng 11 năm 2021           |
| 818                             | "Linh hồn bất khuất! Brook đại chiến Big Mom!" "Fukutsu no Souru - Burukku tai Biggu Mamu" (不屈の魂（ソウル） ブルックVSビック・マム)                                              | 17 tháng 12 năm 2017 | 8 tháng 11 năm 2021           |
| 819                             | "Ước nguyện của Sora! Sản phẩm thất bại của Germa - Sanji!" "Sora no Negai - Jeruma no Shippaisaku Sanji" (母 (ソラ) の願い ジェルマの失敗作サンジ)                                 | 24 tháng 12 năm 2017 | 9 tháng 11 năm 2021           |
| 820                             | "Hướng về Sanji! Luffy tăng tốc trên đường phản công!" "Sanji no Moto e - Rufi Gyakushū no Dai Gekisō" (サンジの元へ ルフィ逆襲の大激走)                                            | 7 tháng 1 năm 2018   | 10 tháng 11 năm 2021          |
| 821                             | "Lâu đài hỗn loạn! Luffy tiến về điểm hẹn!" "Shatō Dōran - Rufi Yakusoku no Basho e" (城内 (シャトー) 動乱 ルフィ約束の場所へ)                                                      | 14 tháng 1 năm 2018  | 11 tháng 11 năm 2021          |
| 822                             | "Quyết định từ biệt! Sanji và hộp cơm cho Mũ Rơm!" "Wakare no Ketsui - Sanji to Mugiwara Bentō" (別れの決意 サンジと麦わら弁当)                                                     | 21 tháng 1 năm 2018  | 12 tháng 11 năm 2021          |
| 823                             | "Tứ Hoàng không yên giấc! Kế hoạch mạo hiểm giải cứu Brook!" "Yonko no Negaeri - Burukku Kyūshutsu Dai Sakusen!" (四皇の寝返り ブルック救出大作戦！)                                | 28 tháng 1 năm 2018  | 13 tháng 11 năm 2021          |
| 824                             | "Nơi hẹn gặp! Luffy 1 chọi 1 với giới hạn!" "Yakusoku no Basho - Rufi Genkai no Ikkiuchi" (約束の場所 ルフィ限界の一騎打ち)                                                         | 4 tháng 2 năm 2018   | 14 tháng 11 năm 2021          |
| 825                             | "Kẻ nói dối! Luffy và Sanji!" "Usotsuki - Rufi to Sanji" (ウソつき ルフィとサンジ)                                                                                                  | 11 tháng 2 năm 2018  | 15 tháng 11 năm 2021          |
| 826                             | "Sanji trở lại! Phá tan tiệc trà địa ngục!" "Sanji Fukkatsu Kowase! Jigoku no Ochakai" (サンジ復活 壊せ！地獄のお茶会)                                                              | 18 tháng 2 năm 2018  | 16 tháng 11 năm 2021          |
| 827                             | "Mật đàm! Luffy và Băng hải tặc Fire Tank!" "Mikkai! Rufi VS Faiatanku Kaizoku-dan" (密会！ルフィVSファイアタンク海賊団)                                                            | 4 tháng 3 năm 2018   | 17 tháng 11 năm 2021          |
| 828                             | "Giao ước tử thần! Quân đồng minh của Luffy và Bege!" "Shi no kyōtei Rufi & Bejji rengō-gun" (死の協定 ルフィ&ベッジ連合軍)                                                         | 18 tháng 3 năm 2018  | 18 tháng 11 năm 2021          |
| 829                             | "Biệt động Luffy - Trước giờ khai tiệc! Hôn lễ đầy âm mưu!" "Rufi Anyaku Kaien Chokuzen! Inbō no Kekkonshiki" (ルフィ暗躍 開演直前！陰謀の結婚式)                                   | 25 tháng 3 năm 2018  | 19 tháng 11 năm 2021          |
| 830                             | "Gia đình sum họp! Khai mạc! Tiệc trà địa ngục!" "Famirī Shūketsu Kaien! Jigoku no Ochakai" (家族集結 開演！地獄のお茶会)                                                           | 1 tháng 4 năm 2018   | 20 tháng 11 năm 2021          |
| 831                             | "Cặp đôi giả vờ! Pudding-Sanji ra mắt!" "Kamen Fūfu Sanji ♡ Purin Nyūjō!" (仮面夫婦 サンジ♡プリン入場！)                                                                            | 8 tháng 4 năm 2018   | 21 tháng 11 năm 2021          |
| 832                             | "Nụ hôn tử thần! Kế hoạch ám sát Tứ Hoàng bắt đầu! " "Shi no Kisu - Yonkō Ansatsu Sakusen Kaishi!" (死のキス 四皇暗殺作戦開始!)                                                     | 15 tháng 4 năm 2018  | 22 tháng 11 năm 2021          |
| 833                             | "Từ bỏ chén rượu thề! Sự trả ơn của hiệp sĩ Jinbe!" "Sakazuki Henjō! Otoko Jinbei no Otoshimae" (盃返上! 侠客(おとこ)ジンベエの落とし前)                                            | 22 tháng 4 năm 2018  | 23 tháng 11 năm 2021          |
| 834                             | "Kế hoạch thất bại!? Băng hải tặc Big Mom phản công!" "Sakusen Shippai!? Hangeki no Biggu Mamu Kaizoku-dan" (作戦失敗!? 反撃のビッグ・マム海賊団)                                   | 29 tháng 4 năm 2018  | 24 tháng 11 năm 2021          |
| 835                             | "Chạy đi, Sanji! SOS! Germa 66! " "Hashire Sanji - SOS! Jeruma Daburu Shikkusu" (走れサンジ SOS!ジェルマ66(ダブルシックス))                                                         | 6 tháng 5 năm 2018   | 25 tháng 11 năm 2021          |
| 836                             | "Bí mật của Big Mom! Quái vật nhỏ của Elbaf!" "Mamu no Himitsu - Erubafu no Shima to Chīsana Kaibutsu" (マムの秘密 巨人の島と小さな怪物)                                            | 13 tháng 5 năm 2018  | 26 tháng 11 năm 2021          |
| 837                             | "Ngày Big Mom ra đời! Ngày Carmel biến mất!" "Mamu Tanjō - Karumeru Ga Kieta Hi" (マム誕生 カルメルが消えた日)                                                                      | 20 tháng 5 năm 2018  | 27 tháng 11 năm 2021          |
| 838                             | "Launcher oanh tạc! Thời khắc ám sát Big Mom!" "Heiki Sakuretsu! Biggu Mamu Ansatsu no Shunkan" (兵器炸裂! ビッグ·マム暗殺の瞬間)                                                   | 27 tháng 5 năm 2018  | 28 tháng 11 năm 2021          |
| 839                             | "Binh đoàn ác nhân! Biến thân! Germa 66!" "Aku no Gundan - Henshin! Jeruma 66" (悪の軍団 変身!ジェルマ66(ダブルシックス))                                                           | 3 tháng 6 năm 2018   | 29 tháng 11 năm 2021          |
| 840                             | "Đoạn tuyệt tình nghĩa cha con! Sanji và Judge!" "Oyako no Ketsubetsu - Sanji to Jajji" (父子の訣別 サンジとジャッジ)                                                               | 10 tháng 6 năm 2018  | 30 tháng 11 năm 2021          |
| 841                             | "Thoát khỏi tiệc trà! Luffy VS Big Mom! " "Chakai Dasshutsu! Rufi VS Biggu Mamu" (茶会脱出!ルフィVSビガ·マム)                                                                       | 17 tháng 6 năm 2018  | 1 tháng 12 năm 2021           |
| 842                             | "Bắt đầu hành quyết! Quân đồng minh của Luffy thảm bại!? " "Shokei Kaishi! Rufi Rengō Gun Zenmetsu!?" (処刑開始!ルフィ連合軍全滅!?)                                                 | 24 tháng 6 năm 2018  | 2 tháng 12 năm 2021           |
| 843                             | "Lâu đài sụp đổ! Băng hải tặc Mũ Rơm bắt đầu đào thoát!" "Ōki Hōkai - Mugiwara Ichimi Dai Dassō Kaishi" (巨城崩壞麦わら一味大脱走開始)                                              | 1 tháng 7 năm 2018   | 3 tháng 12 năm 2021           |
| 844                             | "Mũi giáo của Elbaf! Oanh tạc! Big Mom bay trên không!" "Erubafu no Yari - Kyōshū! Sora Kakeru Biggu Mamu" (巨人の槍 強襲! 空翔るビッグ·マム)                                       | 8 tháng 7 năm 2018   | 4 tháng 12 năm 2021           |
| 845                             | "Quyết tâm của Pudding! Nổi lửa lên! Rừng cám dỗ!" "Purin no Ketsui - Katsu Dai Enjō(Tai en-jō!) Yūwaku(Yūwaku) no Mori" (プリンの決意 活大炎上(たいえんじょう! 誘惑(ゆうわく)の森) | 15 tháng 7 năm 2018  | 5 tháng 12 năm 2021           |
| 846                             | "Tia sét phản công! Nami và Mây Tích Điện Zeus!" "Hangeki no Kaminari - Nami to Raiun Zeusu" (反撃の雷(かみなり) ナミと雷雲(らいうん)ゼウス)                                        | 22 tháng 7 năm 2018  | 6 tháng 12 năm 2021           |
| 847                             | "Cuộc tái ngộ tình cờ! Sanji và Pudding xấu xa đang yêu!" "Gūzen (gūzen) no Saikai - Sanji to Koisuru Waru Purin" (偶然(ぐうぜん)の再会 サンジと恋する悪プリン)                     | 29 tháng 7 năm 2018  | 7 tháng 12 năm 2021           |
| 848                             | "Bảo vệ tàu Sunny! Khổ chiến! Chopper và Brook!" "Sanī o Mamore Funsen Choppā ando Burukku" (サニーを守れ 奮戦！チョッパー&ブルック)                                                | 5 tháng 8 năm 2018   | 8 tháng 12 năm 2021           |
| 849                             | "Trước bình minh! Thủ lĩnh Đội Hiệp Sĩ - Pedro!" "Yoake Mae Gādianzu Danchō Pedoro" (夜明け前 侠客団 (ガーディアンズ) 団長ペドロ)                                                   | 12 tháng 8 năm 2018  | 9 tháng 12 năm 2021           |
| 850                             | "Nhất định sẽ quay lại! Luffy liều mạng giúp tàu ra khơi!" "Kanarazu Modoru - Rufi Inochigake no Shukkō" (必ず戻る ルフィ命がけの出航！)                                            | 19 tháng 8 năm 2018  | 10 tháng 12 năm 2021          |
| 851                             | "Người đàn ông 1 tỷ! Chỉ huy đồ ngọt mạnh nhất - Katakuri!" "Jyuuoku no Otoko Saikyou no San Shousei Katakuri" (十億の男 最強スイート将星カタクリ)                                  | 26 tháng 8 năm 2018  | 11 tháng 12 năm 2021          |
| 852                             | "Kịch chiến khai màn! Luffy VS Katakuri!" "Gekitō Kaimaku Rufi tai Katakuri" (戦いの開始 ルフィVSカタクリ)                                                                          | 2 tháng 9 năm 2018   | 12 tháng 12 năm 2021          |
| 853                             | "Green Room! Người lái tàu vô địch Jinbe!" "Gurīn Rūmu Muteki no Sōdashu Jinbē" (波の部屋 無双操舵手ジンベエ)                                                                       | 16 tháng 9 năm 2018  | 13 tháng 12 năm 2021          |
| 854                             | "Uy thế của Mogura! Luffy trong trận chiến thầm lặng!" "Mogura no Kyōi - Rufi Chinmoku no Tatakai" (土電(もぐら)の脅威(きょうい) ルフィ沈黙(ちんもく)の咄い)                        | 23 tháng 9 năm 2018  | 14 tháng 12 năm 2021          |
| 855                             | "Kịch chiến ngã ngũ!? Katakuri thức tỉnh trong thịnh nộ! " "Shitō Kecchaku!? Katakuri Ikari no Kakusei" (死闘(しとう)決着!? カタクリ怒りの覚醒(かくせい))                           | 30 tháng 9 năm 2018  | 15 tháng 12 năm 2021          |
| 856                             | "Bí mật cấm kị! Giờ ăn xế của Katakuri!" "Kindan no Himitsu Katakuri no Merienda" (禁断の秘密 カタクリのおやつの時間 (メリエンダ))                                                  | 7 tháng 10 năm 2018  | 16 tháng 12 năm 2021          |
| 857                             | "Luffy phản công! Điểm yếu của Katakuri bất bại!" "Rufi Hangeki - Muteki Katakuri no Jakuten" (ルフィ反撃 無敵カタクリの弱点)                                                       | 14 tháng 10 năm 2018 | 17 tháng 12 năm 2021          |
| 858                             | "Nguy cơ trở lại! Gear 4 đối đầu Donut vô song!" "Pinchi Futatabi! Gia Fōsu vs Musō Dōnatsu" (危機再び！ギア4（フォース）vs 無双（むそう）ドーナツ)                                 | 21 tháng 10 năm 2018 | 18 tháng 12 năm 2021          |
| 859                             | "Chiffon nổi loạn! Kế hoạch vận chuyển bánh cưới của Sanji! " "Hangyaku no Shifon - Sanji no Kēki Yusō Dai-Sakusen" (反逆の娘（シフォン） サンジのケーキ輸送大作戦)                 | 28 tháng 10 năm 2018 | 21 tháng 12 năm 2021          |
| 860                             | "Cách sống của nam nhi! Bege và Luffy - Quyết tâm của thuyền trưởng!" "Otoko no Ikizama - Bejji to Rufi Senchō no Ketsui" (男の生き様 ベッジとルフィ船長の決意)                     | 4 tháng 11 năm 2018  | 21 tháng 12 năm 2021          |
| 861                             | "Bánh cưới chìm xuống biển!? Sanji và Bege nỗ lực trốn chạy! " "Kēki Chinbotsu!? Sanji to Bejji Tōbō-sen" (ケーキ沈没！？サンジ＆ベッジ逃亡戦)                                      | 11 tháng 11 năm 2018 | 22 tháng 12 năm 2021          |
| 862                             | "Sulong! Carrot và sự chuyển hóa thần bí!" "Suron - Kyarotto Shinpi no Dai Henshin" (月の獅子 (スーロン) キャロット神秘の大変身)                                                    | 18 tháng 11 năm 2018 | 23 tháng 12 năm 2021          |
| 863                             | "Phá vòng vây! Trận đại chiến trên biển của Băng Mũ Rơm!" "Toppa Seyo - Mugiwara no Ichimi Dai Kaisen!" (突破せよ 麦わらの一味大海戦！)                                             | 25 tháng 11 năm 2018 | 24 tháng 12 năm 2021          |
| 864                             | "Thời khắc đối đầu! Tứ Hoàng đại chiến Băng Mũ Rơm!" "Tsuini Gekitotsu - Yonkō VS Mugiwara no Ichimi" (遂に激突 四皇VS麦わらの一味)                                                 | 9 tháng 12 năm 2018  | 25 tháng 12 năm 2021          |
| 865                             | "Lời dạy của Minh Vương! Đảo ngược thế trận với Katakuri!" "Meiō Jikiden - Katakuri-sen Dai Gyakuten Kaishi" (冥王直伝 カタクリ戦大逆転開始)                                        | 16 tháng 12 năm 2018 | 26 tháng 12 năm 2021          |
| 866                             | "Trở lại đúng lúc! Sanji - Người đàn ông chặn đứng Tứ Hoàng!" "Tsuini Kikan - Yonkō o Tomeru Otoko Sanji" (遂に帰還 四皇を止める男サンジ)                                           | 23 tháng 12 năm 2018 | 27 tháng 12 năm 2021          |
| 867                             | "Ẩn trong bóng tối! Sát thủ nhắm vào Luffy!" "Yami ni Hisomu - Rufi o Osou Ansatsusha!" (闇に潜む ルフィを襲う暗殺者！)                                                             | 6 tháng 1 năm 2019   | 28 tháng 12 năm 2021          |
| 868                             | "Quyết tâm của nam nhi! Katakuri đặt cược sinh mạng vào trận đấu!" "Otoko no Kakugo - Katakuri Inochigake Ōshōbu" (男の覚悟 カタクリ命がけ大勝負)                                   | 13 tháng 1 năm 2019  | 29 tháng 12 năm 2021          |
| 869                             | "Thức tỉnh! Cảnh giới tối cao của Haki Quan Sát!" "Mezamero - Saikyō o Koeru Kenbun-shoku" (目覚めろ 最強を越える見聞色)                                                            | 20 tháng 1 năm 2019  | 30 tháng 12 năm 2021          |
| 870                             | "Cú đấm thần tốc! Dạng mới của Gear 4 phát động! " "Shinsoku no Ken - Aratanaru Gia Fōsu Hatsudō!" (神速の拳 新たなるギア4発動！)                                                   | 27 tháng 1 năm 2019  | 31 tháng 12 năm 2021          |
| 871                             | "Kết quả cuối cùng! Hạ màn trận đấu với Katakuri!" "Tsuini Shūketsu - Sōzetsu Katakuri-sen no Yukue" (遂に終結 壮絶カタクリ戦の行方)                                                | 3 tháng 2 năm 2019   | 1 tháng 1 năm 2022            |
| 872                             | "Tình thế tuyệt vọng! Luffy trong vòng vây kiên cố!" "Zettai Zetsumei - Teppeki no Rufi Hōimō!" (絶体絶命 鉄壁のルフィ包囲網!)                                                      | 10 tháng 2 năm 2019  | 2 tháng 1 năm 2022            |
| 873                             | "Khởi tử hồi sinh! Viện quân tối cường Germa!" "Kishi Kaisei - Saikyō no Engun Jeruma!" (起死回生 最強の援軍ジェルマ!)                                                              | 17 tháng 2 năm 2019  | 3 tháng 1 năm 2022            |
| 874                             | "Thành lũy cuối cùng! Băng hải tặc Mặt Trời tham chiến!" "Saigo no Toride - Taiyō no Kaizoku-dan Arawaru" (最後の砦 タイヨウの海賊団現る)                                           | 24 tháng 2 năm 2019  | 4 tháng 1 năm 2022            |
| 875                             | "Hương vị mê hoặc! Ổ bánh cưới hạnh phúc của Sanji!" "Miwaku no Aji - Shiawase no Sanji no Kēki" ( 魅惑の味 幸せのサンジのケーキ)                                                   | 3 tháng 3 năm 2019   | 5 tháng 1 năm 2022            |
| 876                             | "Người đàn ông nhân nghĩa! Đại hải lưu quyết tử của Jinbe!" "Jingi no Otoko - Jinbē Kesshi no Daikairyū" ( 仁義の漢 ジンベエ決死の大海流)                                           | 17 tháng 3 năm 2019  | 6 tháng 1 năm 2022            |
| 877                             | "Thời khắc tiễn biệt! Tâm nguyện cuối cùng của Pudding!" "Sekibetsu no Toki - Purin Saigo no "Onegai„" ( 惜別の時 プリン最後の"お願い„)                                             | 24 tháng 3 năm 2019  | 7 tháng 1 năm 2022            |
| Arc Hội Nghị Thượng Đỉnh Levely | |                      |                               |
| 878                             | "Thế giới kinh ngạc! Hoàng Đế thứ 5 của biển cả xuất hiện!" "Sekai Kyōgaku - Dai Go no Umi no Kōtei Arawaru!" (世界驚愕 第五の海の皇帝現る！)                                       | 31 tháng 3 năm 2019  | 8 tháng 1 năm 2022            |
| 879                             | "Tiến tới Hội Nghị Levely! Tập kết! Những đồng minh của Băng Mũ Rơm!" "Reverī e Shūketsu! Mugiwara Meiyū-tachi" (世界会議 (レヴェリー) へ 集結！麦わら盟友達)                       | 7 tháng 4 năm 2019   | 9 tháng 1 năm 2022            |
| 880                             | "Sabo hành động! Lộ diện các đội trưởng của Quân Cách Mạng!" "Sabo Ugoku - Kakumei Gunzen Taichō Tōjō" (サボ動く 革命軍全隊長登場!)                                                 | 14 tháng 4 năm 2019  | 10 tháng 1 năm 2022           |
| 881                             | "Hành động! Thủy Sư Đô Đốc cứng đầu Sakazuki!" "Ugokidasu - Shūnen no Shin Gensui Sakazuki" (動き出す 執念の新元帥サカズキ)                                                         | 21 tháng 4 năm 2019  | 11 tháng 1 năm 2022           |
| 882                             | "Đại chiến Thượng Đỉnh! Kế thừa ý chí của Vua Hải Tặc! " "Chōjō Sensō - Tsuga Reta Kaizoku-ō no Ishi" ( 頂上戦争 継がれた海賊王の意思)                                              | 28 tháng 4 năm 2019  | 12 tháng 1 năm 2022           |
| 883                             | "Bước đầu của ước mơ! Shirahoshi hướng về Mặt Trời!" "Yume no Ippo - Shirahoshi Taiyō no Moto e!" (夢の一歩 しらほし太陽の下へ!)                                                    | 5 tháng 5 năm 2019   | 13 tháng 1 năm 2022           |
| 884                             | "Nhớ mong! Cảm xúc của Vivi và Rebecca!" "Aitai - Bibi to Rebekka no Omoi" (会いたい ビビとレベッカの想い)                                                                          | 12 tháng 5 năm 2019  | 14 tháng 1 năm 2022           |
| 885                             | "Bóng tối của Thánh Địa! Bí ẩn về chiếc mũ rơm khổng lồ!" "Seichi no Yami - Nazo no Kyodaina Mugiwara-bōshi" (聖地の闇 謎の巨大な麦わら帽子)                                        | 19 tháng 5 năm 2019  | 15 tháng 1 năm 2022           |
| 886                             | "Thánh Địa náo loạn! Shirahoshi trong cơn nguy khốn!" "Seichi Sōzen - Nerawareta Shirahoshi-hime!" ( 聖地騒然 狙われたしらほし姫！)                                                 | 26 tháng 5 năm 2019  | 16 tháng 1 năm 2022           |
| 887                             | "Tình thế chông chênh! 2 Tứ Hoàng nhắm vào Luffy!" "Isshoku Soku Hatsu - Rufi Nerau Futari no Yonkou" (ルフィを狙う二人の四皇)                                                      | 2 tháng 6 năm 2019   | 17 tháng 1 năm 2022           |
| 888                             | "Sabo phẫn nộ! Bi kịch của Cán bộ Quân Cách Mạng Kuma!" "Sabo Ikaru - Kakumei-gun Kanbu Kuma no Higeki" (サボ怒る 革命軍幹部くまの悲劇)                                             | 9 tháng 6 năm 2019   | 18 tháng 1 năm 2022           |
| 889                             | "Cuối cùng cũng khai màn! Hội Nghị Levely đầy rẫy âm mưu! " "Tsui ni Kaimaku - Inbō Uzumaku Reverī" (遂に開幕 陰謀渦巻く世界会議 (レヴェリー))                                      | 16 tháng 6 năm 2019  | 19 tháng 1 năm 2022           |
| Arc Mở Đầu Wano Quốc            | |                      |                               |
| 890                             | "Marco! Người bảo vệ di vật của Râu Trắng! " "Maruko! Shirohige no Katami no Shugosha" (マルコ！白ひげの形見の守護者)                                                               | 23 tháng 6 năm 2019  | 20 tháng 1 năm 2022           |
| 891                             | "Vượt thác! Đại mạo hiểm ở hải vực Wano!" "Takinobori! Wano Kuni no Kaiiki Dai-kōkai!" (滝登り! ワノ国の海域大航海!)                                                                | 30 tháng 6 năm 2019  | 21 tháng 1 năm 2022           |

### Mùa 20: Wano Quốc (892 - 1088)
| Arc Wano Quốc (Hồi 1)                          | |                      |                                |
| 892                                            | "Wano Quốc! Đất nước hoa đào bay của Samurai!" "Wano Kuni! Sakuramau Samurai no Kuni e" (ワノ国! 桜舞うサムライの国へ)                                                | 7 tháng 7 năm 2019   | 8 tháng 7 năm 2019 (Vietsub)   |
| 893                                            | "Otama xuất hiện! Luffy đại chiến quân Kaido! " "Otama tōjō - Rufi tai Kaidō-gun!" (お玉登場 ルフィ対カイドウ軍！)                                                    | 14 tháng 7 năm 2019  | 16 tháng 7 năm 2019 (Vietsub)  |
| 894                                            | "Nhất định sẽ quay lại! Huyền thoại về Ace ở Wano Quốc! " "Kanarazu kuru - Wano Kuni no Ēsu densetsu!" (必ず来る ワノ国のエース伝説！)                                | 21 tháng 7 năm 2019  | 22 tháng 7 năm 2019 (Vietsub)  |
| Arc Cidre Guild                                | |                      |                                |
| 895                                            | "Ngoại truyện đặc biệt! Thợ săn tiền thưởng mạnh nhất - Cidre! " "Tokubetsu-hen! Saikyō no Shōkin Kari Shīdoru" (特別編！ 最強の賞金狩りシードル)                     | 28 tháng 7 năm 2019  | 29 tháng 7 năm 2019 (Vietsub)  |
| 896                                            | "Ngoại truyện đặc biệt! Quyết chiến! Luffy và vua Bọt Gas!" "Tokubetsu-hen! Rufi vs tansan-ō" (特別編！ ルフィvs炭酸王)                                               | 4 tháng 8 năm 2019   | 5 tháng 8 năm 2019 (Vietsub)   |
| Arc Wano Quốc (Hồi 1)                          | |                      |                                |
| 897                                            | "Giải cứu Otama! Mũ Rơm băng qua vùng đất hoang!" "O-Tama Sukue - Mugiwara Kōya o Kakeru!" (お玉救え 麦わら荒野を駆ける！)                                            | 11 tháng 8 năm 2019  | 12 tháng 8 năm 2019 (Vietsub)  |
| 898                                            | "Đầu lĩnh! Ma Thuật Sư Hawkins xuất hiện!" "Shin'uchi! Majutsu-shi Hōkinsu tōjō" (真打ち! 魔術師ホーキンス登場)                                                       | 18 tháng 8 năm 2019  | 19 tháng 8 năm 2019 (Vietsub)  |
| 899                                            | "Thất bại không tránh khỏi! Bão công kích của Người Rơm! " "Haiboku Kakutei - Sutorō Man no Mōkō!" (敗北確定 ストローマンの猛攻!)                                     | 25 tháng 8 năm 2019  | 26 tháng 8 năm 2019 (Vietsub)  |
| 900                                            | "Ngày tuyệt nhất! Otama và chén chè đậu đỏ đầu tiên!" "Saikō no hi otama hajimete no o shiruko" (最高の日 お玉初めてのおしるこ)                                       | 1 tháng 9 năm 2019   | 2 tháng 9 năm 2019 (Vietsub)   |
| 901                                            | "Xông vào lãnh địa kẻ thù! Trấn Bakura - nơi tay sai hội tụ!" "Tekijin totsunyū yakunin habikoru Hiroshi Ra-chō" (敵陣突入 役人はびこる博羅町)                        | 8 tháng 9 năm 2019   | 9 tháng 9 năm 2019 (Vietsub)   |
| 902                                            | "Yokozuna xuất hiện! Urashima bất bại đeo bám Okiku! " "Yokodzuna tōjō o Kiku nerau muteki no Urashima!" (横綱登場 お菊狙う無敵の浦島!)                               | 15 tháng 9 năm 2019  | 17 tháng 9 năm 2019 (Vietsub)  |
| 903                                            | "Thách đấu Sumo! Mũ Rơm đối đầu Yokozuna mạnh nhất!" "Sumou kessen mugiwara VS saikyō no yokodzuna!" (相撲決戦 麦わらVS最強の横綱!)                                   | 22 tháng 9 năm 2019  | 24 tháng 9 năm 2019 (Vietsub)  |
| 904                                            | "Luffy thịnh nộ! Giải cứu Otama đang lâm nguy!" "Rufi Gekido - Pinchi no Otama o Sukue!" (ルフィ激怒 ピンチのお玉を救え!)                                             | 29 tháng 9 năm 2019  | 30 tháng 9 năm 2019 (Vietsub)  |
| 905                                            | "Giành lại Otama! Kịch chiến chống lại Holdem! " "Otama Sōdatsu Gekitō! Hōmudemu-sen" (お玉争奪 激闘！ホームデム戦)                                                   | 6 tháng 10 năm 2019  | 7 tháng 10 năm 2019 (Vietsub)  |
| 906                                            | "Một chọi một! Ma Thuật Sư và Bác Sĩ Tử Thần!" "Ikkiuchi - Majutsushi to Shi no Gekai!" (一騎打ち 魔術師と死の外科医!)                                                | 13 tháng 10 năm 2019 | 15 tháng 10 năm 2019 (Vietsub) |
| Romance Dawn                                   | |                      |                                |
| 907                                            | "Kỉ niệm 20 năm! Romance Dawn - Bình minh của cuộc phiêu lưu!" "20-Shūnen! - Tokubetsu-hen Romansu Dōn" (２０周年！ 特別編ロマンスドーン)                             | 20 tháng 10 năm 2019 | 21 tháng 10 năm 2019 (Vietsub) |
| Arc Wano Quốc (Hồi 1)                          | |                      |                                |
| 908                                            | "Thuyền bảo vật giá lâm! Sự trả ơn của Luffytaro!" "Takarabune Tōrai - Rufitarō no Ongaeshi!" (宝船到来 ルフィ太郎の恩返し！)                                         | 27 tháng 10 năm 2019 | 28 tháng 10 năm 2019 (Vietsub) |
| 909                                            | "Bí ẩn những ngôi mộ được khắc tên! Cuộc hội ngộ tại tàn tích thành Oden!" "Nazo no Bohyō - Oden Jōseki de no Saikai" (謎の墓標 おでん城跡での再会！)                 | 10 tháng 11 năm 2019 | 11 tháng 11 năm 2019 (Vietsub) |
| 910                                            | "Samurai huyền thoại! Người đàn ông được Roger cảm phục!" "Densetsu no Samurai - Rojā ga Horeta Otoko!"" ( 伝説の侍 ロジャーが惚れた男！)                             | 17 tháng 11 năm 2019 | 18 tháng 11 năm 2019 (Vietsub) |
| 911                                            | "Lật đổ Tứ Hoàng! Chiến dịch đột kích bí mật khởi động!" "Datō Yonkō - Gokuhi Uchiiri Sakusen Hatsudō" (打倒四皇 極秘討ち入り作戦発動)                                | 24 tháng 11 năm 2019 | 25 tháng 11 năm 2019 (Vietsub) |
| 912                                            | "Người đàn ông mạnh nhất! Thủ lĩnh băng đạo tặc - Shutenmaru!" "Saikyō no Otoko - Tōzoku-dan Tōryō: Shutenmaru!" (最強の男 盗賊団棟梁・酒天丸！)                      | 1 tháng 12 năm 2019  | 2 tháng 12 năm 2019 (Vietsub)  |
| 913                                            | "Toàn bộ thành viên diệt vong! Kaido giáng hơi thở thịnh nộ! " "Zen'in Shōmetsu - Kaidō Ikari no Boro Buresu!" (全員消滅 カイドウ怒りのボロブレス！)                  | 8 tháng 12 năm 2019  | 9 tháng 12 năm 2019 (Vietsub)  |
| 914                                            | "Cuối cùng cũng đụng độ! Luffy phẫn nộ đại chiến Kaido!" "Tsuini Gekitotsu - Mōkō Rufi tai Kaidō" (遂に激突 猛攻ルフィVSカイドウ)                                     | 15 tháng 12 năm 2019 | 16 tháng 12 năm 2019 (Vietsub) |
| 915                                            | "Sức công phá hủy diệt! Tuyệt kỹ nhất kích tất sát Lôi Minh Bát Quái!" "Hakai-teki! Ichigeki Hissatsu no Raimei Hakke!" (破壊的！一撃必殺の雷鳴八卦!)                 | 22 tháng 12 năm 2019 | 23 tháng 12 năm 2019 (Vietsub) |
| 916                                            | "Địa ngục sống! Luffy tủi nhục trong khu quặng mỏ rộng lớn!" "Iki-jigoku! Rufi Kutsujoku no Dai Tankutsu-jō" (生き地獄！ルフィ屈辱の大探掘場)                         | 5 tháng 1 năm 2020   | 6 tháng 1 năm 2020 (Vietsub)   |
| 917                                            | "Thánh địa rúng động! Tứ Hoàng Râu Đen bật cười ngạo nghễ!" "Seichi Gekidō - Futeki ni Warau Yonkō Kurohige" (聖地激動 不敵に笑う四皇黒ひげ)                          | 12 tháng 1 năm 2020  | 14 tháng 1 năm 2020 (Vietsub)  |
| Arc Wano Quốc (Hồi 2)                          | |                      |                                |
| 918                                            | "Khởi động! Đại kế hoạch lật đổ Kaido!" "Ugokidasu - Datō Kaidō Daikeikaku!" (動き出す 打倒カイドウ大計画！)                                                          | 19 tháng 1 năm 2020  | 16 tháng 12 năm 2022           |
| 919                                            | "Đại náo loạn! Tù nhân Luffy và Kid!" "Dai Abare！ Shūjin Rufi to Kiddo！" (大暴れ！ 囚人ルフィとキッド！)                                                            | 26 tháng 1 năm 2020  | 17 tháng 12 năm 2022           |
| 920                                            | "Tiếng vang lớn! Thập bát ban Soba của Sanji!" "Dai Hyōban! Sanji no Ohako Soba！" (大評判！ サンジの十八番そば！)                                                    | 2 tháng 2 năm 2020   | 19 tháng 12 năm 2022           |
| 921                                            | "Hoa lệ rực rỡ! Đệ nhất mỹ nữ Wano Quốc - Komurasaki!" "Gōka Kenran - Wano Kuni Ichi no Bijo: Komurasaki" (豪華絢爛 ワノ国一の美女・小紫)                             | 9 tháng 2 năm 2020   | 21 tháng 12 năm 2022           |
| 922                                            | "Hào hiệp truyện! Zoro và Tonoyasu cùng phiêu lưu!" "Ninkyō Den! Zoro to Tonoyasu Futari-tabi!" (任侠伝! ゾロとトの康二人旅!)                                         | 16 tháng 2 năm 2020  | 23 tháng 12 năm 2022           |
| 923                                            | "Tình trạng khẩn cấp! Big Mom tiến lại gần!" "Kinkyū Jitai - Biggu Mamu Dai Sekkin！" (緊急事態 ビッグ・マム大接近！)                                                 | 23 tháng 2 năm 2020  | 24 tháng 12 năm 2022           |
| 924                                            | "Kinh đô dậy sóng! Thích khách mới nhắm vào Sanji!" "Miyako Sōzen! Sanji Nerau Aratana Shikaku" (都騒然! サンジ狙う新たな刺客)                                        | 15 tháng 3 năm 2020  | 26 tháng 12 năm 2022           |
| 925                                            | "Năng lượng tràn trề! Siêu anh hùng Osoba mặt nạ!" "Dai Katsuyaku! Masayoshi no O-Soba Masuku!" (大活躍！正義のおそばマスク！)                                        | 22 tháng 3 năm 2020  | 28 tháng 12 năm 2022           |
| 926                                            | "Tình huống éo le! Sát khí của Ngự Đình Phiên Chúng Orochi!" "Zettai Zetsumei - Kyōi no Orochi Oniwabanshū" (絶体絶命 脅威のオロチお庭番衆)                           | 29 tháng 3 năm 2020  | 30 tháng 12 năm 2022           |
| 927                                            | "Cảnh đổ máu! Đại xà cuồng nộ - Tướng quân Orochi!" "Shura-jō！ Osoreru Daija Shōgun Orochi" (修羅場！ 恐れる大蛇将軍オロチ)                                          | 5 tháng 4 năm 2020   | 31 tháng 12 năm 2022           |
| 928                                            | "Hoa lìa cành! Kết cục của đệ nhất mỹ nữ Wano!" "Hana Chiru! Wano Kuni Ichi no Bijo no Saigo" (花散る! ワノ国一の美女の最期)                                          | 12 tháng 4 năm 2020  | 2 tháng 1 năm 2023             |
| 929                                            | "Tình bạn giữa những tù nhân! Luffy và lão Hyo!" "Shūjin no Kizuna - Rufi to Hyōjii!" (囚人の絆ルフィとヒョウしい!)                                                   | 19 tháng 4 năm 2020  | 4 tháng 1 năm 2023             |
| 930                                            | "Siêu sao! Queen Bệnh Dịch giá đáo!" "Ōkanban! Ekisai no Kuīn arawaru!" (大看板!疫災のクイーン現る)                                                                   | 28 tháng 6 năm 2020  | 6 tháng 1 năm 2023             |
| 931                                            | "Trèo lên! Cuộc tẩu thoát vô vọng của Luffy!" "Yojinobore - Rufi Kesshi no Tōsō-geki!" (よじ登れルフィ決死の逃走劇!)                                                  | 5 tháng 7 năm 2020   | 7 tháng 1 năm 2023             |
| 932                                            | "Sống hoặc chết! Sumo địa ngục của Queen!" "Sei ka Shi ka - Kuīn no Ōzumō Inferuno" (生か死かクイーンの大相撲地獄)                                                    | 12 tháng 7 năm 2020  | 9 tháng 1 năm 2023             |
| 933                                            | "Gyukimaru! Trận đấu tay đôi của Zoro trên cầu Oihagi!" "Gyūkimaru! Zoro Oihagi-bashi no Kettō" (牛鬼丸！ソ口おいはぎ橋の決闘)                                        | 19 tháng 7 năm 2020  | 11 tháng 1 năm 2023            |
| 934                                            | "Đòn tấn công mãnh liệt! Tam Kiếm Phái phá vỡ ranh giới tử thần!" "Dai-gyakuten! Shisen o Koeta Santōryū" (大逆転！ 死線を越えた三刀流！)                             | 26 tháng 7 năm 2020  | 13 tháng 1 năm 2023            |
| 935                                            | "Zoro kinh ngạc! Danh tính thật sự của mỹ nhân bí ẩn!" "Zoro Kyōgaku - Shōgeki! Nazo no Bijo no Shōtai" (ゾロ驚愕 衝撃！謎の美女の正体)                               | 2 tháng 8 năm 2020   | 14 tháng 1 năm 2023            |
| 936                                            | "Hãy lĩnh hội! Haki của Wano quốc - Lưu Anh!" "Etoku Seyo - Wano Kuni no Haki, Ryūō!" (会得せよ ワノ国の覇気・流桜)                                                   | 9 tháng 8 năm 2020   | 16 tháng 1 năm 2023            |
| 937                                            | "Tonoyasu! Người được mến mộ ở làng Ebisu!" "Tonoyasu! Ebisu-chō ichi no Ninkimono!" (の康！えびす町一の人気者！)                                                     | 16 tháng 8 năm 2020  | 18 tháng 1 năm 2023            |
| 938                                            | "Chấn động lan tỏa! Chân tướng của hiệp đạo Tiểu Tăng Giờ Sửu!" "Shōgeki Hashiru - Gizoku Ushimitsu Kozō no Shōtai" (衝撃走る 義賊丑三つ小僧の正体)                   | 23 tháng 8 năm 2020  | 20 tháng 1 năm 2023            |
| 939                                            | "Băng Mũ Rơm hối hả! Giải cứu Tonoyasu bị bắt giữ!" "Ichimi Hashiru! Sukue Toraware no Tonoyasu" (一味疾る!救え囚われのトの康)                                        | 30 tháng 8 năm 2020  | 21 tháng 1 năm 2023            |
| 940                                            | "Zoro nổi cơn thịnh nộ! Sự thật về trái Smile!" "Zoro no Ikari - Sumairu no Shinjitsu!" (ゾロの怒り SMILEの真実)                                                      | 6 tháng 9 năm 2020   | 23 tháng 1 năm 2023            |
| 941                                            | "Nước mắt Otoko! Orochi nổ phát súng vô tình!" "Toko no Namida! Orochi Hijō no Jūdan!" (トコの涙！オロチ非情の銃弾！)                                                 | 13 tháng 9 năm 2020  | 25 tháng 1 năm 2023            |
| 942                                            | "Băng Mũ Rơm nhập cuộc! Náo loạn! Quyết chiến tại bãi hành quyết!" "Ichimi Ran'nyū! Sōzen! Shokei-jō no Gekitō" (一味乱入！騒然！ 処刑場の激闘)                       | 20 tháng 9 năm 2020  | 27 tháng 1 năm 2023            |
| 943                                            | "Quyết tâm của Luffy! Vượt qua chiến thắng Sumo địa ngục!" "Rufi no Ketsui - Yabure Ōzumō Inferuno!" (ルフィの決意 破れ大相撲地獄インフェルノ!)                       | 27 tháng 9 năm 2020  | 28 tháng 1 năm 2023            |
| 944                                            | "Cuồng phong ập đến! Big Mom đại náo loạn!" "Arashi Tōrai! Ō-abare Biggu Mamu!" (嵐到来！ 大暴れビッグ・マム！)                                                       | 4 tháng 10 năm 2020  | 30 tháng 1 năm 2023            |
| 945                                            | "Mối thù chè đậu đỏ! Luffy trong cục diện chí tử!" "Oshiruko no Urami - Rufi Zettai Zetsumei" (おしるこの恨み ルフィ絶体絶命)                                         | 11 tháng 10 năm 2020 | 1 tháng 2 năm 2023             |
| 946                                            | "Ngăn chặn Tứ Hoàng! Kế hoạch bí mật của Queen!" "Yonkō o Tomero! Kuīn no Hisaku" (四皇を止めろ! クイーンの秘策)                                                      | 18 tháng 10 năm 2020 | 3 tháng 2 năm 2023             |
| 947                                            | "Vũ khí hung ác! Đạn đại dịch nhắm vào Luffy!" "Saikyō Heiki! Rufi o Nerau Ekisaito Dan" (最凶兵器！ルフィを狙う疫災弾)                                               | 25 tháng 10 năm 2020 | 4 tháng 2 năm 2023             |
| 948                                            | "Bắt đầu nổi dậy! Luffy và võ sĩ Cửu Nhân Nam!" "Saikyō Heiki! Rufi o Nerau Ekisaito Dan" (最凶兵器！ルフィを狙う疫災弾)                                              | 1 tháng 11 năm 2020  | 6 tháng 2 năm 2023             |
| 949                                            | "Đến vì chiến thắng! Luffy gào thét quyết tử!" "Kachi ni Kita! Rufi Kesshi no Sakebi" (勝ちに来た！ルフィ決死の叫び)                                                  | 8 tháng 11 năm 2020  | 8 tháng 2 năm 2023             |
| 950                                            | "Ước mơ của các nghĩa sĩ! Luffy chinh phục Udon!" "Tsuwamono-domo ga Yume! Rufi Udon Seiatsu!" (兵どもが夢！ルフィ兎丼制圧！)                                         | 15 tháng 11 năm 2020 | 10 tháng 2 năm 2023            |
| 951                                            | "Truy binh của Orochi! Zoro đối đầu quân đoàn Ninja!" "Orochi no Otte! Ninja Gundan tai Zoro" (オロチの追手！忍者軍団VSゾロ)                                          | 22 tháng 11 năm 2020 | 11 tháng 2 năm 2023            |
| 952                                            | "Căng thẳng tại Onigashima! Đụng độ!? 2 Tứ Hoàng gặp nhau!" "Onigashima Kinpaku! Sōgū!? Futari no Yonkō" (鬼ヶ島緊迫！遭遇！？二人の四皇)                             | 29 tháng 11 năm 2020 | 13 tháng 2 năm 2023            |
| 953                                            | "Lời thú nhận của Hyori! Cuộc hội ngộ tại cầu Ohagi!" "Hiyori no Kokuhaku! Oihagi-bashi no Saikai" (日和の告白！おいはぎ橋の再会)                                     | 6 tháng 12 năm 2020  | 15 tháng 2 năm 2023            |
| 954                                            | "Tên nó là Diêm Ma! Bảo kiếm của Oden!" "Sono Na wa Enma! Oden no Meitō!" (その名は閻魔！おでんの名刀！)                                                              | 13 tháng 12 năm 2020 | 17 tháng 2 năm 2023            |
| 955                                            | "Liên minh mới!? Đội quân của Kaido tập hợp!" "Arata na Dōmei!? Kaidō-gun Dai Shūketsu" (新たな同盟！？カイドウ軍大集結)                                              | 20 tháng 12 năm 2020 | 18 tháng 2 năm 2023            |
| 956                                            | "Ngày quyết chiến cận kề! Băng Mũ Rơm sẵn sàng tham chiến!" "Semaru Kessen! Mugiwara Ichimi Sentō Taisei" (迫る決戦！麦わら一味戦闘態勢)                              | 27 tháng 12 năm 2020 | 20 tháng 2 năm 2023            |
| 957                                            | "Tin chấn động! Sự kiện công kích Thất Vũ Hải!" "Dai Nyūsu! Shichibukai o Osou Jiken" (大ニュース！七武海を襲う事件)                                                  | 10 tháng 1 năm 2021  | 22 tháng 2 năm 2023            |
| 958                                            | "Trận chiến huyền thoại! Garp và Roger!" "Densetsu no Tatakai! Gāpu to Rojā" (伝説の戦い！ガープとロジャー)                                                           | 17 tháng 1 năm 2021  | 24 tháng 2 năm 2023            |
| Arc Wano Quốc (Hồi 3)                          | |                      |                                |
| 959                                            | "Hẹn gặp nơi bến cảng! Wano Quốc hồi 3 - Khai màn!" "Yakusoku no Minato! Wano Kuni-hen Daisanmaku Kaimaku" (約束の港！ワノ国編第三幕開幕)                             | 24 tháng 1 năm 2021  | 25 tháng 2 năm 2023            |
| 960                                            | "Đệ nhất võ sĩ Wano Quốc! Kozuki Oden xuất hiện!" "Wano Kuni Ichi no Samurai! Kōzuki Oden Tōjō" (ワノ国一の侍！光月おでん登場)                                        | 31 tháng 1 năm 2021  | 27 tháng 2 năm 2023            |
| 961                                            | "Lòng trung thành đẫm nước mắt! Oden và Kinemon!" "Namida no Deshiiri - Oden to Kin'emon" (涙の弟子入り おでんと錦えもん)                                             | 7 tháng 2 năm 2021   | 1 tháng 3 năm 2023             |
| 962                                            | "Vận mệnh chuyển dời! Trôi dạt! Băng hải tặc Râu Trắng!" "Ugoku Unmei Hyōchaku! Shirohige Kaizokudan!" (動く運命漂着！白ひげ海賊団！)                                 | 14 tháng 2 năm 2021  | 3 tháng 3 năm 2023             |
| 963                                            | "Quyết tâm của Oden! Thử thách của Râu Trắng!" "Oden no Ketsui! Shirohige no Shiren!" (おでんの決意！白ひげの試練！)                                                  | 21 tháng 2 năm 2021  | 4 tháng 3 năm 2023             |
| 964                                            | "Người anh em của Râu Trắng! Cuộc phiêu lưu vĩ đại của Oden!" "Shirohige no Otōto! Oden no Dai Bōken!" (白ひげの弟！おでんの大冒険！)                                 | 28 tháng 2 năm 2021  | 6 tháng 3 năm 2023             |
| 965                                            | "Giao chiến! Roger và Râu Trắng!" "Majieru Yaiba! Rojā to Shirohige!" (交える刃！ロジャーと白ひげ！)                                                                  | 7 tháng 3 năm 2021   | 8 tháng 3 năm 2023             |
| 966                                            | "Nguyện vọng của Roger! Một cuộc phiêu lưu mới!" "Rojā no Negai! Arata na Tabidachi" (ロジャーの願い！新たな旅立ち)                                                   | 21 tháng 3 năm 2021  | 10 tháng 3 năm 2023            |
| 967                                            | "Đánh cược cả cuộc đời! Hành trình của Roger!" "Shōgai o Kakete! Rojā no Bōken" (生涯をかけて！ロジャーの冒険)                                                        | 28 tháng 3 năm 2021  | 11 tháng 3 năm 2023            |
| 968                                            | "Vua Hải Tặc ra đời! Cán đích! Hòn đảo tận cùng!" ""Kaizoku Ō Tanjō - Tōtatsu! "Saigo no Shima""" (海賊王誕生 到達！"最後の島")                                       | 4 tháng 4 năm 2021   | 13 tháng 3 năm 2023            |
| 969                                            | "Trở về Wano Quốc! Băng hải tặc Roger giải tán!" "Wano Kuni e! Rojā Kaizokudan Kaisan" (ワノ国へ！ロジャー海賊団解散)                                                 | 11 tháng 4 năm 2021  | 15 tháng 3 năm 2023            |
| 970                                            | "Hung tin lan rộng! Vén màn Kỷ nguyên Đại Hải Tặc!" "Kanashiki Shirase - Dai Kaizoku Jidai Makuake" (悲しき知らせ 大海賊時代幕開け)                                   | 18 tháng 4 năm 2021  | 17 tháng 3 năm 2023            |
| 971                                            | "Đột kích! Oden và Xích Sao Cửu Nhân Nam!" "Uchiiri! Oden to Akazaya Kunin Otoko" (討ち入り！おでんと赤鞘九人男)                                                      | 25 tháng 4 năm 2021  | 18 tháng 3 năm 2023            |
| 972                                            | "Kết thúc cuộc chiến! Oden đối đầu Kaido!" "Ketchaku no Toki! Oden tai Kaidō!" (決着の時！おでんVSカイドウ！)                                                         | 2 tháng 5 năm 2021   | 20 tháng 3 năm 2023            |
| 973                                            | "Nung đến chết! Canh giờ quyết tử của Oden!" "Kamayude no Kei - Oden Kesshi no Ichijikan" (釜茹での刑 おでん決死の一時間)                                             | 9 tháng 5 năm 2021   | 22 tháng 3 năm 2023            |
| 974                                            | "Oden không đun trên lửa thì còn gì là Oden nữa!" ""Niete Nanbo no Oden ni Sōrō"" ("煮えてなんぼのおでんに候")                                                        | 16 tháng 5 năm 2021  | 24 tháng 3 năm 2023            |
| 975                                            | "Tòa thành bốc cháy! Vận mệnh của gia tộc Kozuki!" "Moeru Shiro! Kōzuki no Ichizoku no Unmei!" (燃える城！光月の一族の運命！)                                         | 23 tháng 5 năm 2021  | 25 tháng 3 năm 2023            |
| 976                                            | "Quay trở về hiện tại! 20 năm sau!" "Futatabi Genzai! Nijū-nen no Toki o Koete" (再び現在！二十年の時をこえて)                                                        | 30 tháng 5 năm 2021  | 27 tháng 3 năm 2023            |
| 977                                            | "Biển cả thuộc về hải tặc! Đột kích! Hướng đến Onigashima!" "Umi wa Kaizoku! Uchiiri! Iza Onigashima" (海は海賊！討入り！いざ鬼ヶ島)                                  | 6 tháng 6 năm 2021   | 29 tháng 3 năm 2023            |
| 978                                            | "Thế Hệ Tồi Tệ Nhất nhập cuộc! Đại chiến trên vùng biển sóng gió!" "Saiaku no Sedai Shingeki! Arashi no Umi no Tatakai" (最悪の世代進撃！嵐の海の戦い)                | 13 tháng 6 năm 2021  | 31 tháng 3 năm 2023            |
| 979                                            | "May mắn!? Mưu kế của thủ lĩnh Kinemon!" "Kyōun!? Rīdā Kin'emon no Ikkei" (強運！？リーダー錦えもんの一計)                                                            | 20 tháng 6 năm 2021  | 1 tháng 4 năm 2023             |
| 980                                            | "Lời hứa trong nước mắt! Momonosuke bị bắt!" "Namida no Yakusoku! Sarawareta Momonosuke" (涙の約束！さらわれたモモの助)                                               | 27 tháng 6 năm 2021  | 3 tháng 4 năm 2023             |
| 981                                            | "Thành viên mới! Hiệp Sĩ Biển Xanh Jinbe!" "Arata na Nakama! Kaikyō no Jinbē!" (新たな仲間！海侠のジンべエ！)                                                         | 4 tháng 7 năm 2021   | 5 tháng 4 năm 2023             |
| 982                                            | "Át chủ bài của Kaido! Phi Lục Bào lộ diện!" "Kaidō no Kirifuda - Tobi Roppō Tōjō" (カイドウの切り札 飛び六胞登場)                                                    | 11 tháng 7 năm 2021  | 7 tháng 4 năm 2023             |
| 983                                            | "Sự nghiêm túc của các võ sĩ! Băng Mũ Rơm cập bến Onigashima!" "Samurai-tachi no Honki! Ichimi Onigashima Jōriku" (侍たちの本気！一味鬼ヶ島上陸)                      | 18 tháng 7 năm 2021  | 8 tháng 4 năm 2023             |
| 984                                            | "Luffy chạy loạn!? Thâm nhập yến tiệc của Kaido!" "Rufi Bōsō!? Sennyū Kaidō no Utage" (ルフィ暴走！？潜入カイドウの宴)                                                | 25 tháng 7 năm 2021  | 10 tháng 4 năm 2023            |
| 985                                            | "Nghĩ về Otama! Luffy tấn công trong phẫn nộ!" "O-Tama e no Omoi - Rufi Ikari no Ichigeki" (お玉への思い ルフィ怒りの一撃)                                            | 1 tháng 8 năm 2021   | 12 tháng 4 năm 2023            |
| 986                                            | "Âm nhạc chiến đấu! Dị năng đả thương Luffy!" "Tatakau Myūjikku! Rufi o Osou Nōryoku!" (戦う音楽！ルフィを襲う能力！)                                                 | 8 tháng 8 năm 2021   | 14 tháng 4 năm 2023            |
| 987                                            | "Vỡ mộng!? Cái bẫy quyến rũ Sanji!" "Yume Yabureru !? Sanji o Izanau Wana!" (夢やぶれる！？ サンジを誘う罠！)                                                         | 15 tháng 8 năm 2021  | 15 tháng 4 năm 2023            |
| 988                                            | "Viện quân tiếp ứng! Đội trưởng băng hải tặc Râu Trắng!" "Engun Tōchaku! Shirohige Kaizokudan Taichō!" (援軍到着！ 白ひげ海賊団隊長！)                                | 22 tháng 8 năm 2021  | 17 tháng 4 năm 2023            |
| 989                                            | "Lời thề của nam tử hán! Brachio Tank xung kích!" "Otoko no Chikai! Gekitō Burakio Tanku" (漢の誓い！ 激闘ブラキオタンク)                                             | 29 tháng 8 năm 2021  | 19 tháng 4 năm 2023            |
| 990                                            | "Lôi Minh Bát Quái! Đụng độ con trai của Kaido!" "Raimei Hakke! Tōjō Kaidō no Musuko" (雷鳴八卦！登場カイドウの息子)                                                  | 5 tháng 9 năm 2021   | 21 tháng 4 năm 2023            |
| 991                                            | "Là bạn? Hay thù? Luffy và Yamato!" "Teki ka? Mikata ka? Rufi to Yamato" (敵か？ 味方か？ ルフィとヤマト)                                                             | 12 tháng 9 năm 2021  | 22 tháng 4 năm 2023            |
| 992                                            | "Mong muốn trở thành Oden! Tâm tư của Yamato!" "Oden ni Naritai - Yamato no Omoi" (おでんになりたい ヤマトの思い)                                                     | 19 tháng 9 năm 2021  | 24 tháng 4 năm 2023            |
| 993                                            | "Bùng nổ!? Còng tay cướp đi tự do của Yamato!" "Bakuhatsu !? Yamato no Jiyū o Shibaru Jō!" (爆発！？ ヤマトの自由を縛る錠！)                                          | 26 tháng 9 năm 2021  | 26 tháng 4 năm 2023            |
| 994                                            | "Xích Sao một chọi một! Kikunojo đối đầu Kanjuro!" "Akazaya Ikkiuchi - Kikunojō tai Kanjūrō" (赤鞘一騎打ち 菊之丞VSカン十郎)                                          | 3 tháng 10 năm 2021  | 28 tháng 4 năm 2023            |
| 995                                            | "Thảo phạt! Kế thừa ý chí của Oden!" "Uchiiri! Uketsugu Oden no Ishi" (討入り！ 受け継ぐおでんの意思)                                                                 | 10 tháng 10 năm 2021 | 29 tháng 4 năm 2023            |
| 996                                            | "Onigashima rung chuyển! Trận chiến tổng lực của Luffy bắt đầu!" "Onigashima Gekidō - Rufi Zenmen Sensō Kaishi" (鬼ヶ島激動 ルフィ全面戦争開始)                       | 24 tháng 10 năm 2021 | 1 tháng 5 năm 2023             |
| 997                                            | "Trận chiến dưới ánh trăng! Những chiến binh cuồng nộ "Sulong"!" "Gekka no Tatakai Kyōsenshi - "Tsuki no Shishi"" (月下の戦い狂戦士 "月の獅子")                       | 31 tháng 10 năm 2021 | 3 tháng 5 năm 2023             |
| 998                                            | "Zeus tạo phản!? Nami lâm nguy!" "Zeusu no Hangyaku !? Nami Zettai Zetsumei!" (ゼウスの反逆！？ ナミ絶体絶命！)                                                       | 7 tháng 11 năm 2021  | 5 tháng 5 năm 2023             |
| 999                                            | "Ta sẽ bảo vệ cậu! Yamato gặp Momonosuke!" "Kimi o Mamoru - Kaikō Yamato to Momonosuke" (君を守る 邂逅ヤマトとモモの助)                                               | 14 tháng 11 năm 2021 | 6 tháng 5 năm 2023             |
| 1000                                           | "Lực lượng áp đảo! Băng hải tặc Mũ Rơm tụ họp!" "Attōteki Senryoku! Mugiwara no Ichimi Shūketsu" (圧倒的戦力！麦わらの一味集結)                                       | 21 tháng 11 năm 2021 | 8 tháng 5 năm 2023             |
| 1001                                           | "Lời mời nguy hiểm! Mưu đồ loại bỏ Queen!" "Kiken na Sasoi! Kuīn Massatsu Keikaku" (危険な誘い！クイーン抹殺計画)                                                     | 28 tháng 11 năm 2021 | 10 tháng 5 năm 2023            |
| 1002                                           | "Mối duyên nợ mới! Nami và Ulti!" "Arata na Innen! Nami to Uruti!" (新たな因縁！ナミとうるティ！)                                                                     | 5 tháng 12 năm 2021  | 12 tháng 5 năm 2023            |
| 1003                                           | "Lưỡi kiếm bi tráng! Xích Sao và Kaido tái chiến!" "Hisō no Yaiba! Akazaya tai Kaidō Futatabi" (悲壮の刃！赤鞘VSカイドウ再び)                                         | 12 tháng 12 năm 2021 | 13 tháng 5 năm 2023            |
| 1004                                           | "Tuyệt kỹ được kế thừa! Bộc phá, bí kiếm của Oden!" "Uketsugishi Waza - Sakuretsu Oden no Hiken" (受け継ぎし技 炸裂おでんの秘剣)                                      | 19 tháng 12 năm 2021 | 15 tháng 5 năm 2023            |
| 1005                                           | "Sự đáng sợ của Băng Quỷ! Đạn dịch bệnh phiên bản mới!" "Kōri Oni no Iryoku! Arata na Ekisaito Dan" (「氷鬼」の威力！新たな疫災弾)                                    | 9 tháng 1 năm 2022   | 17 tháng 5 năm 2023            |
| 1006                                           | "Không thể tha thứ! Quyết tâm của Chopper!" "Yurusanē! Choppā no Ketsui!" (許さねェ！チョッパーの決意！)                                                              | 16 tháng 1 năm 2022  | 19 tháng 5 năm 2023            |
| 1007                                           | "Cuộc truy đuổi của Zoro! Trò chơi đuổi bắt Băng Quỷ!" "Zoro no Tsuigeki! Kōri Oni in Onigokko" (ゾロの追撃！氷鬼in鬼ゴッコ)                                          | 23 tháng 1 năm 2022  | 20 tháng 5 năm 2023            |
| 1008                                           | "Nami đầu hàng!? Cú húc đầu đầy uy lực của Ulti!" "Nami Kōfuku!? Uruti no Mō-zutsuki" (ナミ降伏！？うるティの猛頭突き)                                                | 30 tháng 1 năm 2022  | 22 tháng 5 năm 2023            |
| 1009                                           | "Sasaki tấn công! Yamato đối đầu đạo quân thiết giáp!" "Sasaki no Mōkō - Sōkōbutai tai Yamato" (ササキの猛攻 装甲部隊VSヤマト)                                        | 6 tháng 2 năm 2022   | 24 tháng 5 năm 2023            |
| 1010                                           | "Loại bỏ Băng Quỷ! Kế sách dùng lửa của Chopper!" "Kōri Oni o Yabure - Choppā no Hisaku!" (氷鬼を破れ チョッパーの火策！)                                             | 13 tháng 2 năm 2022  | 26 tháng 5 năm 2023            |
| 1011                                           | "Không ổn rồi!! Quỷ Nhện mê hoặc Sanji!" "Yokanē yo!! Sanji o Sasou Kumo" (よかねエよ！！サンジを誘う蜘蛛)                                                            | 20 tháng 2 năm 2022  | 27 tháng 5 năm 2023            |
| 1012                                           | "Xoay chuyển tình thế! Ngọn lửa của Phượng Hoàng Marco!" "Gyakuten no Itte! Fushichō Maruko no Honō" (逆転の一手！不死鳥マルコの炎)                                   | 27 tháng 2 năm 2022  | 29 tháng 5 năm 2023            |
| 1013                                           | "Quá khứ của Yamato! Người đến tìm Tứ Hoàng!" "Yamato no Kako - Yonkō no Kubi o Nerau Otoko" (ヤマトの過去 四皇の首を狙う男)                                          | 6 tháng 3 năm 2022   | 31 tháng 5 năm 2023            |
| 1014                                           | "Nước mắt của Marco! Mối liên kết của Băng hải tặc Râu Trắng!" "Maruko no Namida! Shirohige Kaizokudan no Kizuna" (マルコの涙！白ひげ海賊団の絆)                      | 17 tháng 4 năm 2022  | 2 tháng 6 năm 2023             |
| 1015                                           | "Luffy Mũ Rơm! Người sẽ trở thành Vua Hải Tặc!" "Mugiwara no Rufi - Kaizoku Ō ni Naru Otoko" (麦わらのルフィ 海賊王になる男)                                          | 24 tháng 4 năm 2022  | 3 tháng 6 năm 2023             |
| 1016                                           | "Quái vật quyết chiến! 3 thuyền trưởng không ai chịu nhún nhường!" "Kaibutsu Kessen! Ijihariau San Senchō" (怪物決戦！意地張りあう三船長)                             | 8 tháng 5 năm 2022   | 5 tháng 6 năm 2023             |
| 1017                                           | "Tuyệt kỹ liên hoàn! Thế Hệ Tồi Tệ Nhất oanh tạc!" "Ōwaza Renpatsu! Saiaku no Sedai no Mōkō!" (大技連発！最悪の世代の猛攻！)                                          | 15 tháng 5 năm 2022  | 7 tháng 6 năm 2023             |
| 1018                                           | "Kaido bật cười! Tứ Hoàng VS Thế Hệ Mới!" "Warau Kaidō! Yonkō tai Shin Sedai!" (笑うカイドウ！四皇VS新世代！)                                                         | 22 tháng 5 năm 2022  |                                |
| 1019                                           | "Kế hoạch bí mật của Otama! Chiến Dịch Kibi Dango!" "Otama no Hisaku! Kibi Dango Dai Sakusen" (お玉の秘策！きびだんご大作戦)                                          | 29 tháng 5 năm 2022  |                                |
| 1020                                           | "Sanji gào thét! Lời cầu cứu vang vọng khắp hòn đảo!" "Sanji Zekkyō! Shimajū ni Hibiku Esu Ō Esu" (サンジ絶叫！島中に響くSOS)                                         | 5 tháng 6 năm 2022   |                                |
| 1021                                           | "Cú tát trời giáng! Vấn đề phụ nữ của Sanji!" "Supanku Sakutersu! Sanji no Jonan!" (スパンク炸裂！サンジの女難！)                                                     | 12 tháng 6 năm 2022  |                                |
| 1022                                           | "Bất hối! Luffy và Ông Trùm, tình thầy trò!" "Kui Nashi - Rufi to Oyabun Shitei no Kizuna" (悔いなし ルフィと親分師弟の絆)                                            | 19 tháng 6 năm 2022  |                                |
| 1023                                           | "Tất cả đã sẵn sàng! Pháo Sương Mù Chopperphage!" "Junbi Ōkē! Chopafāji Neburaizā" (準備OK！チョパファージ霧砲)                                                       | 3 tháng 7 năm 2022   |                                |
| 1024                                           | "Oden xuất hiện! Cảm xúc bối rối của Cửu Hồng Bao!" "Oden Arawaru! Yureru Akazaya no Kokoro!" (おでん現る！揺れる赤鞘の心！)                                          | 10 tháng 7 năm 2022  |                                |
| 1025                                           | "Thế Hệ Tồi Tệ Nhất bị tiêu diệt?! Đại tuyệt chiêu của Tứ Hoàng!" "Saiaku no Sedai Zenmetsu!? Yonkō no Ōwaza!" (最悪の世代全滅！？四皇の大技！)                       | 17 tháng 7 năm 2022  |                                |
| 1026                                           | "Siêu Tân Tinh phản công! Kế hoạch chia tách 2 Tứ Hoàng!" "Chōshinsei Hangeki! Yonkō Bunkai Sakusen" (超新星反撃！四皇分解作戦)                                       | 24 tháng 7 năm 2022  |                                |
| 1027                                           | "Bảo vệ Luffy! Kiếm pháp của Zoro và Law!" "Rufi o Mamore! Zoro to Rō no Kengi" (ルフィを守れ！ゾロとローの剣技)                                                      | 31 tháng 7 năm 2022  |                                |
| 1028                                           | "Vượt qua Tứ Hoàng! Đòn phản công Thiết Quyền của Luffy!" "Yonkō o Koero - Rufi Hangeki no Tekken" (四皇を超えろ ルフィ反撃の鉄拳)                                    | 7 tháng 8 năm 2022   |                                |
| Arc Uta's Past                                 | |                      |                                |
| 1029                                           | "Ký ức mơ hồ! Luffy và con gái của Tóc Đỏ - Uta!" "Awai Kioku - Rufi to Akagami no Musume Uta" (淡い記憶 ルフィと赤髪の娘ウタ)                                        | 14 tháng 8 năm 2022  |                                |
| 1030                                           | "Lời hứa cho Thời Đại Mới! Luffy và Uta!" "Shin Jidai no Chikai! Rufi to Uta" (新時代の誓い！ルフィとウタ)                                                            | 21 tháng 8 năm 2022  |                                |
| Arc Wano Quốc (Hồi 3)                          | |                      |                                |
| 1031                                           | "Tiếng thét của Nami! Cuộc đua tử thần đầy tuyệt vọng!" "Nami Zekkyō - Zettai Zetsumei Desu Rēsu!" (ナミ絶叫 絶体絶命デスレース！)                                    | 4 tháng 9 năm 2022   |                                |
| 1032                                           | "Bình minh của Wano Quốc! Trận chiến tổng lực kịch tính!" "Wano Kuni no Yoake - Zenmen Taiketsu Gekika!" (ワノ国の夜明け 全面対決激化！)                              | 11 tháng 9 năm 2022  |                                |
| 1033                                           | "Kết cục! Bá Vương Quyền chớp nhoáng của Luffy!" "Ketchaku! Rufi Kasoku Suru Haō no Ken" (決着！ルフィ加速する覇王の拳)                                               | 18 tháng 9 năm 2022  |                                |
| 1034                                           | "Luffy bị đánh bại! Băng Mũ Rơm rơi vào tình thế nguy hiểm!?" "Rufi Haiboku! Mugiwara no Ichimi Kyūchi!?" (ルフィ敗北！麦わらの一味窮地！？)                          | 25 tháng 9 năm 2022  |                                |
| 1035                                           | "Băng Bách Thú giành lợi thế! Kết cục của Gia Tộc Kozuki!" "Hyakujū Jūrin! Kōzuki-ke no Shūen!" (百獣蹂躙！光月家の終焉！)                                            | 2 tháng 10 năm 2022  |                                |
| 1036                                           | "Cuộc chiến chống lại Đêm Tối! Tiếng thét bất mãn của những Chỉ Huy Cấp Cao Wano Quốc!" "Yamiyo ni Aragae - Wano Kuni Sōtaishō Hoeru" (闇夜に抗え ワノ国総大将吠える) | 16 tháng 10 năm 2022 |                                |
| 1037                                           | "Tin tưởng vào Luffy! Đòn đánh phản công của đồng minh bắt đầu!" "Rufi o Shinjiro! Dōmei Hangeki Kaishi!" (ルフィを信じろ！同盟反撃開始！)                            | 23 tháng 10 năm 2022 |                                |
| 1038                                           | "Tuyệt chiêu tử thần của Nami! Giây phút thử thách quyết định của Otama!" "Nami Hissatsu! Otama Kesshi no Ōichiban!" (ナミ必殺！お玉決死の大一番！)                   | 30 tháng 10 năm 2022 |                                |
| 1039                                           | "Đồng minh tăng lên! Phe Mũ Rơm phản công!" "Mikata Gekizō! Mugiwara no Ichimi Gyakushū!" (味方激増！麦わらの一味逆襲！)                                              | 6 tháng 11 năm 2022  |                                |
| 1040                                           | "Uy danh của Người Lái Tàu! Sự phẫn nộ của Jinbe!" "Sōdashu no Hokori - Ikari no Jinbē!" (操舵手の誇り 怒りのジンベエ！)                                              | 13 tháng 11 năm 2022 |                                |
| 1041                                           | "Trận chiến đầy thách thức của những quái vật! Yamato và Franky!" "Kaijū Dai Kessen! Yamato to Furankī" (怪獣大決戦！ヤマトとフランキー)                              | 20 tháng 11 năm 2022 |                                |
| 1042                                           | "Cái bẫy của kẻ săn mồi! Sự cám dỗ của Black Maria!" "Hoshokusha no Wana - Burakku Maria no Yūwaku" (捕食者の罠 ブラックマリアの誘惑)                                 | 27 tháng 11 năm 2022 |                                |
| 1043                                           | "Chém tan cơn ác mộng! Brook chĩa mũi kiếm băng giá!" "Akumu o Kiru - Burukku no Kōri no Battō!" (悪夢を斬る ブルックの氷の抜刀！)                                    | 4 tháng 12 năm 2022  |                                |
| 1044                                           | "Clutch - Bẻ Gãy! Hiện thân của Quỷ - Robin!" "Kuratchi! Akuma no Keshin Robin!" (クラッチ！悪魔の化身ロビン！)                                                       | 11 tháng 12 năm 2022 |                                |
| 1045                                           | "Câu thần chú! Đối mặt hiểm nguy! Kid và Zoro!" "Jubaku! Semaru Kyōi Kiddo to Zoro!" (呪縛！迫る脅威キッドとゾロ！)                                                   | 18 tháng 12 năm 2022 |                                |
| 1046                                           | "Nắm bắt cơ hội! Đôi cánh dang rộng trên chiến trường!" "Ichikabachika no Ōshōbu! Ryōyoku Shutsujin!" (一か八かの大勝負！両翼出陣！)                                  | 8 tháng 1 năm 2023   |                                |
| 1047                                           | "Vươn lên tới Bình Minh! Cảm xúc của Rồng Hồng!" "Yoake e to Nobore! Momoiro no Ryū Takeru" (夜明けへと昇れ！桃色の龍猛る)                                            | 15 tháng 1 năm 2023  |                                |
| 1048                                           | "Vì tương lai! Lời hứa của Yamato và Kiếm Sĩ Huyền Thoại!" "Mirai e! Yamato to Dai Kengō no Chikai" (未来へ！ヤマトと大剣豪の誓い)                                    | 22 tháng 1 năm 2023  |                                |
| 1049                                           | "Luffy bay lên! Trút cơn thịnh nộ vào Vua Của Muôn Thú!" "Rufi Hishō! Hyakujū e no Ribenji" (ルフィ飛翔！百獣へのリベンジ)                                            | 29 tháng 1 năm 2023  |                                |
| 1050                                           | "Song Long đại chiến! Quyết tâm của Momonosuke!" "Sōryū Aiutsu! Momonosuke no Kakugo!" (双龍相搏つ！モモの助の覚悟！)                                                 | 5 tháng 2 năm 2023   |                                |
| 1051                                           | "Những huyền thoại tiếp tục đối đầu! Cú đấm vang trời của Luffy!" "Densetsu no Sairai! Ten ni Todoroku Rufi no Kobushi" (伝説の再来！天に轟くルフィの拳)              | 12 tháng 2 năm 2023  |                                |
| 1052                                           | "Tình thế ngàn cân treo sợi tóc! Cái kết của Onigashima!" "Fūun Kyū o Tsugeru! Onigashima no Matsuro!" (風雲急を告げる！鬼ヶ島の末路！)                               | 19 tháng 2 năm 2023  |                                |
| 1053                                           | "Sự đột biến của Sanji! Đôi cánh của Vua Hải Tặc đang gặp nguy!" "Sanji no Ihen - Ryōyoku Kiiro Shingō!" (サンジの異変 両翼黄色信号！)                                | 26 tháng 2 năm 2023  |                                |
| 1054                                           | "Cái chết cận kề của người đồng đội! Màn cá cược tử thần của Killer!" "Aibō ni Shi o! Kirā Kesshi no Ōbakuchi" (相棒に死を！キラー決死の大博打)                       | 19 tháng 3 năm 2023  |                                |
| 1055                                           | "Hành động bí ẩn trong bóng tối! Onigashima rực cháy!" "Yami no Mono no An'yaku! Onigashima Enjō" (闇の者の暗躍！鬼ヶ島炎上)                                          | 26 tháng 3 năm 2023  |                                |
| 1056                                           | "Phản công! Đòn đánh kết hợp của Law và Kid!" "Gyakushū! Rō to Kiddo no Hangeki Dōmei" (逆襲！ローとキッドの反撃同盟)                                                 | 2 tháng 4 năm 2023   |                                |
| 1057                                           | "Tất cả vì Luffy! Lời thề của Sanji và Zoro!" "Rufi no Tame ni - Sanji to Zoro no Chikai" (ルフィの為に サンジとゾロの誓い)                                           | 9 tháng 4 năm 2023   |                                |
| 1058                                           | "Cuộc tấn công dữ dội của Kazenbo! Kế hoạch tàn độc của Orochi đang tới gần!" "Kazenbō Shūrai - Semaru Orochi no Manote" (火前坊襲来 迫るオロチの魔の手)              | 16 tháng 4 năm 2023  |                                |
| 1059                                           | "Zoro đối mặt nghịch cảnh! Quái vật King Hỏa Hoạn!" "Gyakkyō no Zoro - Kaibutsu! Kasai no Kingu" (逆境のゾロ 怪物！火災のキング)                                      | 23 tháng 4 năm 2023  |                                |
| 1060                                           | "Bí mật của thanh kiếm Diêm Ma! Thanh kiếm bị nguyền rủa tin tưởng vào Zoro!" "Enma no Himitsu! Zoro ni Takusareshi Yōtō" (閻魔の秘密！ゾロに託されし妖刀)            | 30 tháng 4 năm 2023  |                                |
| 1061                                           | "Đòn tấn công của Quỷ! Sanji VS Queen!" "Majin no Ichigeki! Sanji tai Kuīn" (魔神の一撃！サンジVSクイーン)                                                            | 7 tháng 5 năm 2023   |                                |
| 1062                                           | "Tam Kiếm Phái Bá Vương! Zoro VS King!" "En-Ō Santōryū - Zoro tai Kingu" (閻王三刀流 ゾロVSキング)                                                                    | 21 tháng 5 năm 2023  |                                |
| 1063                                           | "Luffy tăng tốc! Bước ngoặt của Thời Đại Mới!" "Rufi Yakudō! Shin Jidai no Bunkiten!" (ルフィ躍動！新時代の分岐点！)                                                  | 28 tháng 5 năm 2023  |                                |
| 1064                                           | "Tửu Long Bát Quái! Luffy đối đầu Rồng Loạn Tính Cách!" "Shuron Hakke! Rufi ni Semaru Muhō no Ryū" (酒龍八卦！ルフィに迫る無法の龍)                                   | 4 tháng 6 năm 2023   |                                |
| 1065                                           | "Liên Minh Hủy Diệt!? Bùng cháy lên! Ý chí của Thế Hệ Mới!" "Dōmei Kaimetsu!? Moero Shinsedai no Ishi!" (同盟壊滅!? 燃えろ新世代の意志！)                             | 11 tháng 6 năm 2023  |                                |
| 1066                                           | "Màn dứt điểm! Đòn đánh tối thượng của Sóng Xung Kích và Từ Trường!" "Ōtori Kuru! Hadō to Jiki no Ōwaza" (大トリ来る！波動と磁気の大技)                               | 25 tháng 6 năm 2023  |                                |
| 1067                                           | "Tiến tới Thời Đại Mới! Kết cục! Quyết tâm của những tên ranh con!" "Shin Jidai e! Ketchaku! Gaki-domo no Kakugo" (新時代へ！決着！ガキ共の覚悟)                      | 2 tháng 7 năm 2023   |                                |
| 1068                                           | "Âm vang của Nguyệt Công Chúa! Hồi kết của Wano Quốc!" "Tsukihime ga Hibiku! Wano Kuni Saishū Kyokumen!" (月姫が響く！ワノ国最終局面！)                               | 9 tháng 7 năm 2023   |                                |
| 1069                                           | "Kẻ thắng chỉ có một! Luffy VS Kaido!" "Shōsha wa Hitori - Rufi tai Kaidō" (勝者はひとり ルフィVSカイドウ)                                                            | 16 tháng 7 năm 2023  |                                |
| 1070                                           | "Luffy bị đánh bại!? Quyết tâm của những người còn lại!" "Rufi Haiboku!? Nokosareta Mono no Kakugo" (ルフィ敗北！？残された者の覚悟)                                  | 30 tháng 7 năm 2023  |                                |
| 1071                                           | "Đỉnh cao của Luffy! Thành tựu! Gear 5!" "Rufi no Saikō Chiten Tōtatsu! "Gia Fifusu"" (ルフィの最高地点 到達 !〝ギア5〟)                                              | 6 tháng 8 năm 2023   |                                |
| 1072                                           | "Năng lực phi lý! Những màn trình diễn của Gear 5!" "Fuzaketa Nōryoku! Yakudō Suru Gia Fifusu" (ふざけた能力! 躍動するギア５)                                         | 13 tháng 8 năm 2023  |                                |
| 1073                                           | "Không lối thoát! Địa ngục ở Onigashima!" "Nigeba Nashi! Jigoku Ezu no Onigashima" (逃げ場なし！地獄絵図の鬼ヶ島)                                                     | 20 tháng 8 năm 2023  |                                |
| 1074                                           | "Tin tưởng vào Momo! Tuyệt chiêu dứt điểm của Luffy đầy uy lực!" "Momo o Shinjiru - Rufi Saigo no Ōwaza!" (モモを信じる ルフィ最後の大技！)                           | 3 tháng 9 năm 2023   |                                |
| 1075                                           | "Những lời cầu nguyện đáng giá 20 năm! Giành lại Wano Quốc!" "Nijū-nen no Inori! Wano Kuni o Torimodose" (二十年の祈り！ワノ国を取り戻せ)                             | 10 tháng 9 năm 2023  |                                |
| 1076                                           | "Thế giới mà Luffy hằng mong muốn!" "Rufi no Mezasu Sekai!" (ルフィの目指す世界！)                                                                                    | 17 tháng 9 năm 2023  |                                |
| 1077                                           | "Hạ màn! Người chiến thắng: Luffy Mũ Rơm!" "Makuhiki! Shōsha - Mugiwara no Rufi!" (幕引き！勝者 麦わらのルフィ！)                                                     | 24 tháng 9 năm 2023  |                                |
| 1078                                           | "Ngài ấy đã trở về! Tướng Quân của Wano Quốc - Kozuki Momonosuke!" "Kikan! Wano Kuni Shōgun - Kōzuki Momonosuke" (帰還！ワノ国将軍 光月モモの助)                      | 1 tháng 10 năm 2023  |                                |
| 1079                                           | "Trời sáng! Luffy và mọi người xả hơi!" "Asa ga Kita! Rufi-tachi no Kyūsoku!" (朝が来た！ルフィ達の休息！)                                                            | 15 tháng 10 năm 2023 |                                |
| 1080                                           | "Mở tiệc ăn mừng! Các Tân Tứ Hoàng của biển cả lộ diện!" "Shukusai no Utage! Atarashiki Umi no Kōtei-tachi!" (祝祭の宴！新しき海の皇帝達！)                           | 22 tháng 10 năm 2023 |                                |
| 1081                                           | "Thế giới sẽ cháy tàn! Đợt tấn công quyết liệt của Đô đốc Hải Quân!" "Sekai ga Moeru! Kaigun Taishō Shūrai!" (世界が燃える！海軍大将襲来！)                           | 29 tháng 10 năm 2023 |                                |
| 1082                                           | "Thời Đại Mới sắp tới! Cơn thịnh nộ của Tóc Đỏ!" "Shin Jidai Tōrai! Akagami no Kōtei no Ikari" (新時代到来！赤髪の皇帝の怒り)                                         | 5 tháng 11 năm 2023  |                                |
| 1083                                           | "Cả thế giới biến động! Hội mới thành lập - Cross Guild!" "Ugoku Sekai! Shin Soshiki Kurosu Girudo" (動く世界! 新組織クロスギルド)                                    | 12 tháng 11 năm 2023 |                                |
| 1084                                           | "Đã đến lúc rời đi! Wano Quốc và Băng hải tặc Mũ Rơm!" "Tabidachi no Toki - Wano Kuni to Mugiwara no Ichimi" (旅立ちの時 - ワノ国と麦わらの一味)                      | 19 tháng 11 năm 2023 |                                |
| 1085                                           | "Hạ màn! Lời hứa của Luffy và Momonosuke!" "Shūmaku! Rufi to Momonosuke no Chikai" (終幕！ルフィとモモの助の誓い)                                                     | 26 tháng 11 năm 2023 |                                |
| FINAL SAGA - HÀNH TRÌNH CUỐI CÙNG (1086 - nay) | |                      |                                |
| Arc Hậu Wano Quốc                              | |                      |                                |
| 1086                                           | "Tân Tứ Hoàng! Siêu Sao Hề Buggy!" "Shin Kōtei! Senryō Dōke no Bagī!" (新皇帝！千両道化のバギー！)                                                                    | 3 tháng 12 năm 2023  |                                |
| 1087                                           | "Trận chiến ở Đảo Nữ Nhi! Biến cố liên quan đến Vị Anh Hùng Coby!" "Nyōgashima no Ran! Eiyū Kobī no Ikken" (女ヶ島の乱！英雄コビーの一件)                             | 10 tháng 12 năm 2023 |                                |
| 1088                                           | "Ước mơ của Luffy" "〝Rufi no Yume〟" (〝ルフィの夢〟) | 17 tháng 12 năm 2023 |                                |

### Mùa 21: Đảo Egghead (1089 - nay)
| Lưu ý về giai đoạn cuối cùng của Anime One Piece | Lưu ý về giai đoạn cuối cùng của Anime One Piece | Lưu ý về giai đoạn cuối cùng của Anime One Piece | Lưu ý về giai đoạn cuối cùng của Anime One Piece | Lưu ý về giai đoạn cuối cùng của Anime One Piece | Lưu ý về giai đoạn cuối cùng của Anime One Piece |
| --- | ------------------------------------------------ | ------------------------------------------------ | ------------------------------------------------ | ------------------------------------------------ | ------------------------------------------------ |
| FINAL SAGA - HÀNH TRÌNH CUỐI CÙNG" chính là phần diễn biến cuối cùng của One Piece. Phần này chính thức được tác giả xác nhận bắt đầu từ chương 1054 của Manga, tương ứng với tập 1086 của Anime và sẽ kéo dài cho đến tập cuối cùng. Vì thế, tất cả các tập phim sau tập 1088 của Mùa 20 (Wano Quốc) cũng đều thuộc phần diễn biến cuối cùng này. Việc phần này bắt đầu đã đánh dấu loạt Manga và Anime One Piece đã thật sự đi đến giai đoạn cuối cùng và hồi kết của cốt truyện. |                                                  |                                                  |                                                  |                                                  |                                                  |

| #    | Tên tập phim | Ngày phát sóng gốc   | Ngày phát sóng tiếng Việt |
| ---- | --- | -------------------- | ------------------------- |
| 1089 | "Bước vào chương mới! Hướng đi của Luffy và Sabo!" "Shin Fumi Totsunyū! Rufi to Ssabo no Shinro!" (新章突入！ルフィとサボの針路！)                                                    | 7 tháng 1 năm 2024   |                           |
| 1090 | "Hòn đảo mới! Hòn đảo của tương lai Egghead!" "Atarashī Shima! Mirai Shima Egguheddo" (新しい島！未来島エッグへッド)                                                                  | 14 tháng 1 năm 2024  |                           |
| 1091 | "Tràn ngập tương lai! Cuộc phiêu lưu trên Hòn Đảo Khoa Học!" "Mirai Mansai! Kagaku no Kuni no Bōken!" (未来満載！ 科学の国の冒険！)                                                   | 21 tháng 1 năm 2024  |                           |
| 1092 | "Lời khóc than của Bonney! Bóng tối ẩn nấp trên Hòn Đảo Tương Lai!" "Bonī no Dōkoku! Mirai-jima ni Hisomu Yami" (ボニーの慟哭！未来島に潜む闇)                                        | 28 tháng 1 năm 2024  |                           |
| 1093 | "Kẻ thắng sẽ có tất cả! Law VS Râu Đen!" "Shōsha Sōdori! Rō tai Kurohige!" (勝者総取り！ローVS黒ひげ！)                                                                               | 11 tháng 2 năm 2024  |                           |
| 1094 | "Bí ẩn sâu thẳm! Tầng Nghiên Cứu Egghead!" "Fukamaru Nazo! Egguheddo Rabofēzu" (深まる謎！エッグヘッド研究層)                                                                         | 18 tháng 2 năm 2024  |                           |
| 1095 | "Bộ não của một thiên tài! 6 bản thể Vegapunk!" "Tensai no Zunō - Rokunin no Begapanku!" (天才の頭脳 6人のベガパンク！)                                                               | 25 tháng 2 năm 2024  |                           |
| 1096 | "Mảnh ghép lịch sử bị cấm! Giả thuyết về một vương quốc!" "Kinjirareta Rekishi! Aru Ōkoku no Kasetsu" (禁じられた歴史！ある王国の仮説)                                                | 3 tháng 3 năm 2024   |                           |
| 1097 | "Ý chí của Ohara! Kế thừa sự nghiên cứu!" "Ohara no Ishi! Uketsugareru Kenkyū" (オハラの意志！受け継がれる研究)                                                                       | 17 tháng 3 năm 2024  |                           |
| 1098 | "Kỳ diệu! Ước mơ lập dị của một thiên tài!" "Kisō Tengai! Tensai ga Omoiegaku Yume!" (奇想天外！天才が想い描く夢！)                                                                   | 24 tháng 3 năm 2024  |                           |
| 1099 | "Sẵn sàng đánh chặn! Rob Lucci tấn công!" "Geigeki Junbi! Robu Rutchi Shūrai!" (迎撃準備！ロブ・ルッチ襲来！)                                                                         | 31 tháng 3 năm 2024  |                           |
| 1100 | "Sức mạnh ở một đẳng cấp khác! Luffy VS Lucci!" "Ijigen no Chikara! Rufi tai Rutchi!" (異次元の力！ルフィVSルッチ！)                                                                  | 7 tháng 4 năm 2024   |                           |
| 1101 | "Chủng người mạnh nhất! Sức mạnh của Seraphim!" "Saikyō no Jinrui! Serafimu no Nōryoku!" (最強の人類！セラフィムの能力！)                                                             | 21 tháng 4 năm 2024  |                           |
| 1102 | "Âm mưu nham hiểm! Kế hoạch trốn thoát khỏi Egghead!" "Ugomeku Inbō! Egguheddo Dasshutsu Sakusen" (蠢く陰謀！エッグヘッド脱出作戦)                                                    | 28 tháng 4 năm 2024  |                           |
| 1103 | "Giúp cha trở lại như bình thường! Điều ước vô vọng của Bonney!" "Chichi e Modose! Hakanaki Bonī no Negai!" (父を戻せ！儚きボニーの願い！)                                            | 5 tháng 5 năm 2024   |                           |
| 1104 | "Tình thế tuyệt vọng! Seraphim tổng tấn công!" "Zettai Zetsumei! Serafimu Sō Kōgeki!" (絶体絶命！セラフィム総攻撃！)                                                                  | 12 tháng 5 năm 2024  |                           |
| 1105 | "Sự phản bội đầy khả ái! Gián điệp Stussy!" "Uruwashiki Hangyaku! Naitsū-sha Sutyūshī" (麗しき反逆！内通者ステューシー)                                                               | 19 tháng 5 năm 2024  |                           |
| 1106 | "Rắc rối xảy đến! Tìm kiếm Tiến Sĩ Vegapunk!" "Ijō Hassei! Sagase! Dokutā Begapanku" (異常発生！探せ！Dr.ベガパンク)                                                                  | 26 tháng 5 năm 2024  |                           |
| 1107 | "Sởn gai ốc! Bàn tay xấu xa rình rập phòng thí nghiệm!" "Senritsu! Kenkyūjo e Shinobiyoru Ma no Te" (戦慄！研究所へ忍び寄る魔の手)                                                    | 2 tháng 6 năm 2024   |                           |
| 1108 | "Chẳng thể lý giải nổi! Sự nổi loạn của nhóm Seraphim!" "Rikai Funō! Serafimu no Hangyaku!" (理解不能！セラフィムの反逆！)                                                            | 9 tháng 6 năm 2024   |                           |
| 1109 | "Quyết định khó khăn! Nhóm Liên Minh Bất Thường!" "Kujū no Ketsudan! Ishoku no Kyōtō Sensen!" (苦渋の決断！異色の共闘戦線！)                                                          | 23 tháng 6 năm 2024  |                           |
| 1110 | "Sống sót! Trận đánh sinh tử với Chủng Người Mạnh Nhất!" "Ikinokore! Saikyō no Jinrui to no Shitō" (生き残れ！最強の人類との死闘)                                                     | 30 tháng 6 năm 2024  |                           |
| 1111 | "Ohara thứ hai! Dã tâm của kẻ chủ mưu!" "Ohara no Sairai! Kuromaku no Yabō!" (オハラの再来！黒幕の野望！)                                                                             | 7 tháng 7 năm 2024   |                           |
| 1112 | "Chạm trán! Shanks VS Eustass Kid!" "Gekitotsu! Shankusu tai Yūsutasu Kiddo" (激突！シャンクスVSユースタス・キッド)                                                                   | 14 tháng 7 năm 2024  |                           |
| 1113 | "Chạy đi, Coby! Kế hoạch trốn thoát tuyệt vọng!" "Hashire Kobī! Kesshi no Dasshutsu Sakusen!" (走れコビー！決死の脱出作戦！)                                                          | 28 tháng 7 năm 2024  |                           |
| 1114 | "Vì học trò yêu dấu! Nắm đấm của Phó Đô đốc Garp!" "Manadeshi no Tame - Gāpu-chūjō no Genkotsu!" (愛弟子のため ガープ中将の拳骨！)                                                    | 4 tháng 8 năm 2024   |                           |
| 1115 | "Hải Quân bất ngờ! Cựu Đô Đốc Tổng Bộ Hải Quân Kuzan!" "Kaigun Kyōgaku! Moto Kaigun Honbu Taishō Kuzan" (海軍驚愕！元海軍本部大将クザン)                                              | 11 tháng 8 năm 2024  |                           |
| 1116 | "Cùng đi giành lấy nó nào! Lời tuyên bố chấn động của Buggy!" "Tori ni ikou ze! Bagī no Dai Sengen" (取りに行こうぜ！バギーの大宣言)                                                  | 18 tháng 8 năm 2024  |                           |
| 1117 | "Sabo trở về! Sự thật gây sốc được kể lại!" "Sabo no Kikan - Katarareru Shōgeki no Shinjitsu!" (サボの帰還 語られる衝撃の真実！)                                                      | 1 tháng 9 năm 2024   |                           |
| 1118 | "Thánh Địa hỗn loạn! Đòn đánh toàn lực của Sai và Leo!" "Seichi Sōzen! Sai to Reo Konshin no Ichigeki!" (聖地騒然！サイとレオ渾身の一撃！)                                            | 8 tháng 9 năm 2024   |                           |
| 1119 | "Giao phó sứ mệnh! Quyết tâm của Vua Cobra!" "Takusareta Messēji! Kobura-Ō no Kakugo" (託された伝言！コブラ王の覚悟)                                                                  | 15 tháng 9 năm 2024  |                           |
| 1120 | "Thế giới chấn động! Phán quyết của Kẻ Thống Trị và hành động của Ngũ Lão Tinh!" "Yuragu Sekai! Shihaisha no Shinpan to Gorōsei no Shidō!" (揺らぐ世界！支配者の審判と五老星の始動！) | 22 tháng 9 năm 2024  |                           |
| 1121 | "Garp và Kuzan! Mâu thuẫn niềm tin giữa thầy và trò!" "Gāpu to Kuzan Shōtotsu suru Shitei no Seigi" (ガープとクザン 衝突する師弟の正義)                                               | 6 tháng 10 năm 2024  |                           |
| 1122 | "Bài học cuối cùng! Kế thừa chiêu Impact!" "Saigo no Oshie! Uketsugareta Inpakuto" (最後の教え！受け継がれた拳骨)                                                                     | 13 tháng 10 năm 2024 |                           |
| 1123 | "Thế giới chấn động! Vụ bắt giữ con tin của Băng Mũ Rơm!" "Sekai Shinkan! Mugiwara no Ichimi Tatekomori Jiken" (世界震撼！麦わらの一味立てこもり事件)                                 | 5 tháng 4 năm 2025   |                           |
| 1124 | "Bị bao vây hoàn toàn! Chiến lược tẩu thoát khỏi Egghead!" "Zenmen Hōi! Egguheddo Dasshutsu Sakusen" (全面包囲！エッグヘッド脱出作戦)                                                 | 6 tháng 4 năm 2025   |                           |
| 1125 | "Cuộc chiến quyết tâm giữa 2 người đàn ông! Kizaru và Sentomaru!" "Butsukaru Otoko no Kakugo! Kizaru to Sentomaru" (ぶつかる男の覚悟！黄猿と戦桃丸)                                   | 13 tháng 4 năm 2025  |                           |
| 1126 | "Tuyệt vọng gần kề! Nhiệm vụ đáng buồn của Đô Đốc Kizaru!" "Semaru Setsubō! Taishō Kizaru no Yūutsuna Ninmu" (迫る絶望！大将黄猿の憂鬱な任務)                                         | 20 tháng 4 năm 2025  |                           |
| 1127 | "Luffy đấu với Kizaru! Trận quyết chiến kính vạn hoa!" "Rufi Bāsasu Kizaru! Hengen Jizai no Dai Gekisen" (ルフィVS黄猿！変幻自在の大激戦)                                             | 27 tháng 4 năm 2025  |                           |
| 1128 | "Cơn ác mộng ập tới! Thần Khoa Học Phòng Ngự - Thánh Saturn!" "Akumu Shūrai Kagaku Bōei Bushin Satān-sei" (悪夢襲来 科学防衛武神サターン聖)                                           | 4 tháng 5 năm 2025   |                           |
| 1129 | "Quá khứ của Kuma! Nơi đáng sợ hơn cả địa ngục!" "Kuma no Kako Shinda Hō ga Ii Sekai" (くまの過去 死んだ方がいい世界)                                                                 | 18 tháng 5 năm 2025  |                           |
| 1130 | "Lịch sử bị xóa bỏ! God Valley bị tận diệt!" "Kesareta Rekishi! Zetsubō no Goddo Barē" (消された歴史！絶望のゴッドバレー)                                                             | 25 tháng 5 năm 2025  |                           |
| 1131 | "Hạnh phúc ngắn ngủi! Kumachi và Ginny!" "Hitotoki no Shiawase Kumachi ̄to Jinī" (ひとときの幸せ くまちーとジニー)                                                                     | 1 tháng 6 năm 2025   |                           |
| 1132 | "Lời hứa với Ginny! Kuma bắt đầu làm cha!" "Jinī e no Chikai - Chichi to Natta Kuma" (ジニーへの誓い 父となったくま)                                                                  | 8 tháng 6 năm 2025   |                           |
| 1133 | "Tìm cách cứu mạng con gái! Kuma nhút nhát - Chủ Nghĩa Hòa Bình "Pacifist"!" "Bonī o Sukue - Kiyowana "Pashifisuta" Kuma" (娘を救え 気弱な〝平和主義者〟くま)                         | 15 tháng 6 năm 2025  |                           |
| 1134 | "Số phận nghiệt ngã! Quyết định của Kuma khi làm cha!" "Hijō-naru Unmei - Chichi Kuma no Ketsudan" (非情なる運命 父くまの決断)                                                        | 29 tháng 6 năm 2025  |                           |
| 1135 | "Ra biển tìm cha! Tương lai mà Bonney đã chọn!" "Chichi no Iru Umi e! Bonī ga Erabu Mirai" (父のいる海へ！ボニーが選ぶ未来)                                                           | 6 tháng 7 năm 2025   |                           |
| 1136 | "Cuộc đời của Kuma!" "Kuma no Jinsei" (くまの人生) | 13 tháng 7 năm 2025  |                           |
| 1137 | "Xin lỗi cha! Giọt nước mắt của Bonney và nắm đấm của Kuma!" "Gomen ne, Otōsan - Bonī no Namida to Kuma no Koboshi" (ごめんね、お父さん ボニーの涙とくまの拳)                         | 27 tháng 7 năm 2025  |                           |
| 1138 | "Cảm ơn cha! Cái ôm đầy ấm áp của Bonney và Kuma!" "Arigatō, Otō-san - Bonī to Kuma no Atsuki Hōyō" (ありがとう、お父さん ボニーとくまの熱き抱擁)                                     | 3 tháng 8 năm 2025   |                           |
| 1139 | "Phá hủy Egghead! Buster Call đã được kích hoạt!" "Egguheddo o Hakai Seyo - Basutā Kōru Hatsudō" (未来島を破壊せよ バスターコール発動)                                                | 10 tháng 8 năm 2025  |                           |
| 1140 | "Vị anh hùng được ngưỡng mộ! Chiến Binh Tự Do cứu rỗi Bonney!" "Akoga no Hīrō - Bonī wo Sukuu Kaihō no Senshi" (憧れのヒーロー ボニーを救う解放の戦士)                                | 17 tháng 8 năm 2025  |                           |
| 1141 | "Viện binh đáng tin cậy! Dorry và Brogy xuất hiện!" "Tanomoshi-sa Bakuhatsu! Dorī to Burogī Tōchaku!" (頼もしさ爆発！ドリーとブロギー到着！)                                          | 24 tháng 8 năm 2025  |                           |
| 1142 | "Ōtō seyo, Sekai Begapanku no Messēji" (応答せよ、世界ベガパンクのメッセージ) | 7 tháng 9 năm 2025   |                           |

Đây là một danh sách chưa hoàn chỉnh. Bạn có thể giúp Wikipedia .

## Special Edited Version - One Piece: Fish-Man Island Saga
Special Edited Version - One Piece: Fish-Man Island Saga là phiên bản được nâng cấp chất lượng hình ảnh và rút gọn (Remastered) của loạt anime One Piece chuyển thể 58 tập phim từ 517 đến 574 của Saga Đảo Người Cá (Mùa 15), số tập sẽ được rút gọn từ 58 xuống còn 21 tập.. Nó được phát sóng thay thế từ tháng 11/2024 đến tháng 3/2025 khi loạt anime gốc tạm nghỉ 6 tháng để nâng cấp toàn diện mọi thứ từ nhịp điệu, khâu sản xuất, nội dung đến chất lượng hình ảnh, bắt đầu từ tập 1123 vào tháng 4/2025, khi anime gốc chuyển sang khung thời gian phát sóng mới. Ban đầu phiên bản Remastered này dự kiến  phát sóng từ ngày 27/10/2024, nhưng tập đầu tiên đã bị trì hoãn đến ngày 3/11/2024 do phát sóng trực tiếp MLB World Series..
| #  | Tên tập phim | Ngày phát sóng gốc   |
| -- | --- | -------------------- |
| 1  | "Khởi đầu mới! Băng Mũ Rơm hội ngộ!" "Sai Shuppatsu! Tsudou Mugiwara no Ichimi!" (再出発！集う麦わらの一味！)                                                        | 3 tháng 11 năm 2024  |
| 2  | "Ra khơi! Bình minh của cuộc phiêu lưu tới Tân Thế Giới!" "Shukkō! Shin Sekai e no Bōken no Yoake" (出航！新世界への冒険の夜明け)                                    | 10 tháng 11 năm 2024 |
| 3  | "Hé lộ sự thật gây sốc! Ân nhân vĩ đại Kuma!" "Kyōgaku no Shinjitsu - Dai Onjin Kuma" (驚愕の真実 大恩人くま)                                                        | 17 tháng 11 năm 2024 |
| 4  | "Cuộc phiêu lưu dưới vùng biển sâu! Hiểm họa dưới đáy biển đang rình rập!" "Shinkai no Bōken! Semari Kuru Kaitei no Kyōi" (深海の冒険！迫りくる海底の脅威)           | 24 tháng 11 năm 2024 |
| 5  | "Núi lửa phun trào dưới biển! Băng Mũ Rơm hỗn loạn!" "Kaitei-Kazan Funka! Mugiwara no Ichimi dai Konran" (海底火山噴火！麦わらの一味大混乱)                          | 1 tháng 12 năm 2024  |
| 6  | "Thiên Đường Mỹ Nhân Ngư! Đặt chân tới Đảo Người Cá!" "Ningyo-tachi no Rakuen! Tsuini Gyojin-tō Jōriku" (人魚達の楽園！ついに魚人島上陸)                             | 8 tháng 12 năm 2024  |
| 7  | "Nỗi kinh hoàng dưới đáy biển sâu! Tham vọng của Hody!" "Kaitei no Kyōfu! Hōdi no Yabō" (海底の恐怖！ホーディの野望)                                                 | 15 tháng 12 năm 2024 |
| 8  | "Cô gái hay mít ướt! Công Chúa Nhân Ngư Shirahoshi!" "Yowamushi de Nakimushi! Ningyo Hime Shirahoshi" (弱虫で泣き虫！人魚姫しらほし)                                 | 22 tháng 12 năm 2024 |
| 9  | "Bắt cóc!? Luffy và Shirahoshi!" "Yūkai Jiken Hassei!? Rufi to Shirahoshi" (誘拐事件発!? ルフィとしらほし)                                                           | 29 tháng 12 năm 2024 |
| 10 | "Cuộc đột kích bắt đầu! Hody và Decken!" "Shūgeki Kaishi Hōdi to Dekken" (襲撃開始! ホーディとデッケン)                                                              | 5 tháng 1 năm 2025   |
| 11 | "Lời thú tội của Jinbe! Lịch sử gây sốc của Người Cá!" "Jinbe kō no Kokuhaku Gyojin-zoku no Shōgeki no Koyomi-ji" (ジンべ工の告白 魚人族の衝撃の暦時)                | 12 tháng 1 năm 2025  |
| 12 | "Quá khứ của Đảo Người Cá! Otohime và Tiger!" "Gyojin-tō no Kako! Otohime to Taigā" (魚人島の過去！オトヒメとタイガー)                                               | 19 tháng 1 năm 2025  |
| 13 | "Hối tiếc của Tiger! Tương lai mà Otohime hình dung ra!" "Taigā no Munen - Otohime ga Egaku Mirai!" (タイガーの無念 オトヒメが描く未来！)                            | 26 tháng 1 năm 2025  |
| 14 | "Bi kịch của Otohime! Hody tuyên chiến!" "Otohime no Higeki Hōdi no Sensen Fukoku" (オトヒメの悲劇 ホーディの宣戦布告)                                               | 2 tháng 2 năm 2025   |
| 15 | "Sự cố của Hody! Các hoàng tử phản công!" "Hōdi no Ihen! Tachimukau ōji-tachi" (ホーディの異変! 立ち向かう王子達)                                                    | 9 tháng 2 năm 2025   |
| 16 | "Shirahoshi khóc trong tuyệt vọng! Luffy bắt đầu tấn công!" "Shirahoshi Hitsū no Sakebi - Rufi Shutsujin!" (しらほし悲痛の叫び ルフィ出陣！)                         | 16 tháng 2 năm 2025  |
| 17 | "Trận quyết chiến! Băng Mũ Rơm đấu với 10 vạn quân địch!" "Dai Ransen! Mugiwara no Ichimi tai Jū-Man no Teki" (大乱戦！麦わらの一味VS10万の敵)                       | 23 tháng 2 năm 2025  |
| 18 | "Đảo Người Cá đối mặt với sự diệt vong! Con tàu cổ đại Noah!" "Gyojin-tō Kaimetsu no Kiki! Inishie no Fune Noa" (魚人島壊滅の危機！古の舟ノア)                       | 2 tháng 3 năm 2025   |
| 19 | "Luffy đấu với Hody! Chiêu Red Hawk cuồng nộ!" "Rufi tai Hōdi! Konshin no Reddo Hōku" (ルフィVSホーディ！渾身の火拳銃)                                               | 16 tháng 3 năm 2025  |
| 20 | "Lời hứa của tương lai! Con đường hướng tới mặt trời!" "Mirai no Yakusoku Taiyō e to Tsuzuku Michi" (未来の約束 タイヨウへと続く道)                                  | 23 tháng 3 năm 2025  |
| 21 | "Tạm biệt Đảo Người Cá! Đến Tân Thế Giới - Vùng biển hùng mạnh nhất thế giới!" "Saraba Gyojin-tō! Saikyō no Umi "Shin Sekai" e" (さらば魚人島！最強の海〝新世界〟へ) | 30 tháng 3 năm 2025  |

## Các tập phim Recaps (tóm tắt lại diễn biến)
| # | Tên tập phim | Ngày phát sóng gốc   |
| --- | --- | -------------------- |
| RC3 (721.5) | "Wan Pīsu ~ Rongu Ringu Rongu Rando-hen ~ ichiya kagiri no tokubetsu henshū-ban" (ワンピース～ロングリングロングランド編～ 一夜限りの特別編集版)                                                                               | 11 tháng 12 năm 2015 |
| RC4 | "Wanpīsu kyarakutāzu Log" (ワンピース キャラクターズLog) | 19 tháng 6 năm 2016  |
| Là một loạt các tập Recap của anime One Piece, được thực hiện để kỷ niệm việc phát hành One Piece Film: Gold. Các tập phim tóm tắt lại câu chuyện của 9 thành viên Băng hải tặc Mũ Rơm cho đến Arc Dressrosa và được thuật lại bởi Bartolomeo. Mỗi tập phim có thời lượng khoảng 30 phút. Ban đầu được phát sóng hàng tuần trên truyền hình từ ngày 19/6/2016 đến ngày 11/9/2016, các tập phim cũng được phát hành trên 4 đĩa DVD. | |                      |
| RC5 (1004.5) | "Tập đặc biệt! Căn phòng bí mật của Barto!" "Rufi Senpai Ōen Kikaku! Baruto no Himitsu no Heya!" (ルフィ先輩応援企画！バルトの秘密の部屋！)                                                                                    | 26 tháng 12 năm 2021 |
| RC6 (1015.5) | "Tập đặc biệt về hành động trượng nghĩa của đại ca Zoro và đại ca Sanji! Căn phòng bí mật của Barto 2!" "Zoro Sanji Senpai Tannō Kikaku! Baruto no Himitsu no Heya Sekando!" (ゾロ・サンジ先輩堪能企画！バルトの秘密の部屋2！) | 1 tháng 5 năm 2022   |
| RC7 (1022.5) | "Chuyến phiêu lưu vĩ đại! Huyền thoại Kozuki Oden!" "Dai Tettei Kaibō! Kōzuki Oden Densetsu!" (大徹底解剖！光月おでん伝説！)                                                                                                   | 26 tháng 6 năm 2022  |
| RC8 (1030.5) | "Nhật ký thuyền trưởng của một huyền thoại! Shanks Tóc Đỏ!" "Densetsu no Kiroku! Akagami no Shankusu!" (伝説の記録！赤髪のシャンクス！)                                                                                        | 28 tháng 8 năm 2022  |
| RC9 (1035.5) | "Trận chiến tổng lực! Quyết chiến! 5 kẻ tới từ Thế Hệ Mới!" "Dai Tettei Kaibō! Gekitō！Gonin no Shin Sedai" (大徹底解剖！激闘！５人の新世代)                                                                                   | 9 tháng 10 năm 2022  |
| RC10 (1045.5) | "Kể lại những trận quyết chiến! Nhóm Mũ Rơm VS Nhóm Phi Lục Bào!" "Dai Gekisen Tokushū! Mugiwara no Ichimi tai Tobi Roppō" (大激戦特集！麦わらの一味VS飛び六胞)                                                                | 25 tháng 12 năm 2022 |
| RC11 (1061.5) | "Kể lại trận quyết chiến! Zoro VS Chỉ Huy Cấp Cao!" "Dai Gekisen Tokushū! Zoro tai Ōkanban!" (大激戦特集！ゾロVS大看板！) | 14 tháng 5 năm 2023  |
| RC12 (1065.5) | "Tóm tắt lại trận quyết chiến! Liên Minh Phản Công VS Big Mom!" "Dai Gekisen Tokushū! Hangeki Dōmei tai Biggu Mamu" (大激戦特集！反撃同盟VSビッグ・マム)                                                                       | 18 tháng 6 năm 2023  |
| RC13 (1073.5) | "Chiến dịch ủng hộ đại ca Luffy! Căn phòng bí mật của Barto 3!" "Rufi Senpai Ōen Kikaku! Baruto no Himitsu no Heya Sādo!" (ルフィ先輩応援企画！バルトの秘密の部屋3！)                                                          | 27 tháng 8 năm 2023  |
| RC14 (1078.5) | "Chiến dịch ủng hộ đại ca Luffy! Căn phòng bí mật của Barto 4!" "Rufi Senpai Ōen Kikaku! Baruto no Himitsu no Heya Fōsu!" (ルフィ先輩応援企画！バルトの秘密の部屋4！)                                                          | 8 tháng 10 năm 2023  |
| RC15 (1088.5) | "Giới thiệu đặc biệt! Con đường trở thành Đại Tướng Quân của Momonosuke!" "Dai Tokushū! Momonosuke no Mei Shōgun e no Michi" (大特集！モモの助の名将軍への道)                                                                  | 24 tháng 12 năm 2023 |
| RC16 (1092.5) | "Một câu chuyện tuyệt vời! Bác Sĩ Tử Thần Trafalgar Law!" "Dai Tan'nō Kikaku! "Shi no Gekai" Torafarugā Rō" (大堪能企画！〝死の外科医〟トラファルガー・ロー)                                                                   | 4 tháng 2 năm 2024   |
| RC17 (1100.5) | "Hồi ký đối đầu! Băng Mũ Rơm VS Cipher Pol!" "In'nen no Rogu! Mugiwara no Ichimi to Saifā Pōru" (因縁の記録！麦わらの一味とCP)                                                                                                 | 14 tháng 4 năm 2024  |
| RC18 (1108.5) | "Làm nên lịch sử! Hỗn loạn giữa Tứ Hoàng cũ và mới!" "Kizamareru Rekishi! Gekidō no Shinkyū Yonkō!" (刻まれる歴史！激動の新旧四皇！)                                                                                           | 16 tháng 6 năm 2024  |
| RC19 (1116.5) | "Nhật ký của Cách Mạng Hỗn Loạn! Những bí mật của Quân Cách Mạng!" "Araburu Henkaku no Rogu! An'yaku Suru Kakumei-gun!" (荒ぶる変革の記録！暗躍する革命軍！)                                                                   | 25 tháng 8 năm 2024  |
| RC20 (1120.5) | "Công lý bất khuất! Nhật ký tự hào của Hải Quân!" "Yuruganu Seigi! Kaigun no Hokori Takaki Rogu!" (揺るがぬ正義！海軍の誇り高き記録！)                                                                                         | 29 tháng 9 năm 2024  |
| RC21 (1122.5) | "Egguheddo-hen Furikaeri" (エッグヘッド編ふりかえり) | 5 tháng 4 năm 2025   |
| 1 tập tóm tắt đặc biệt dài 80 phút kể lại diễn biến nửa đầu của phần Egghead từ tập 1089 đến 1122. | |                      |
| RC22 (1128.5) | "Dò lại cuộc phiêu lưu của bác sĩ Chopper! Tình cha con đầy thơ mộng!" "Dokutā Choppā no Bōken Karute ~Chichi to Musume no Barado~" (Dr.チョッパーの冒険カルテ ～父と娘の譚詩曲～)                                             | 11 tháng 5 năm 2025  |
| RC23 (1133.5) | "Cuộc phiêu lưu của bác sĩ Chopper! Ngã rẽ của những người bạn tốt!" "Dokutā Choppā no Bōken Karute ~Shinyu-tachi no Kurosurōdo~" (Dr.チョッパーの冒険カルテ ～親友達の人生航路～)                                             | 22 tháng 6 năm 2025  |
| RC24 (1141.5) | | 31 tháng 8 năm 2025  |

Đây là một danh sách chưa hoàn chỉnh. Bạn có thể giúp Wikipedia .

## TV specials
| # | Tên tập phim | Ngày phát sóng gốc   |
| --- | --- | -------------------- |
| SP5 | "Tập phim về Nami: Nước mắt của cô hoa tiêu và mối rằng buộc của bạn bè" "Episode of Nami - Kōkaishi no namida to nakama no kizuna" (ワンピースエピソード・オブ・ナミ～航海士の涙と仲間の絆～)                                    | 20 tháng 8 năm 2012  |
| SP6 | "Tập phim về Luffy: Cuộc phiêu lưu trên Đảo Hand" "Episōdo obu Rufi - Hando Airando no Bōken" (エピソードオブルフィ - ハンドアイランドの冒険)                                                                                     | 15 tháng 12 năm 2012 |
| SP7 | "Tập phim về Merry: Câu chuyện của một người bạn" "Episōdo obu Merī: Mō Hitori no Nakama no Monogatari" (エピソードオブメリー もうひとりの仲間の物語)                                                                             | 24 tháng 8 năm 2013  |
| SP8 | "3D2Y: Vượt qua cái chết của Ace! Lời thề của Luffy dành cho bạn bè" "Surī-Dī Tsū-Wai: Ēsu no Shi o Koete! Rufi Nakama to no Chikai" (〝3D2Y〟 エースの死を越えて! ルフィ仲間との誓い)                                            | 30 tháng 8 năm 2014  |
| SP9 | "Tập phim về Sabo: Lời hứa của 3 anh em - Cuộc hội ngộ diệu kỳ và kế thừa ý chí" "Episōdo obu Sabo: San-Kyōdai no Kizuna - Kiseki no Saikai to Uketsugareru Ishi" (エピソードオブサボ 〜3兄弟の絆 奇跡の再会と受け継がれる意志〜) | 22 tháng 8 năm 2015  |
| SP10                                                                                                   | "Cuộc phiêu lưu đến vùng đất Nebulandia" "Adobenchā obu Neburandia" (アドベンチャー オブ ネブランディア) | 19 tháng 12 năm 2015 |
| SP11                                                                                                   | "Trái Tim Vàng" "Hāto obu Gōrudo" (ハートオブ ゴールド) | 16 tháng 7 năm 2016  |
| SP12                                                                                                   | "Phần về Biển Đông! Cuộc phiêu lưu của Luffy và 4 người đồng đội đầu tiên!" "Episōdo obu Īsuto Burū: Rufi to Yo-nin no Nakama no Dai-bōken" (エピソードオブ東の海（イーストブルー）～ルフィと4人の仲間の大冒険～)                 | 26 tháng 8 năm 2017  |
| SP13                                                                                                   | "Phần về Đảo Trên Trời Skypiea" "Episōdo obu Sorajima" (エピソードオブ空島) | 25 tháng 8 năm 2018  |
| SP14                                                                                                   | "One Piece Fan Letter - Bức thư của người hâm mộ" (ONE PIECE FAN LETTER) | 20 tháng 10 năm 2024 |
| Tập phim ngoại truyện đặc biệt nhằm kỷ niệm 25 năm loạt anime One Piece ra mắt và tri ân người hâm mộ. | |                      |

Đây là một danh sách chưa hoàn chỉnh. Bạn có thể giúp Wikipedia .